# Arquitetura neoclássica
Arquitetura neoclássica (AO 1945: arquitectura neoclássica) é o estilo arquitetónico que, em linha com a tendência artística universal do neoclassicismo, resulta da recuperação da gramática formal da Antiguidade Clássica grega e romana. Na história da arquitetura, este estilo surge após o barroco tardio e rococó, no período em que a tradição da Grand Tour foi um marco na educação cultural entre as gerações de novos artistas e de toda a classe aristocrática e alta burguesia. O período de desenvolvimento deste estilo coincide com aquele a que os historiadores da economia designam de Revolução Industrial. Observa-se, na área da arquitetura, que neste período começam a destacar-se os problemas da prática construtiva.
Não obstante os estilos precursores propriamente ditos, como o de Andrea Palladio, posteriormente seguido pelo palladianismo, que se difunde em Inglaterra e em seguida por todo o mundo e que vem influenciar notavelmente a arquitetura neoclássica, o neoclassicismo propriamente dito teve início depois de meados do século XVIII até aos inícios do século XIX (aproximadamente entre 1755 e 1830), e difundiu-se por todos os países ocidentais, acabando por influenciar a produção arquitectónica da Rússia, Estados Unidos e América Latina.
Embora se trate dum fenómeno internacional, a arquitetura neoclássica foi caracterizada por diferentes correntes conforme a época e as diferentes tradições estabelecidas anteriormente nos vários países. Neste sentido, torna-se difícil conceber uma periodização rigorosa: na verdade, o neoclassicismo não só se enquadra numa extensa corrente fundada sobre o estudo da arquitetura clássica (já a partir da arquitetura do século XVI), como se manteve em voga durante todo o século XIX, caracterizada no decorrer do eclectismo e, eventualmente, deixando os seus traços na arquitetura dela decorrente (ver, por exemplo, monumentalismo).

## Neoclassicismo noséculo XVIII

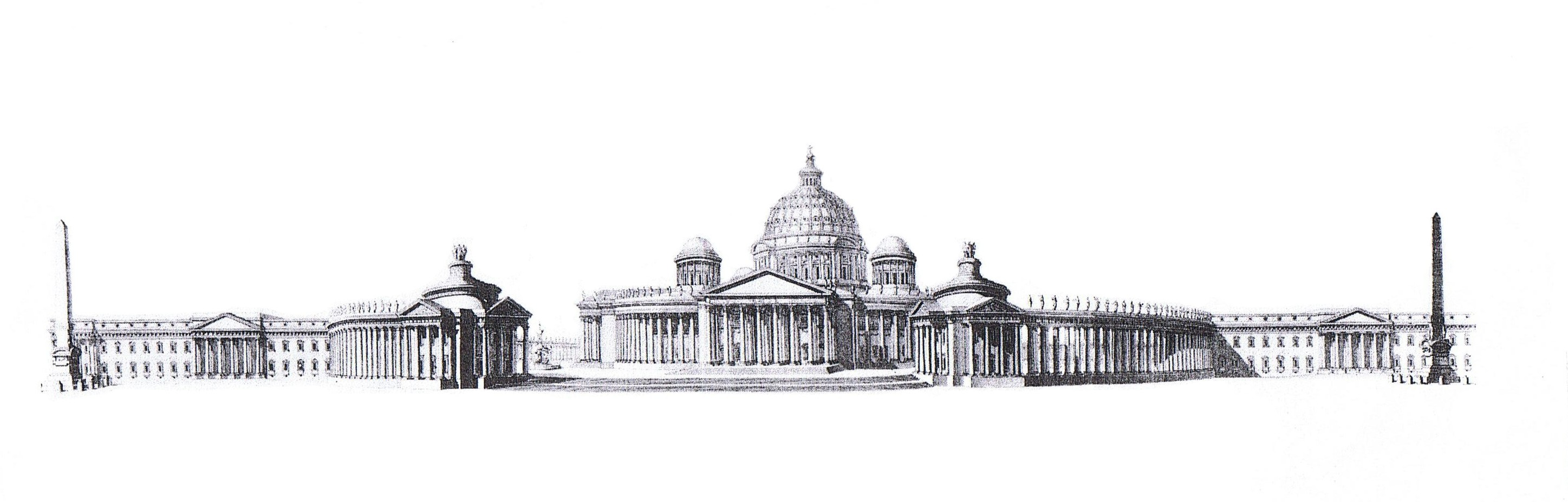
Marie-Joseph Peyre, projecto dum concurso para uma catedral, lançado pela Academia de San Luca, 1753

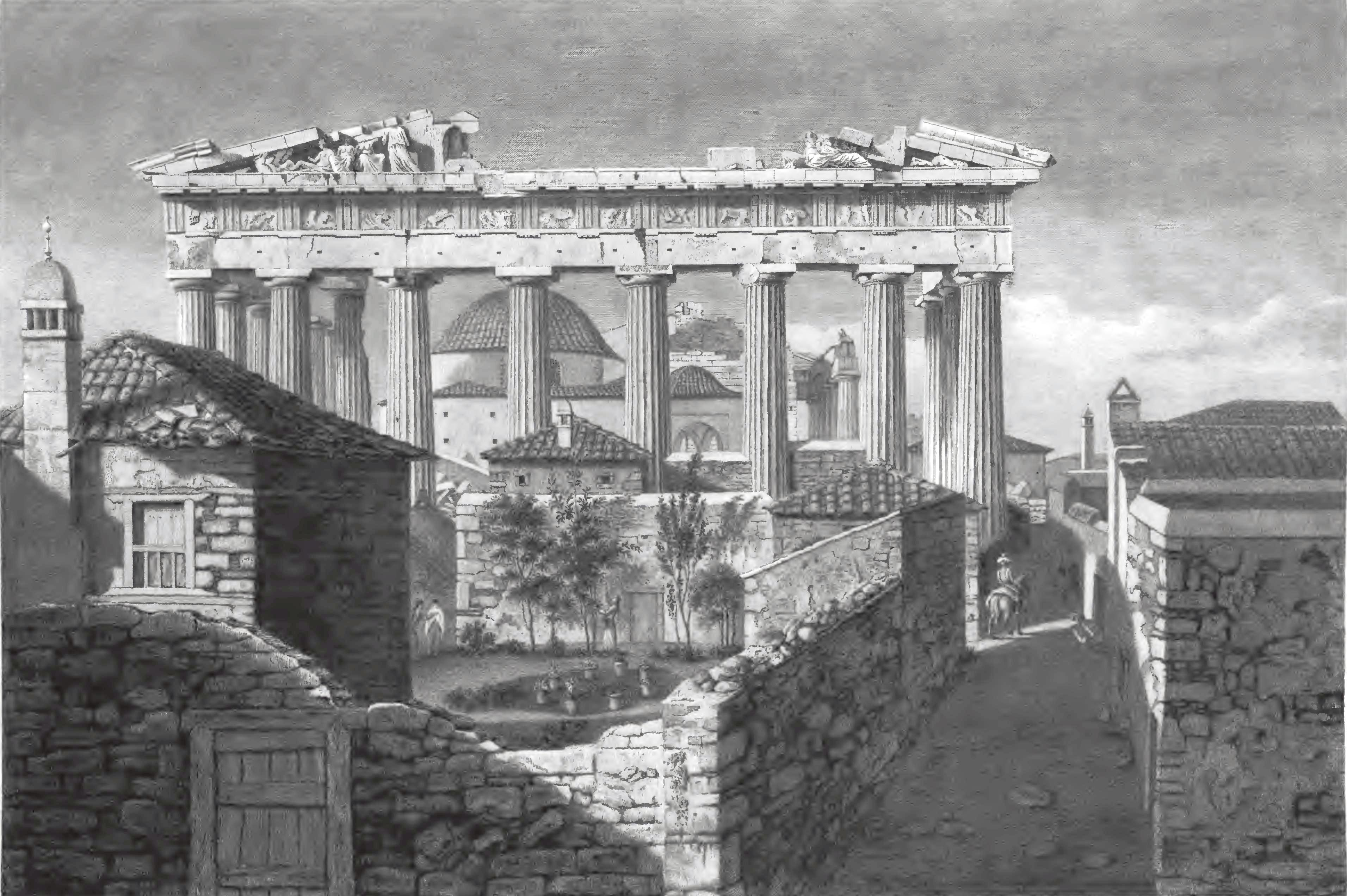
James Stuart, estampa do Pártenon

O neoclassicismo setecentista foi essencialmente uma reação ao Rococó. Para além da recuperação dos princípios da arquitetura do século XVI e palladiana, o início do racionalismo neoclássico surge como resposta antibarroca que teve a sua origem com as obras teóricas do século XVII de François Blondel, Claude e Charles Perrault, e, no século XVIII, de Colen Campbell.
O desenvolvimento da arquitetura neoclássica contribuiu para três orientações fundamentais. A primeira ocorreu no campo da crítica arquitetónica, com a divulgação dos escritos de Marc-Antoine Laugier, Carlo Lodoli, Francesco Milizia, Étienne-Louis Boullée, Claude-Nicolas Ledoux e outros, que favoreceram a transposição do Iluminismo na arquitetura, afirmando tais princípios relacionados com o racionalismo e o funcionalismo que conduziriam a um novo ideal estético, com predilecção para formas geométricas elementares. Marc-Antoine Laugier, no seu Ensaio sobre a arquitetura, sustentava que a natureza era o princípio originário da arquitetura; o seu edifício ideal era definido por colunas livres, sem pilares, embasamentos e outros elementos da tradição renascentista e pós-renascentista. Ademais, no seu tratado expôs uma concepção racional do classicismo, apoiando o conceito da chamada "cabana rústica" do homem primitivo como expressão da verdadeira necessidade humana de abrigo.
Dentre os princípios do pensamento de Lodoli encontra-se a oposição à interpretação do dogma vitruviano, que havia ofuscado o verdadeiro significado da arquitetura: a sua funcionalidade. Sucessor de Ludoli foi Milizia, o mais influente dos teóricos da arquitetura italiana de fins do século XVIII que, em 1768, na introdução do seu tratado Memorie degli architetti antichi e moderni, declara-se partidário da teoria da imitação, conduzindo-a a um desenvolvimento maior que Laugier, reconhecendo dois princípios da arquitetura que se refere à natureza: o grego como imitação da cabana primitiva e o gótico como imitação do bosque. Milizia sustentava que a arquitetura não deveria ser uma mera imitação da natureza, mas da beleza da natureza. Todavia, nem todas as teorias setecentistas foram caracterizadas por tamanho rigor. Giovanni Battista Piranesi foi um forte opositor de Ludoli e Laugier, reivindicando a "louca liberdade de trabalhar o capricho". É importante salientar, mesmo que indiretamente, foi a obra do filosofo Jean-Jacques Rousseau que, afirmando que a liberdade natural do homem hoje perdida dentro de uma sociedade rígida, orientou a arquitetura neoclássica em direcção a uma maior liberdade formal (eclectismo).

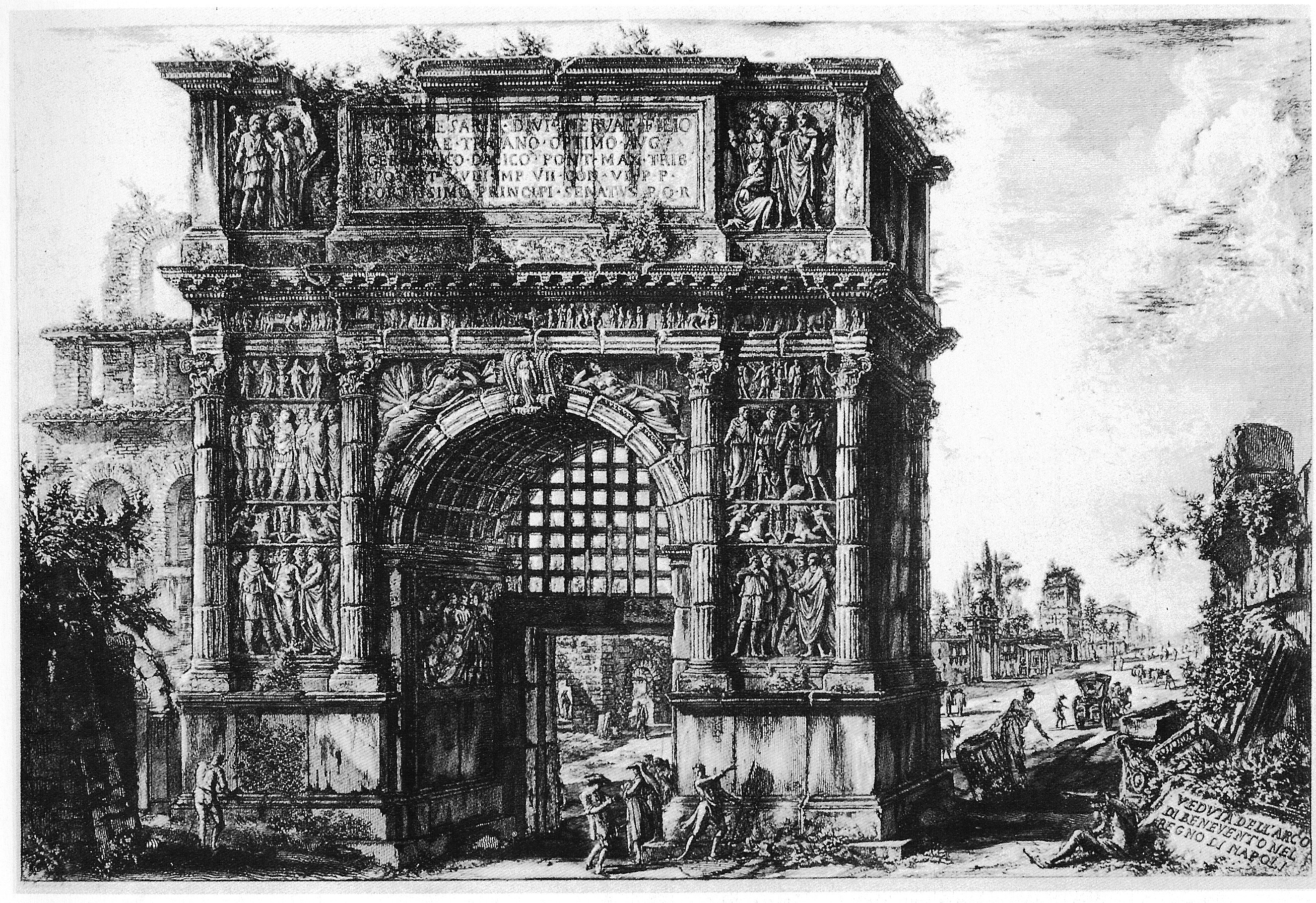
Impressão de G.B. Piranesi: Arco de Trajano em Benevento

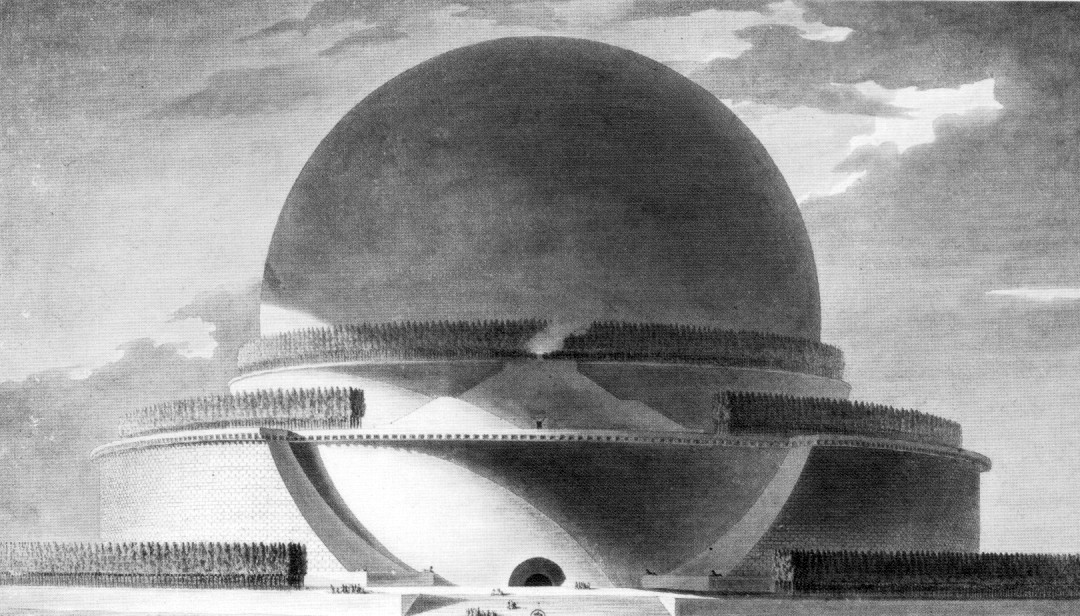
Vista frontal do Cenotáfio de Newton

A segunda orientação da origem do neoclassicismo surge da atividade antiquária com a redescoberta da história grega e romana, as pesquisas arqueológicas na Grécia e Roma, e o começo de um crescente interesse nas escavações em Herculano e Pompeia (1719 e 1738), para além da publicação de importantes obras literárias como a História da Arte Antiga de Johann Joachim Winckelmann, que introduziria a dupla definição do ideal de beleza da arte antiga, caracterizado como "tranquila simplicidade e nobre grandeza". em contraste com o esplendor do barroco e do rococó, considerado por alguns críticos da época, como o italiano Francesco Milizia, falsas expressões do irracional e do enganoso. Essa noção central ressaltada pelo autor revelaria a meta da arte, aquilo que a torna inimitável e, ao mesmo tempo, faz dela um modelo a ser imitado.
Não menos importante foi a divulgação de publicações que compunham reproduções das antiguidades gregas e romanas. Destas, destacam-se as Antiguidades de Atenas de James Stuart que, em paralelo com a subsequente publicação, influenciaram a formação do novo estilo arquitectónico, sobretudo o transalpino, e as numerosas estampas de Giovanni Battista Piranesi, retratando a antiguidade romana.
Neste contexto, grande parte das críticas atribuem normalmente um papel importante ao ambiente romano na definição dos novos gostos arquitectónicos. Segundo o historiador David Watkin, a linguagem do neoclassicismo internacional foi criada em Roma por volta de 1740, por pensionistas franceses da Academia de França, que, refutando a exuberante ornamentação da arquitetura do barroco tardio, dedicaram-se à projeção de vários edifícios públicos, inspirados pelas antigas construções da Roma Antiga.
A terceira orientação, de natureza sócio-política, está na postura da nova classe burguesa que estabelece no neoclassicismo o espírito conservador, o ideal republicano da revolução política (1789), o racionalismo da revolução industrial (1760–1830) e o romantismo nacionalista e individualista.
Do ponto de vista ideológico, no Neoclassicismo setecentista é possível definir essencialmente três períodos: um primeiro (1715–1740) no qual emergem os traços particulares do iluminismo; um segundo de consolidação (1740–1780), em que prevalecem aspectos filológicos, arqueológicos e académicos; e finalmente um terceiro (1780–1805) que se refere à arquitetura revolucionária de Étienne-Louis Boullée e Claude-Nicolas Ledoux, cujas obras (como o Cenotáfio de Newton ou a Salina Real de Arc-et-Senans) inserem-se perfeitamente no ambiente cultural dominado por nomes como Isaac Newton, Voltaire, Denis Diderot e Montesquieu, constituindo o emblema do neoclassicismo vinculado ao Iluminismo e à Revolução Francesa.

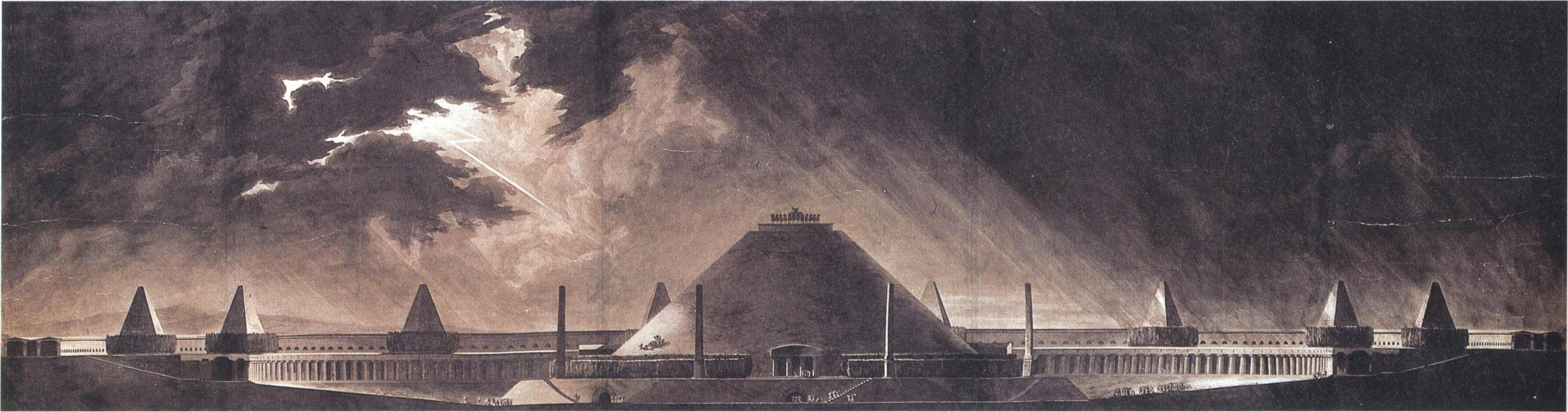
Pierre-François-Léonard Fontaine, monumento sepulcral para os soberanos de um grande império, 1785

No que respeita ao estilo padrão, a principal diferença que se verifica na passagem de uma tendência para outra reside na forte prevalência do "linear" em relação ao "pictórico", entendida como o domínio da razão sobre a emoção: "quanto mais uma linha descrevesse alguns corpos simples, dispostos frontalmente como um baixo-relevo perfeito, mais essa linha, para o artista neoclássico, podia realçar a função." O carácter linear tornou-se expressão de uma intencionalidade projetual característica de toda a arte neoclássica. Em particular, o princípio de correspondência entre a forma e a função estática conduziu à precisão escrupulosa das forças e resistência dos materiais, exaltando o conhecimento científico dos engenheiros a nível estético.
A utilização das ordens e tímpanos, as perspectivas e planos simétricos, a correspondência entre o interior e o exterior, bem como a utilização de volumes simples e bem definidos na definição dos vários edifícios, tornaram-se elementos característicos da composição arquitetónica. No entanto, apesar da aparente rigidez das regras combinatórias, o estilo padrão revelou ser bastante flexível, variando do minimalismo de Boullée para uma disposição articulada que amiúde caracterizaria os espaços interiores.
Os ideais de pureza formal acumulados na idade neoclássica conduziram a uma autonomia extrema do projeto arquitetónico a partir de outros componentes (pintura e escultura). As faustosas decorações pictóricas dos tetos, que tinham atingido o auge no período anterior, finalmente acabaram.
Foram realizadas inovações consideráveis especialmente no planeamento urbano, nas intervenções promovidas entre os séculos XVIII e XIX na Inglaterra, França e Rússia, com a criação de espaços e complexos urbanísticos formados pela agregação de unidades de construção individuais. Em todo o caso, a maior influência do Iluminismo no campo arquitetónico não é tão perceptível na linguagem, mas na tipologia, uma vez que alguns tipos de edifícios, como teatros, bibliotecas, hospitais e outros edifícios de utilidade pública, prestavam-se mais a modificações do que outros.

## Neoclassicismo dos séculos XIX e XX

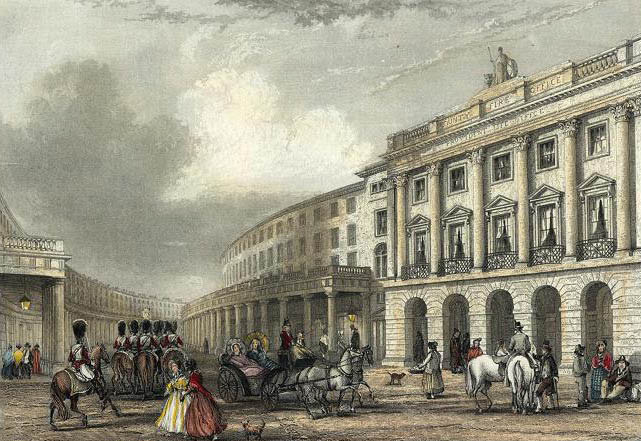
O Quadrante, Regent Street em 1837, visto de Piccadilly Circus. Novas construções foram entretanto restabelecidas no local

O Neoclassicismo permaneceu a maior corrente na Europa desde a segunda década do século XVIII até ao século XIX. No entanto, foi acompanhado por novas correntes culturais, expressão de várias mudanças da sociedade, como o neo-gótico, neo-renascimento, o neo-barroco e o neo-românico. A época oitocentista foi o século de Napoleão Bonaparte, da Restauração e da afirmação dos estados nacionais; foi um século assinalado pela Revolução Industrial, que mudou os cenários sociais e criou novas oportunidades para o desenvolvimento, sobretudo na Inglaterra.
Esse aparato formal que ressentiu profundas alterações pela sobriedade e sumptuosidade da arquitetura napoleónica (o estilo império que data de 1805—1814), foi seguido pelo chamado Classicismo da Restauração (1814–1840). Na segunda metade do século, o neoclassicismo tornou-se o estilo dos estados burgueses enriquecidos com a industrialização, enquanto que nas primeiras décadas do século XX, estaria presente em toda a arquitetura anacrónica ostensiva de vários países, incluindo os Estados Unidos, Itália e Alemanha, sustentando-se a nível ideológico e perdendo inclusive qualquer significado histórico.
Do ponto de vista compositivo, a arquitetura oitocentista tornou-se mais rigorosa, prestando maior atenção filológica ao uso de formas antigas, e a linguagem decorativa tornou-se mais rica e expressiva; no entanto, a procura por resultados efectivos prevaleceu sobre a expressão de um elevado ideal intelectual. Assim, o neoclassicismo sobreviveu na Europa, Estados Unidos e nas colónias disseminadas nos diferentes continentes, mas os vários edifícios construídos, e apesar dos elevados padrões de qualidade, demonstraram uma fraca capacidade de avanço e progresso. Paradoxalmente, os princípios básicos da tradição neoclássica (lógica, técnica construtiva, uso racional de materiais relativos à sua função etc.) foram recuperados, num fundamento efectivamente anticlássico, a partir dos arquitetos do neogótico.
O registo invariável do estilo, em parte herdado do século anterior, caracteriza-se por plantas cobertas, constituídas por formas regulares; pela busca da simetria na planta e alçado; dando-se preferência por edifícios desdobrados horizontalmente. Os materiais empregues no exterior foram principalmente a pedra, o gesso branco ou cromado, e o mármore, que normalmente escondia elementos metálicos utilizados para reforço das paredes.

## Neoclassicismo na Europa

### França

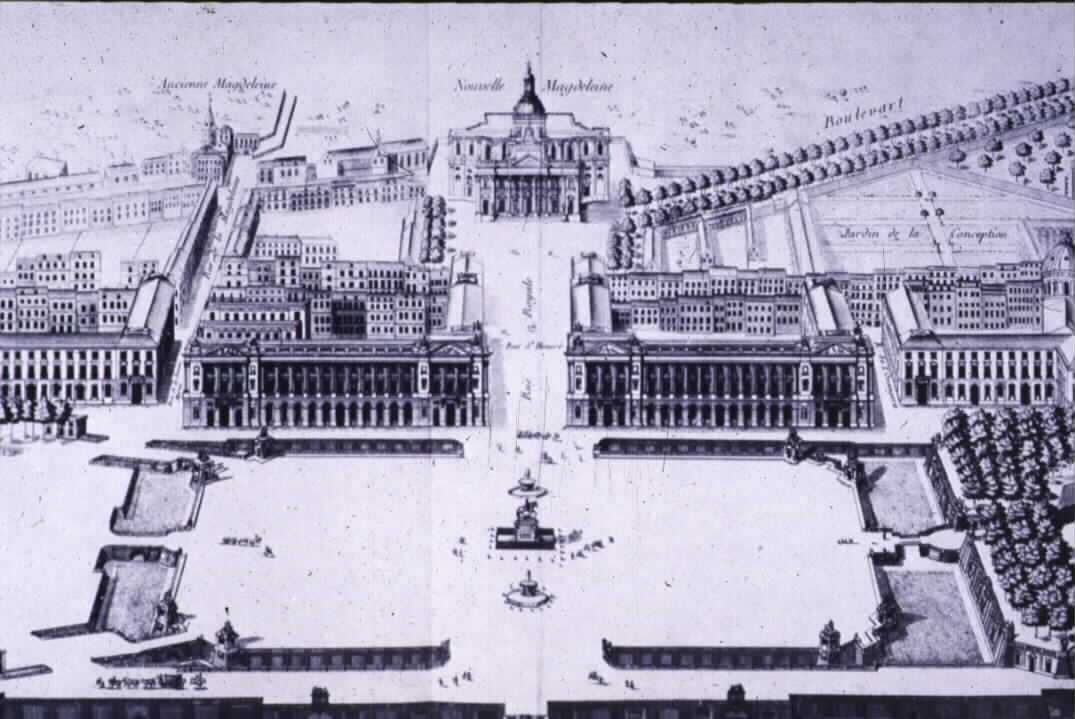
Ange-Jacques Gabriel, projeto do Palácio da Concórdia, Paris

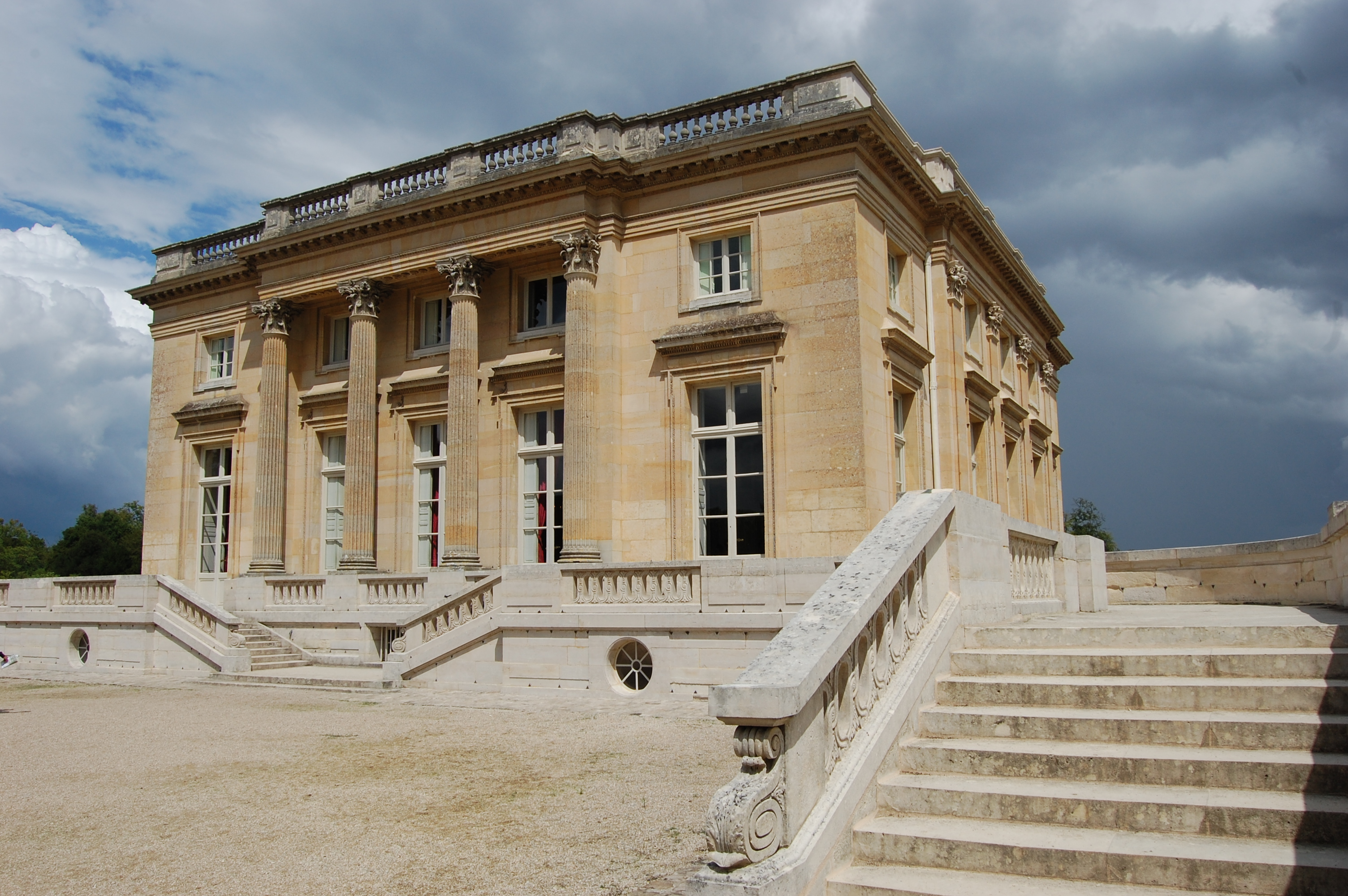
Ange-Jacques Gabriel, Petit Trianon, Versalhes

A arquitetura civil francesa volta-se para o neoclassicismo a partir de meados do século XVIII, com a construção de projetos sóbrios e resplandecentes como a Praça da Concórdia em Paris e o Petit Trianon em Versalhes, ambos de Ange-Jacques Gabriel, que são ainda premissas do classicismo barroco francês. Os projetos à Praça da Concórdia, à época Praça Louis XV, remontam a 1753: os projetos originais definiam um espaço muito diferente do atual, resultado de elaboradas plantas na era napoleónica, com dois palácios que delimitavam um espaço fechado por uma série de balaustradas. Os edifícios eram claramente inspirados no traçado de Claude Perrault, da fachada do Louvre. Na arquitetura francesa o trabalho de Perrault (1613–1688) na conclusão do famoso palácio real de Paris foi de facto um exemplo de absoluta mestria: o seu desenho claro e ordenado, composto por um frontão central e um sistema de colunas germinadas erguidas sobre um maciço embasamento, teve uma notável influência na definição do novo cânone estético da arquitetura. Pouco depois da construção da praça parisiense, foi justamente Petit Trianon, construído entre 1761 e 1768, onde os espaços interiores foram distribuídos de acordo com a sua função e não tanto segundo as exigências estéticas da simetria. O exterior é muito simplificado e livre de excessivas decorações, sendo definido por um rígido sistema de grandes aberturas envidraçadas.
A geração seguinte é direccionada a uma concepção da arquitetura mais clássica e severa. Trinta anos mais novo do que Gabriel, Marie-Joseph Peyre (1730–1785) foi para Itália, onde venceu um concurso lançado pela Academia de São Lucas para uma catedral e dois edifícios anexos. Retornando a França, projetou uma casa para Mme Leprêtre de Neuburgo perto de Paris, sendo talvez o primeiro edifício francês verdadeiramente clássico. A casa assenta sobre um estilóbato e é constituída por volumes compactos, sem adornos, com uma planta desprovida de qualquer ostentação: a disposição dos espaços é simples, não existem corredores e as escadas não estão em evidência, sendo fechadas no interior de um compartimento. Em 1763, Peyre dedicou-se à sede do príncipe de Condé, uma planta menos austera, com uma colunata que circunda a entrada do pátio. Juntamente com o seu amigo Charles De Wailly, projetou o Teatro do Odéon em Paris, edificado entre 1779 e 1782, tendo sido entretanto reconstruído por várias vezes depois de ter sido destruído em dois incêndios que o assolaram. A aparência do teatro transmite sobriedade e simplicidade, cujo revestimento dos paramentos externos foi tratado à bossagem e a fachada principal blindada por um pórtico de colunas dóricas.

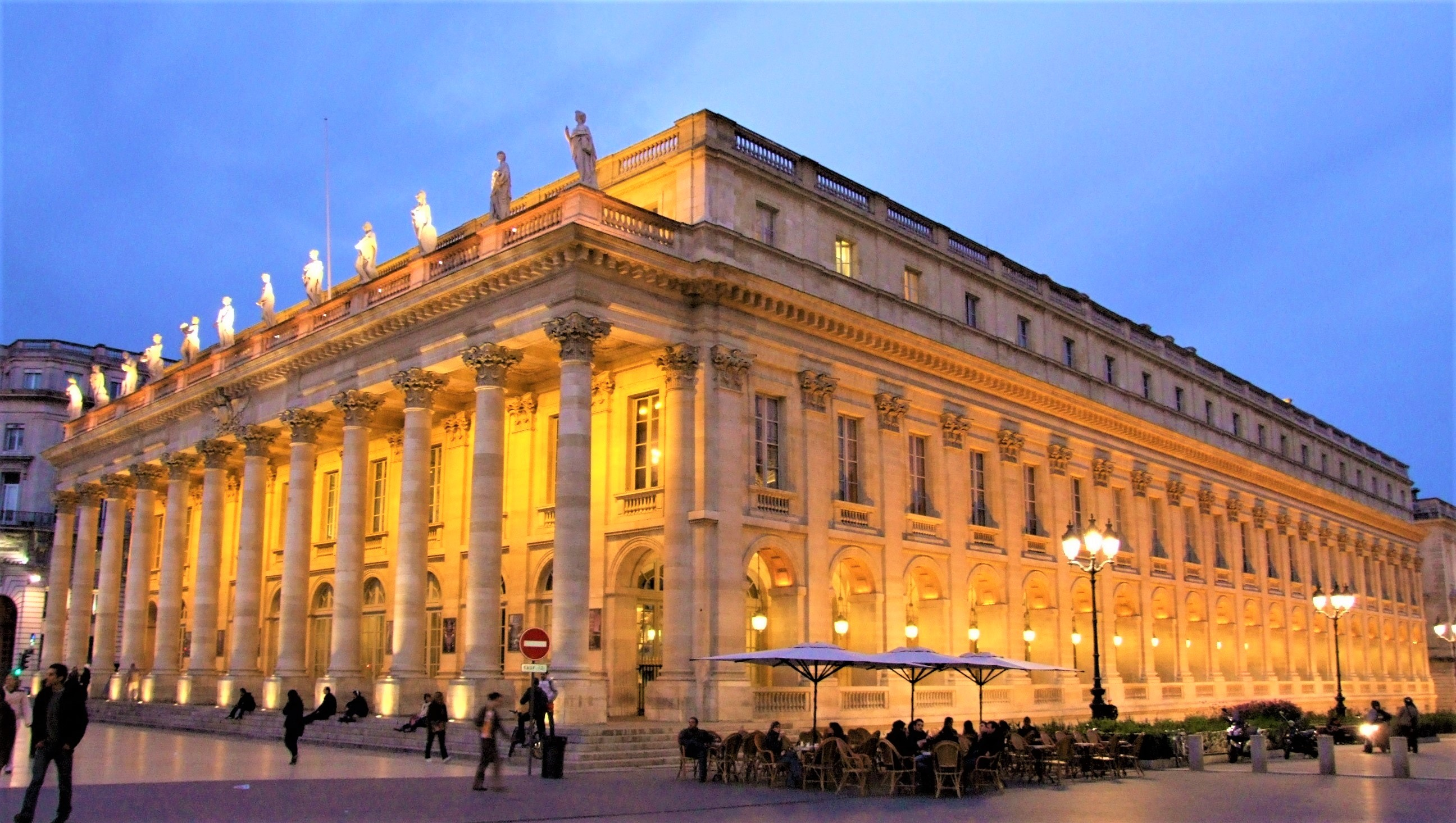
Victor Louis, Grande Teatro, Bordéus

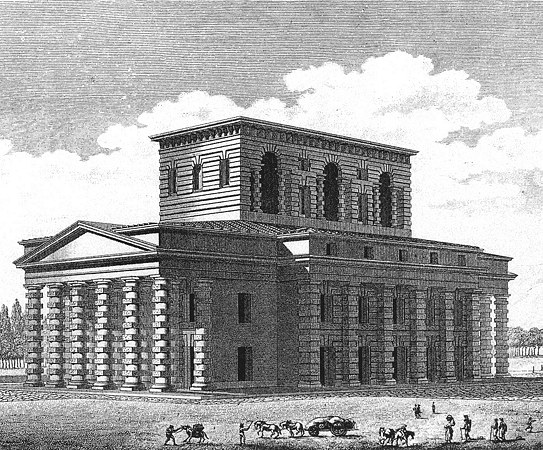
Claude-Nicolas Ledoux: projeto à casa do diretor da Salina Real de Arc-et-Senans

Neste clima de renovação, muitos teatros foram construídos em toda a França, inclusive em cidades pequenas, como Amiens e Besançon. Em Bordéus, nos anos setenta do século XVIII, foi construído o Grande Teatro, o mais belo teatro francês da época. Projetado por Victor Louis, é constituído por um bloco rectangular, com uma fachada precedida por doze grandes colunas coríntias.
Se Peyre, De Wailly, Louis e, como veremos mais à frente, Jean Chalgrin, estão entre os principais expoentes do estilo clássico do final do século XVIII, tão importantes foram também artistas como Jacques Gondouin, Étienne-Louis Boullée e Claude-Nicolas Ledoux. O primeiro é hoje recordado pela École de Chirurgie em Paris, construída entre 1769 e 1775. Esta representa uma obra paradigmática da época, de tal forma assim o é que Quatremère de Quincy escrevera: "Esta é a obra clássica do século XVIII". O seu salão semicircular, destinado a abrigar o anfiteatro de anatomia, apresenta arquibancadas, paredes curvas contínuas e uma semicúpula no caixotão inspirada no Panteão de Roma. O sucesso desta assembleia viria a influenciar até mesmo o norte-americano Benjamin Latrobe, autor de várias obras que prevaleceram até à eclosão da Revolução e cuja obra serviria de modelo para diversas salas de reuniões. Étienne e Claude, os arquitetos mais ousados deste período, desenvolveram projetos utópicos e visionários de edifícios gigantescos constituídos por sólidos perfeitos e de grande pureza linguística. Embora pouco tenham construído, a sua influência teórica e pedagógica tornou-os precursores da arquitetura moderna.
Esta preferência pela volumetria pura poder-se-á encontrar em Étienne-Louis Boullée e Claude-Nicolas Ledoux, os dois principais expoentes; apesar de muitos dos seus projetos terem-se ficado pelo papel, ambos aspiravam a criação de uma arquitetura "falante", ou seja, simbólica, capaz de comunicar a própria função através do hábil uso das formas. Boullée construiu muito pouco, no entanto, acabou por exercer considerável influência. O seu projecto mais famoso, que faz parte da chamada Arquitetura da Revolução é o Cenotáfio de Newton, uma enorme esfera que deveria acolher os espólios de um grande cientista: "tudo tem dimensões colossais e é tratado com uma expressiva elementariedade abstrata". Na era napoleónica os conceitos expostos por Boullée encontram um fiel seguidor em Jean-Nicolas-Louis Durand, professor da Escola Politécnica e percursor das teorias sobre o funcionalismo, ou da estreita relação que deve existir entre o edifício e a função.

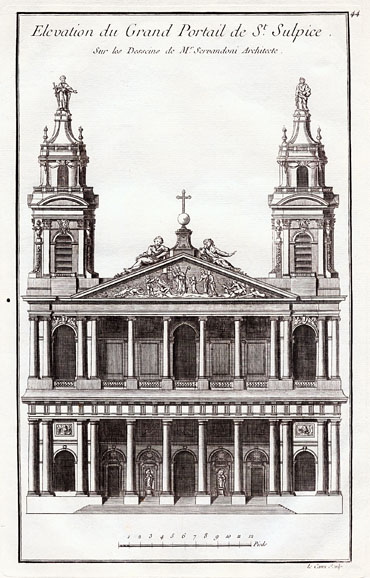
Giovanni Niccolò Servandoni, projeto da fachada da Igreja de São Sulpício, Paris

Os estudos teóricos de Boullée contribuíram, em todo o caso, à base da afirmação de Claude-Nicolas Ledoux, cujo trabalho foi também influenciado por Piranesi, sendo assim caracterizado por uma extrema simplicidade geométrica. Construiu numerosos hôtel e em 1775 deu início à Salina Real de Arc-et-Senans, um complexo com planta hemicíclica, constituído por um pórtico dórico que esconde uma gruta primitiva. O complexo inacabado, movimenta-se através de uma linguagem altamente simbólica, típica da arquitetura de Ledoux, que surge novamente no projeto da cidade ideal com conotações utópicas. Esta obra visionária e essencialmente alegórica apresenta edifícios sem precedentes tanto pela sua função como pela singularidade da forma. Não é por acaso, por exemplo, que uma das soluções mais originais, nomeadamente a da Casa dei sorveglianti del fiume (lit. Casa dos superintendentes sobre o rio) foi projetada como um cilindro oco colocado sobre o rio. Nos anos pré-revolucionários Ledoux encarregou-se do Posto alfandegário de Paris (em francês: Mur des Fermiers généraux), oferecendo um vasto repertório de soluções no projeto das muralhas alfandegárias, algumas das quais foram preservadas; entre elas, a Barrière de la Villette, formada por uma cruz grega encimada por um cilindro.
Na análise das principais obras do neoclassicismo francês do século XVIII, mencione-se também alguns edifícios sagrados. Uma das primeiras manifestações como reação ao rococó é a fachada da Igreja de São Sulpício, edificado no estilo clássico pelo florentino Giovanni Niccolò Servandoni e por várias vezes modificado ao longo do tempo.

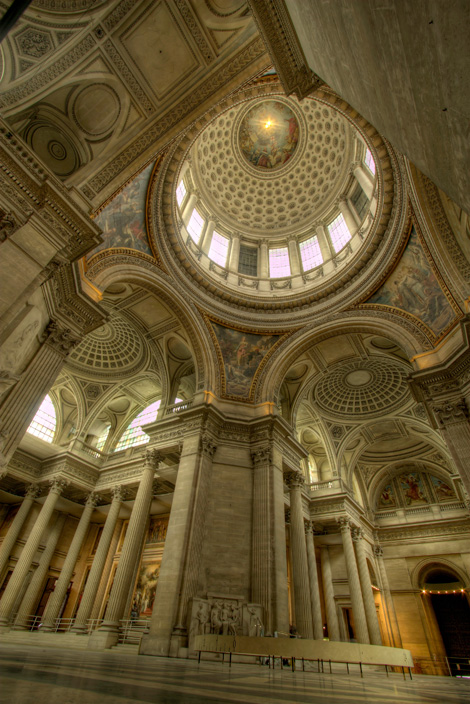
Jacques-Germain Soufflot, interior do Panteão de Paris

O maior exemplo no campo da arquitetura sacra continua a ser o Panteão, em Paris, originalmente construído como igreja de Ste-Geneviève e mais tarde transformado em mausoléu nacional. O edifício, projetado por Jacques-Germain Soufflot e construído entre 1757 e 1791, com destaque à cúpula inspirada na da catedral de São Paulo, em Londres e a ousada estrutura interna que lembra, pela sua leveza, as mais antigas catedrais góticas. De facto, durante a construção de Ste-Geneviève, Soufflot e os seus colegas vasculharam França na busca das pedras mais adequadas e criaram um laboratório para analisar as características de resistência e elasticidade dos materiais. O objetivo era fazer com que a estrutura fosse o mais refinada possível, por forma a reduzir os elementos estruturantes, tomando o exemplo das igrejas medievais francesas, assim como a Capela do Santo Sudário em Turim e a Basílica de Santa Maria della Salute em Veneza.
Numa outra igreja parisiense, Igreja de Saint-Philippe-du-Roule (1772–1784), é de destacar a sua nave coberta por uma abóbada de berço decorada por caixotões e definida por um entablamento suportado por uma série de colunas jónicas. O desenho é da autoria de Jean Chalgrin, e em meados do século seguinte o edifício foi alterado com a abertura de janelas feitas ao longo dos anos e com a construção de duas capelas. Todavia, o esquema de Saint-Philippe exerceu uma certa influência na arquitetura da época.
Entre a arquitetura neoclássica do século XIX, um lugar de destaque cabe, no entanto, à Igreja de la Madeleine, construída no começo do século num fulcro parisiense do novo império napoleónico (Estilo Império). Originalmente projetada para tomar uma planta basilical, em 1806, Napoleão quis torná-la num Templo da Glória, modificando radicalmente o projeto original e transformando-o num colossal templo romano. Se no exterior do edifício tal analogia se torna evidente, no interior o arquiteto limitou-se a articular o espaço mediante uma série de abóbadas, vagamente inspirado na arquitetura das termas romanas.

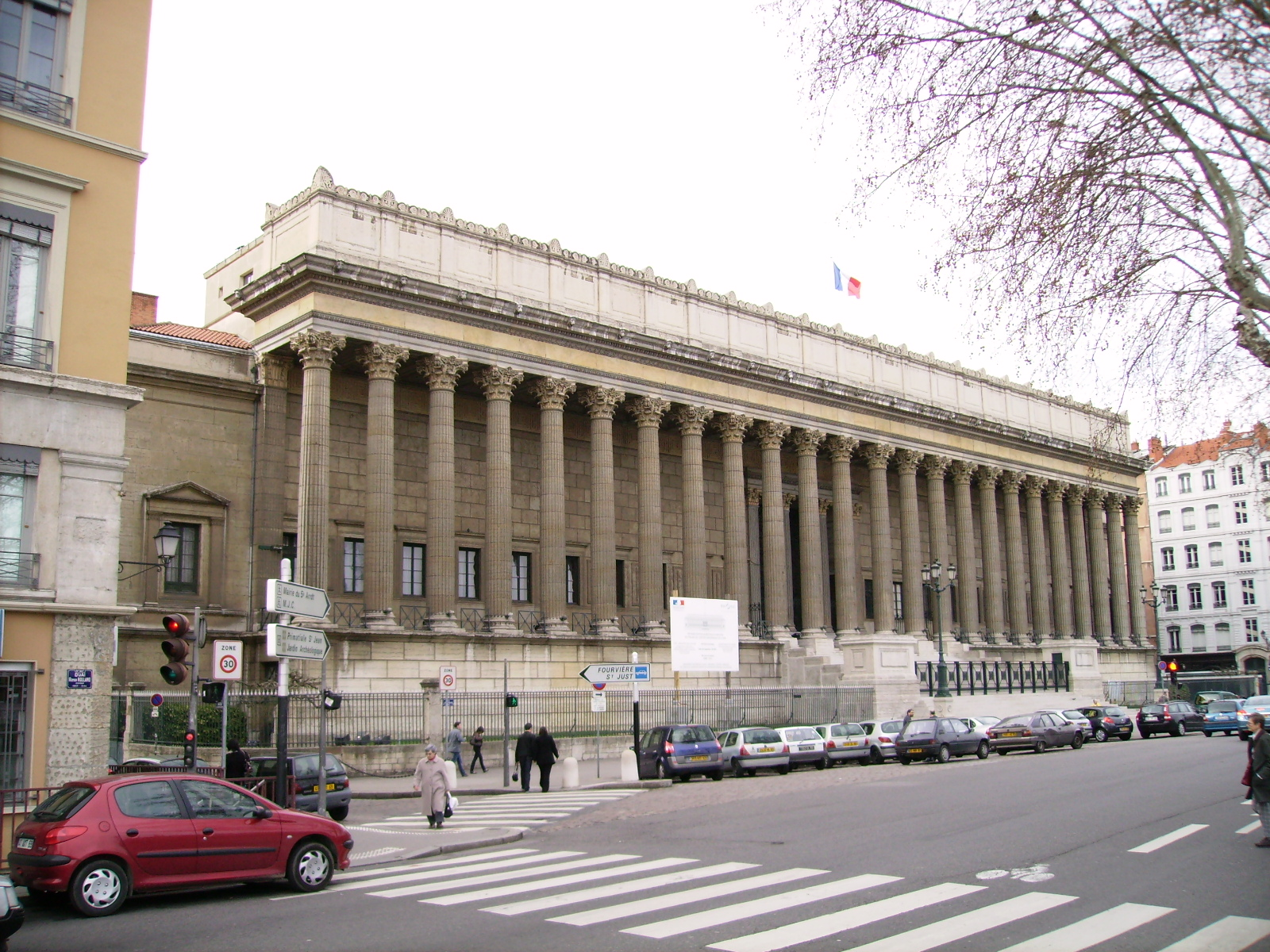
Louis-Pierre Baltard, Palácio da Justiça, Lyon

A própria promoção de Napoleão coincidiu com a concepção de várias obras públicas monumentais, destinadas a alterar a cara de Paris. Em 1806 iniciou-se a construção do Arco do Triunfo, projetado por Jean Chalgrin, no mesmo ano em que François-Joseph Bélanger cobre o pátio de Halle aux Blés com uma cúpula de ferro fundido; Alexandre-Théodore Brongniart projeta a sede da Bolsa de Paris e, entre 1806 e 1810, é erguida a Coluna de Vendôme. Com isto, é importante mencionar a principal intervenção urbana de estilo neoclássico em Paris do início do século XIX. Trata-se do arranjo da Rua de Rivoli, iniciado em 1801 pelas mãos de Charles Percier e Pierre-François-Léonard Fontaine. Os dois projetistas realizaram um longo padrão rectilíneo através da perspectiva continuada dos pórticos do edifício; a obra terá sido concluída apenas sob o governo de Napoleão III, onde o desenho original foi alterado com a adição de enormes mansardas.

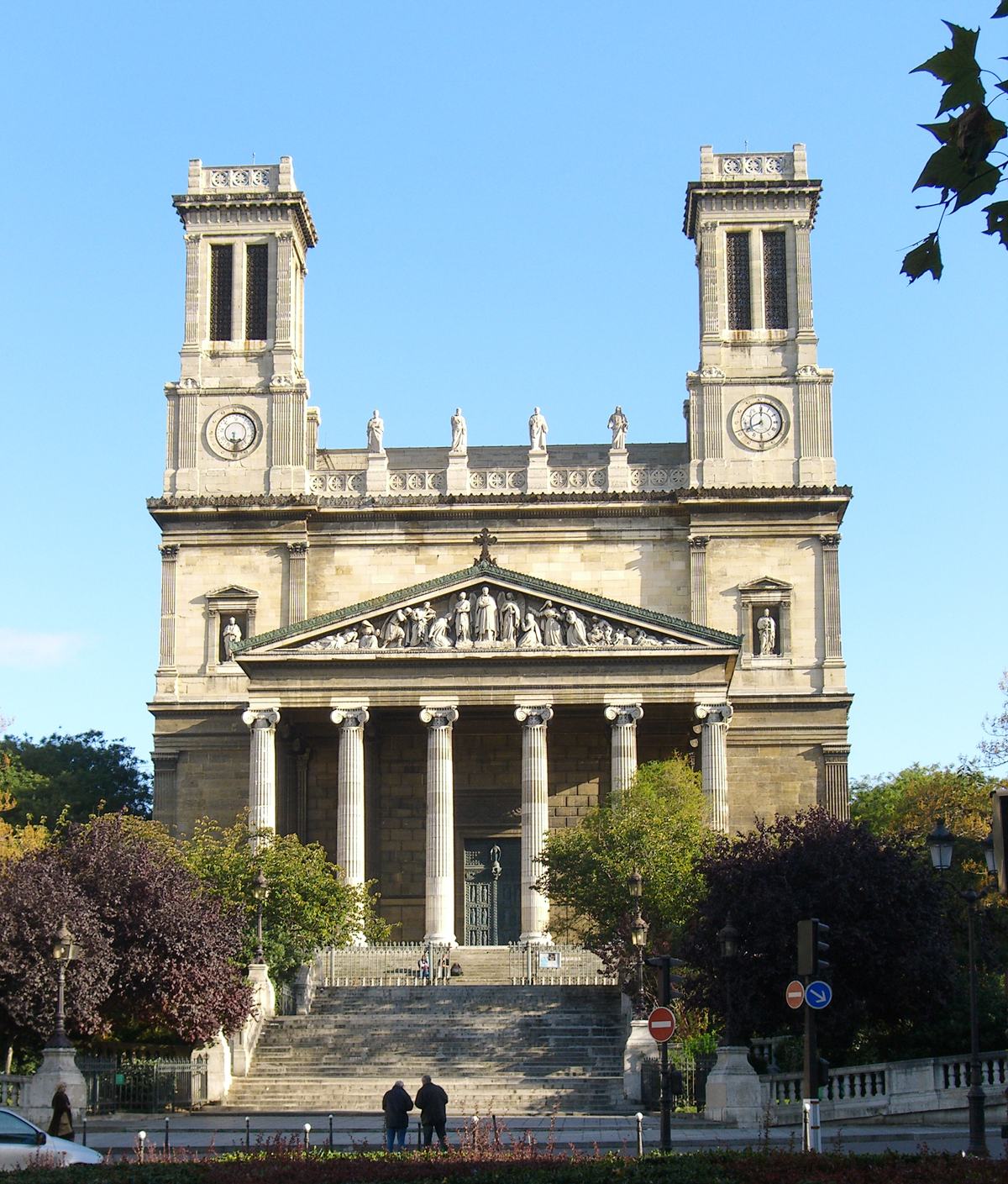
Jakob Ignaz Hittorff, igreja de São Vincente de Paulo, Paris

Com o fim do império napoleónico, os arquitetos franceses voltam-se para um rumo incerto. As novas tendências foram, portanto, identificadas pela Academia de Belas-Artes de Paris e o Conseil Génèral des Bàtiments Civils. A principal figura desta fase foi Antoine Chrysostome Quatremère de Quincy (1755–1849) secretário da Académie por 23 anos de acérrimo defensor da arte clássica. A divisa da sua forma de projetar, devido à excessiva rigidez dos seus ideais doutrinários, surge em numerosos edifícios construídos nessa época em França, como o Palácio da Justiça de Lyon, que teve início em 1835 por Louis-Pierre Baltard, que se caracteriza pela fachada sóbria composta por vinte e quatro colunas da ordem coríntia.
Registaram-se algumas inovações na obra de Jacques Ignace Hittorff, apologista da teoria segundo a qual a arquitetura grega deveria ser rica em cores. Os seus principais trabalhos, todos em Paris, são a igreja de São Vicente de Paulo, a acomodação da Praça da Concórdia e a Gare du Nord. Na igreja de São Vicente, cuja construção teve lugar em volta de 1830, demonstra como a arquitetura clássica pode variar sem se afastar dos modelos antigos. No exterior a igreja é precedida por um pórtico jónico encimado por um frontão, ladeada por duas torres sineiras quadrangulares, enquanto que no seu interior a nave principal é dividida por duas ordens de colunas, policromado e ricamente decorado, com uma articulação mais próxima da arquitetura paleocristã do que propriamente da neoclássica: as colunas possuem um tom damasco, com afrescos na repartição superior e as treliças são vermelhas e azuis, dourado na imitação daquelas presentes na Catedral de Monreale. Poucos anos depois, assumiu a reorganização da Praça da Concórdia, onde acrescentou estátuas, ergueu o obelisco e acrescentou a fonte de ferro fundido. Em 1859, projetou a Gare du Nord de Paris, a sua principal obra, cuja fachada apresenta uma mistura de motivos clássicos numa escala desproporcional.

### Inglaterra

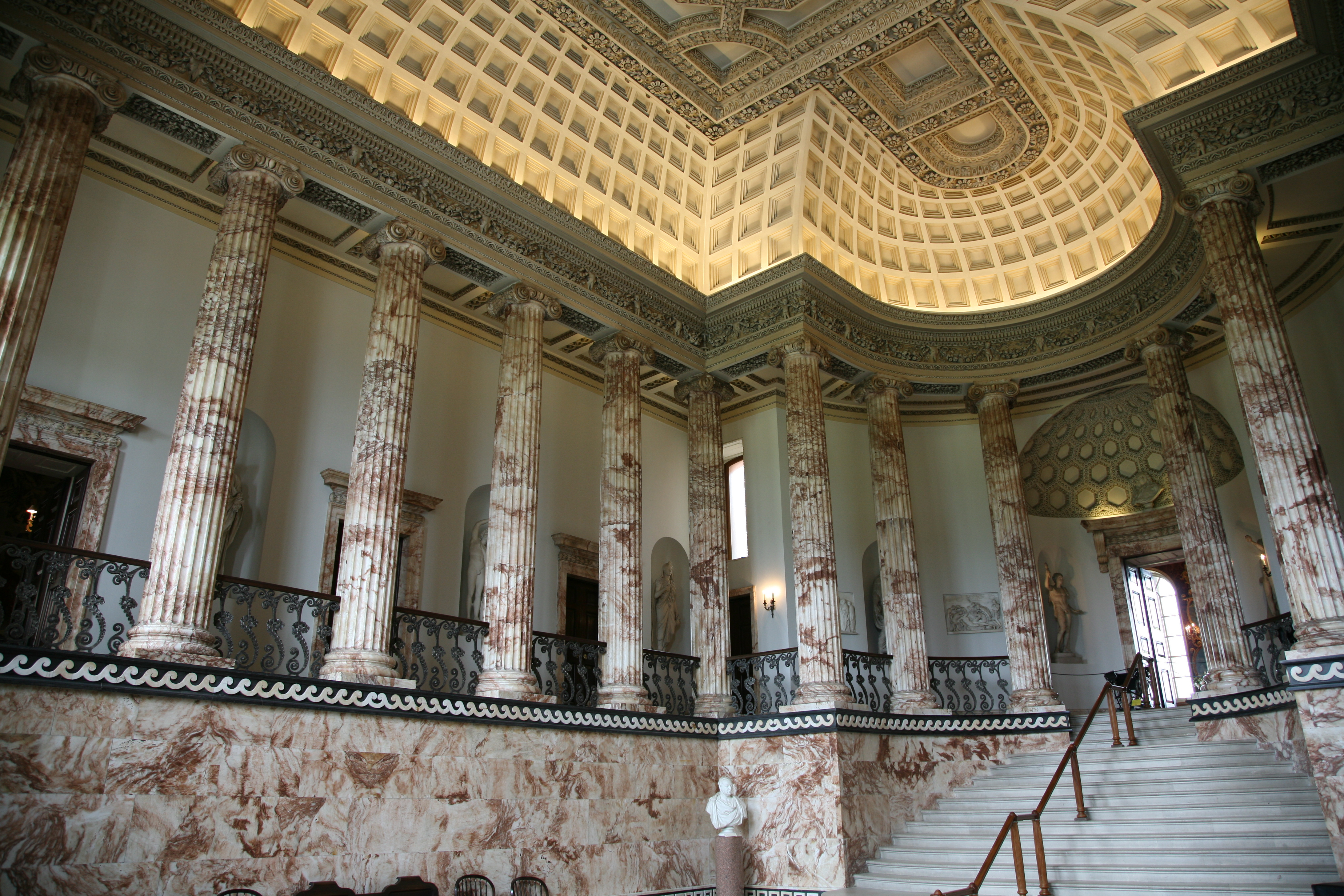
Holkham Hall, Norfolk

No início do século XVII, a Inglaterra conheceu a arquitetura de Andrea Palladio graças ao trabalho de divulgação de Inigo Jones. Desde então, o património da arquitetura palladiana foi de tal forma engrandecido que dominaria a arquitetura inglesa, até que acabou por sofrer delicadas alterações por Robert Adam (1728–1792) cuja atividade se inscreve entre o neoclassicismo pitoresco e o neo-gótico na variante clássica.
Ao longo do século XVIII registou-se a construção de várias residências influenciadas pelo "estilo italiano", como o Holkham Hall e Chiswick House, projetados por William Kent e Lord Burlington. Da colaboração entre os dois resultaria o hall de entrada de Holkham Hall (cerca de 1734), considerado como "um dos mais espectaculares interiores do século XVIII." Ao modelo base, derivado de um projeto realizado por Palladio, acrescentaram uma "abside, agora inspirada nas igrejas venezianas do mesmo arquiteto italiano; outros detalhes, como o entalhe do caixotão, foram inspirados nas reconstruções arqueológicas publicadas nos volumes de Edifices antiques de Rome sin dal 1682. O resultado final é definitivamente clássico, com uma sala que revela uma concepção dramática de inspiração barroca.
A primeira extensão do neoclassicismo inglês é, contudo, observada na sala que James Stuart projetou na Spencer House, em Londres, 1758. Stuart realizou poucas obras ao longo da sua carreira, mas torna-se notável pela redescoberta do gosto grego: o seu templo no parque de Hagley Hall foi o primeiro exemplo do neogrego dórico em toda a Europa.

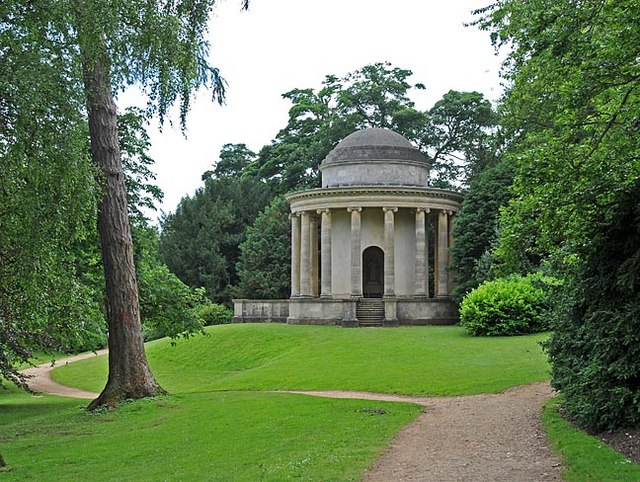
William Kent, Templo da Antiga Virtude, Buckinghamshire

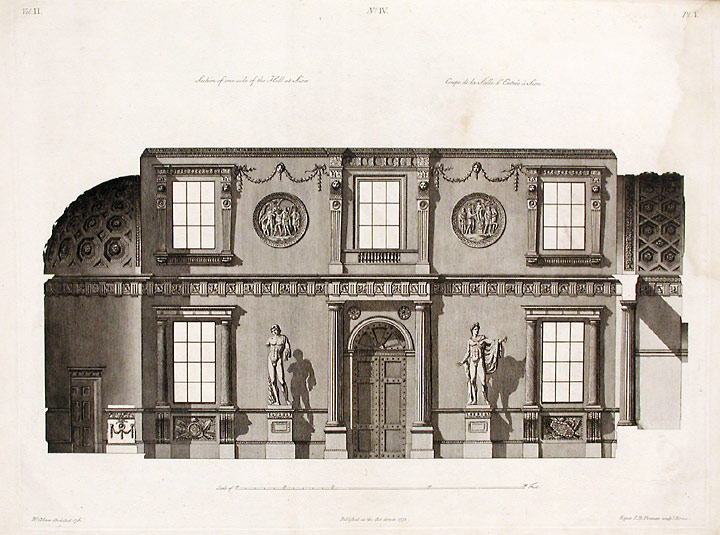
Robert Adam, corte da antecâmera da Syon House

Por outro lado, no planeamento urbano nota-se significativas transformações de tendência clássica promovidas na cidade termal de Bath, onde, a partir da primeira metade do século XVIII, John Wood, o velho, realizou uma série de intervenções inspirando-se nos cânones clássicos (como o Fórum Romano); a obra seria concluída pelo seu filho John Woob, o jovem com a inclusão do Crescent, um corpo curvilíneo caracterizado por um prospecto contínuo e definido por uma ordem colossal de colunas. As transformações de Bath influenciaram, como veremos mais à frente, vários projetos urbanísticos na Inglaterra e Estados Unidos.
Paralelamente, a partir de 1740, com a afirmação do pitoresco, difunde-se na arquitetura a paixão pelas ruínas, tanto que muitos arquitetos começaram a projetar os seus edifícios em decadência, reduzidos em ruínas pela acção do tempo. Neste período insere-se o primeiro projeto inglês que é parte integrante do neoclassicismo, seja pois o mausoléu do Príncipe de Gales (1751), de William Chambers; contudo, o carácter neoclássico deste projeto dissolve-se na concepção romântica do mausoléu, que foi apresentado de forma a que por uma vez assumisse o estado de ruína.
O pitoresco teve origem da arte dos jardins mais do que da própria arquitetura; o parque inglês deriva portanto dos jardins renascentistas italianos, elogiados por Alexander Pope e mencionados por William Kent. O primeiro jardim digno de referência foi precisamente o que Alexander Pope pretendia realizar em Twickenham, iniciado em 1719 e caracterizado por uma zona selvagem, uma gruta e um pequeno templo com semicúpula. Mais tarde, na chamada Elysian Field (Buckinghamshire), William Kent projetou o templo de planta circular da Antiga Virtude (1734), inspirado no projeto que Palladio realizara para o Templo de Vesta em Tivoli. Ainda Kent projetou o jardim de Rousham, em Oxfordshire, semelhante ao anterior, mas ao mesmo tempo mais diversificado e unitário. As duas obras de Kent constituem o principal marco do jardim construído entre 1740 e 1760 em Stourhead, Wiltshire. O parque, criado através da fusão da arquitetura, arqueologia, poesia, jardinagem, topografia e esoterismo, foi construído perto de Salisbury e Glastonbury, num vale lacustre, de vegetação exuberante; aqui foram incorporados numerosos santuários de inspiração clássica, como o Panteão de Claudio e Virgílio, concluído em 1754 e ornamentado no interior com estátuas de Hércules, Flora e Livia Augusta sob as vestimentas de Ceres, este último proveniente das escavações arqueológicas de Herculano.

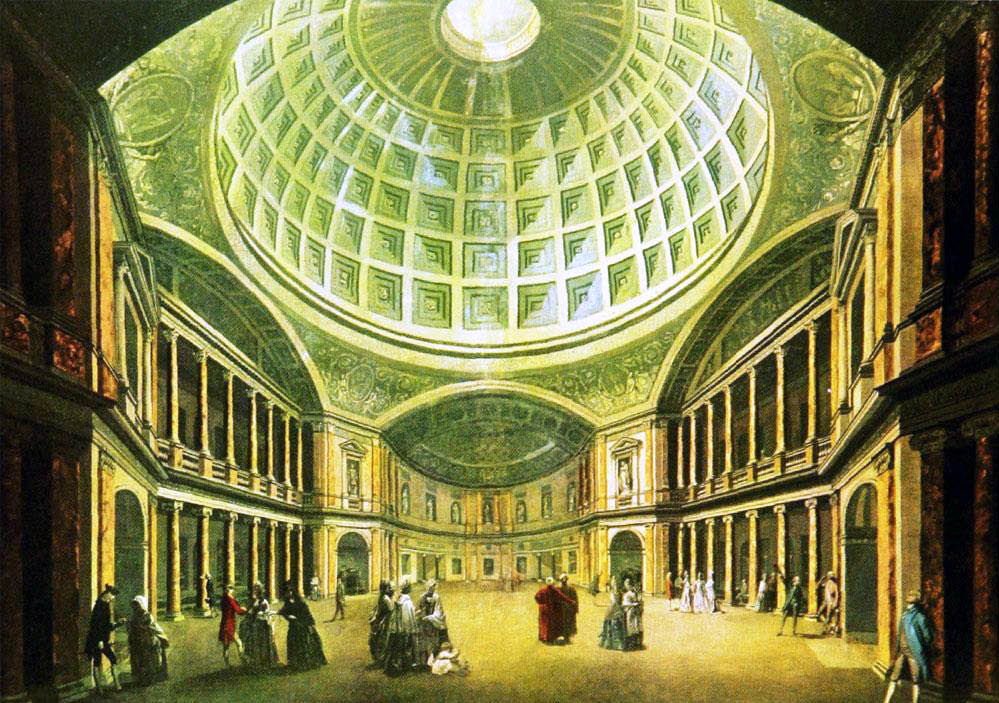
James Wyatt, Panteão em Oxford Street, Londres

Robert Adam é reconhecido por ter feito uma síntese da tradição inglesa e os gostos da Europa. Nascido na Escócia em 1728, visitou França e Itália, onde fez amizades com personalidades como Piranesi. E justamente com Piranesi remete o estilo retórico com o qual descreve os seus próprios edifícios publicados no volume The Works in Architecture of Robert and James Adam, um livro que documenta de forma crucial os interiores, móveis e acessórios, projetados pelos Adams. O seu estilo é uma combinação que parte da arte clássica e vai até ao palladianismo e pitoresco. Nele encontram-se várias referências aos banhos romanos, assim como a elementos de compromisso entre a arquitetura grega e a arquitetura romana, tal como na antecâmara de Syon House, onde Adam utilizou decorações do entablamento extraídas do Erecteion, colunas provenientes diretamente de Roma e um molde do teto palladiano: em retrospectiva, Adam desenvolveu um estudo, não tanto de origem intelectual, mas antes cénico e pitoresco.
No final do século XVIII, distingue-se a actividade de Joseph Bonomi, James Wyatt e Henry Holland. O primeiro, nascido na Itália, mudou-se para Inglaterra em 1767. Entre as suas principais obras, em que convergem reminiscências arqueológicas bastante precisas, destaca-se a igreja projetada para o parque de Packington, em Warwickshire, que denuncia certa afinidade com a arquitetura contemporânea revolucionária de Ledoux na França e Gilly na Alemanha, sendo exclusiva no panorama inglês. Com formas rígidas e despojado, o exterior é de pura argila e é iluminado por enormes vãos semicirculares que derivam das antigas termas; o interior parece ter sido inspirado no Templo de Neptuno em Pesto, com colunas dóricas que sustentam as abóbadas da cobertura. Esta configuração do interior veio eventualmente a influenciar vários arquitetos, incluindo James Wyatt.
Wyatt era o êmulo de Adam e adquiriu fama com o Panteão de Oxford, em Londres (1770, destruído), um edifício destinado ao entretenimento que constituía uma singular versão neoclássica da basílica de Santa Sofia em Istambul. Do seu vasto repertório de trabalhos realizados, é recordado sobretudo pelas suas contribuições no contexto neogótico e pelas massivas restaurações das catedrais inglesas. Todavia, edificou numerosas residências no contexto do neoclassicismo, como a de Dodington, em Gloucestershire, em que se destacam vários detalhes do mundo grego e romano.

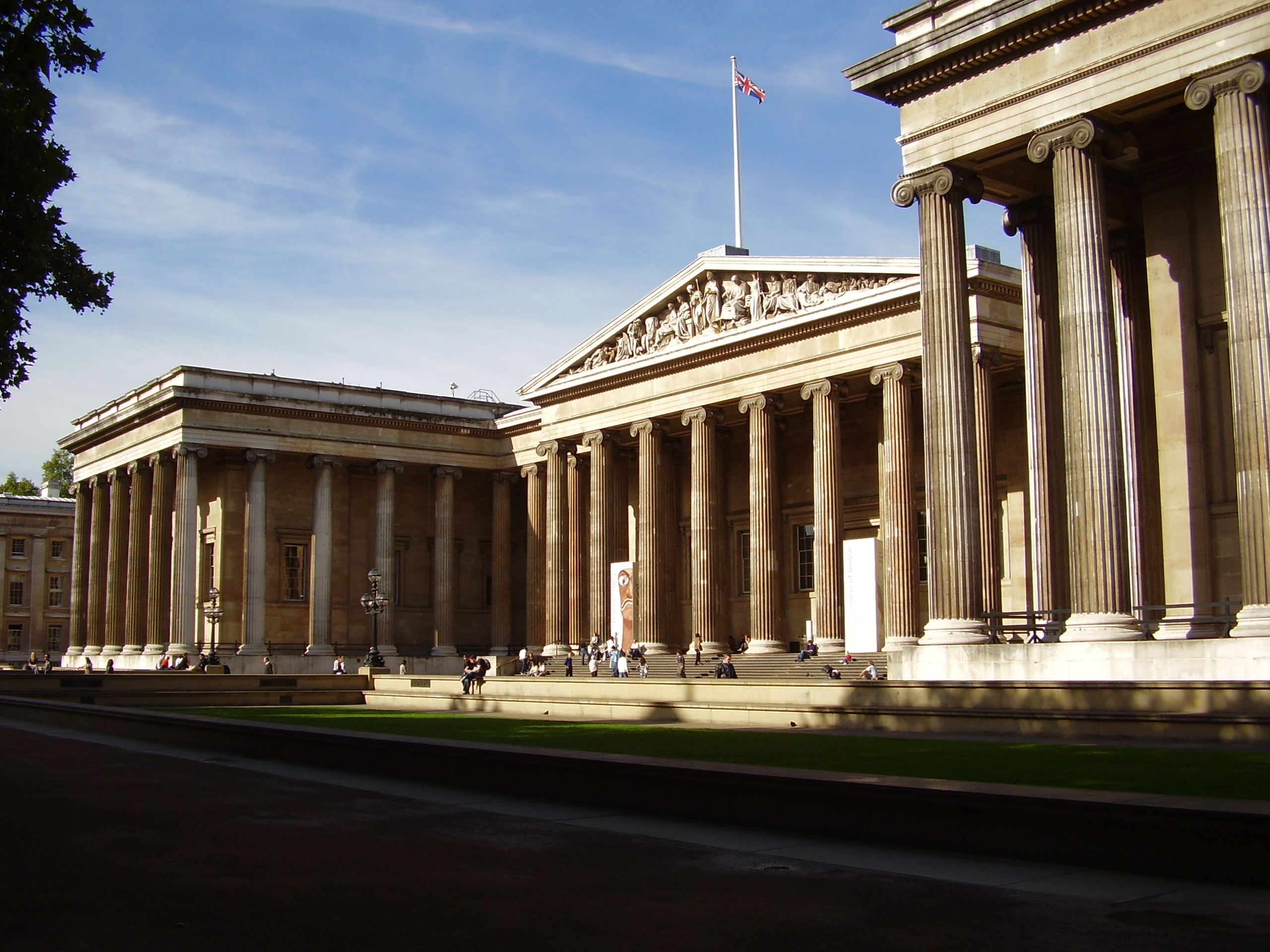
Museu Britânico em Londres

Intimamente relacionado com a linguagem de Wyatt e Adam esteve Henry Holland, que na sua primeira e importante comissão, Brooks's Club de Londres (1776) projetou, por detrás de uma fachada palladiana, espaços com decorações sóbrias e mensuradas. Dois anos depois, começou a trabalhar numa casa em Herefordshire, que se seguiu por extensas reconstruções em Carlton House, onde se pode verificar influências francesas, uma vez que eram franceses os artesãos que lidavam com a decoração e design mobiliário.
O século XIX trouxe-nos repercussões notáveis; exemplo disso são importantes obras como o Museu Britânico em Londres, o Saint George's Hall em Liverpool e alguns trabalhos de John Soane. O Museu Britânico é um edifício monumental construído a partir dos anos vinte e preservado por uma composição de elegantes colunas jónicas: o harmonizado complexo readquire a proposição dos templos clássicos e concentra no seu interior uma grande cúpula de ferro fundido que cobre a sala de leitura.
Pouco tempo depois foi edificado o St George's Hall em Liverpool, uma construção severa destinada a acolher a vida cívica da cidade. Este tipo de basílica civil, nada mais é que um conjunto de diferentes volumes que se relacionam uns com os outros e unidos por um entablamento que perfaz todas as fachadas do edifício. O complexo foi projetado por Harvey Lonsdale Elmes, que após a sua morte, a construção foi continuada por Charles Robert Cockerell, que acrescentou o volume do Concert Hall, cuja rica decoração clássica contrasta com a sobriedade do exterior.

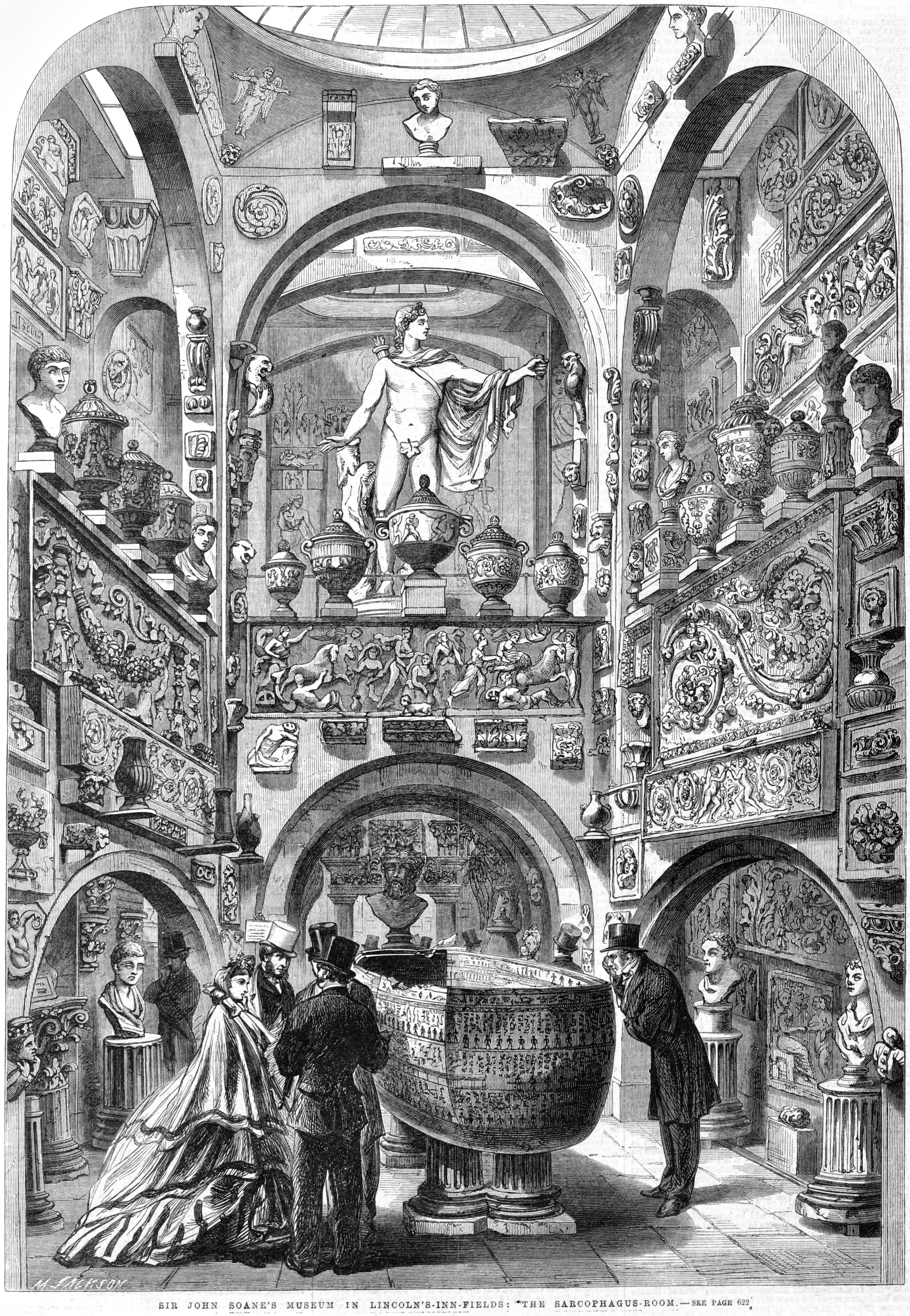
John Soane, Sir John Soane's Museum em Londres

Por outro lado, entre as criações de John Soane vale evocar a casa que o arquiteto projetou para si mesmo em Londres (atual Sir John Soane's Museum): o projeto original, que não foi seguido na integra, foi definido pela simplicidade projetual, com enormes arcos que compõem a fachada e que, portanto, se aproxima bastante da arquitetura revolucionária de Claude-Nicolas Ledoux. Em contraste, o seu interior, muito congestionado e claustrofóbico, cancela o estilo clássico do exterior, revelando uma linguagem muito pessoal e mais próxima da tradição pitoresca: com vários espelhos (mais de 90 numa das salas menores) que transmitem a sensação aparente de um compartimento maior, a iluminação trazida do alto, com arcos goticizantes e reboco com diferentes texturas e tipos de chapisco.
Relativo às transformações urbanísticas, recorde-se Regent's Park e Regent Street em Londres, projetados por John Nash. O arquiteto, influenciado pelas construções já mencionadas realizadas em Bath, concebeu uma série de articulações dentro do tecido urbano da cidade, projetando habitações com colunas, entablamentos e tímpanos, em consonância com os ditames do neoclassicismo; todavia, o seu sinuoso percurso abandona a visão estática das alterações de Paris e relança perspectivas em vista da inovação, combinando em si o gosto romântico à contínua descoberta e pelo pitoresco.
Em todo o caso, os melhores projetos ingleses da época sofreram o encanto do Neogótico, frequentemente associado à tradição religiosa, arquitetónica e intelectual que se estabeleceu nos centros de Oxford, Cambridge e Londres. Além disso, a partir de meados do século XIX, na Escócia e no norte do país, floresceu uma importante época neoclássica, encontrados, por exemplo, em Town hall de Leeds (1853), em Picton Reading Room de Liverpool (1875) ou na igreja que Alexander Thomson edificou em Glasgow sob a influência de Schinkel e Cockerell.

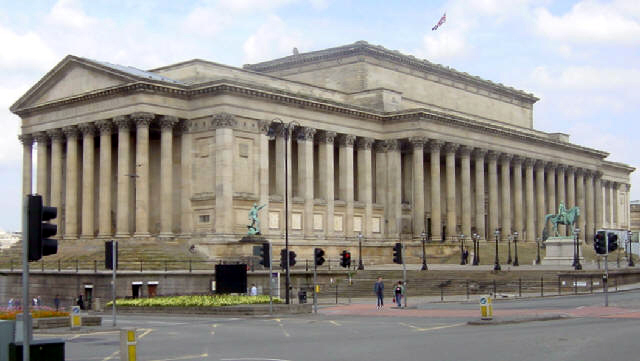
H. Elmes e C.R. Cockerell, Saint George's Hall, Liverpool
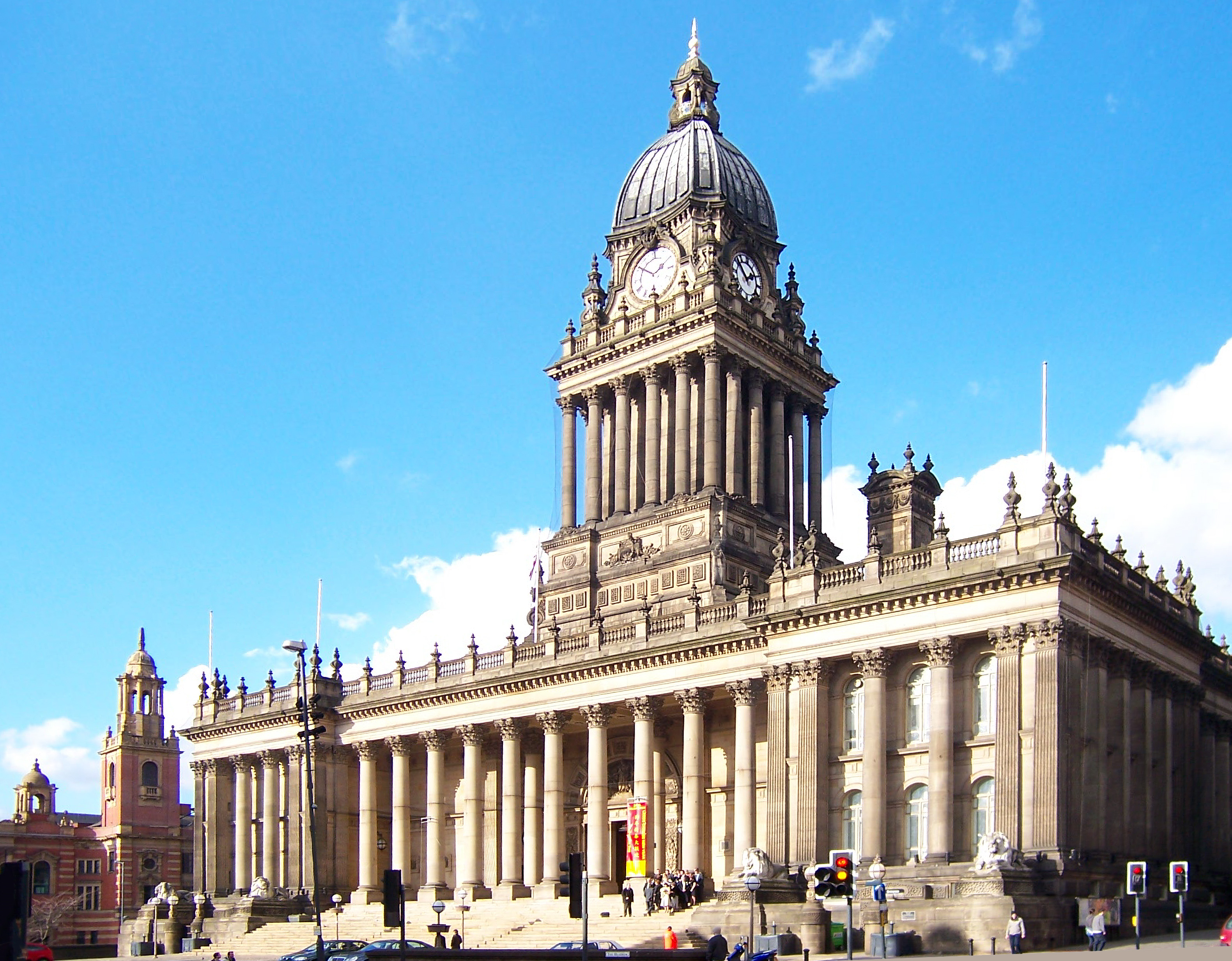
Town Hall, Leeds
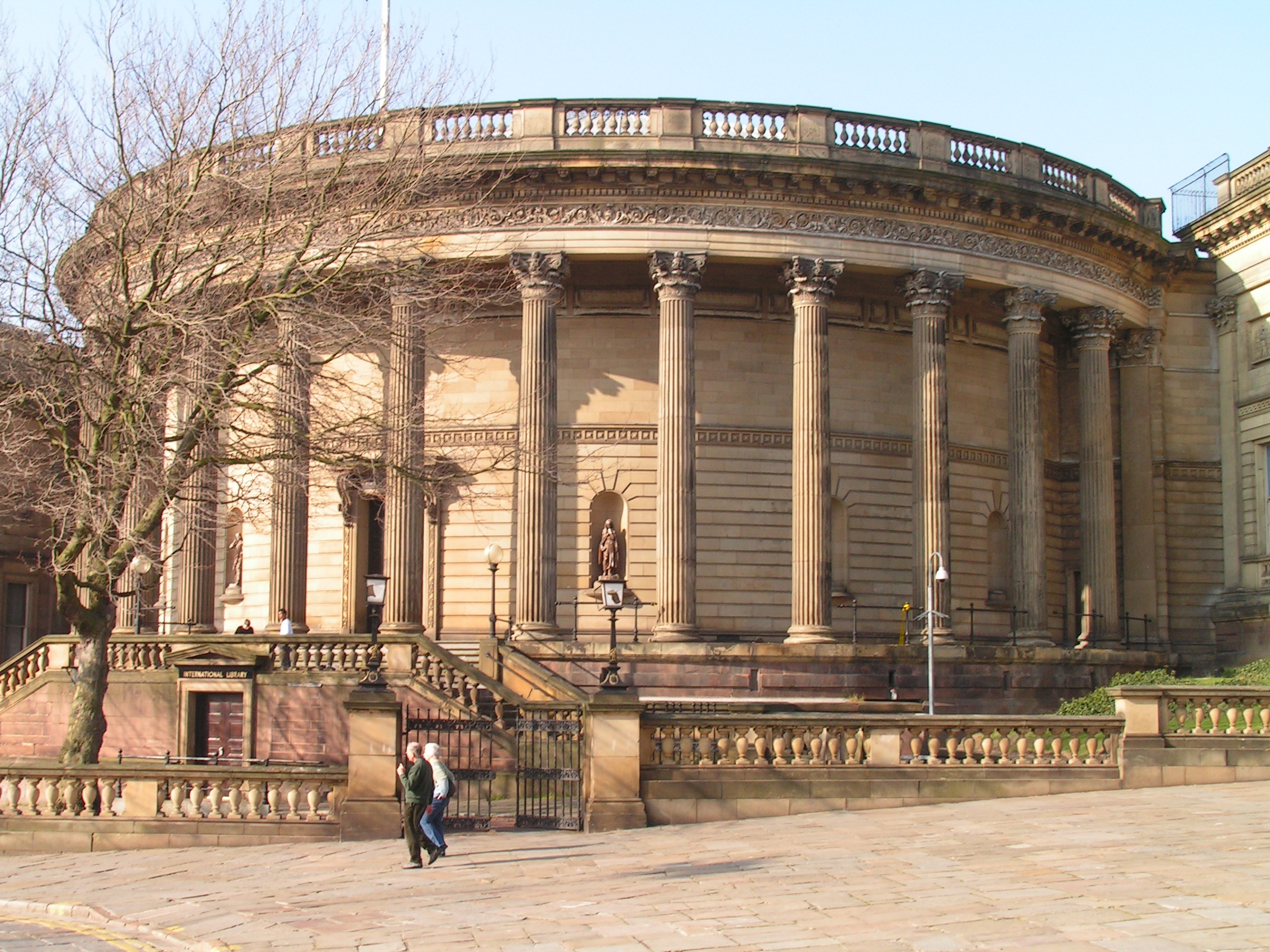
Picton Reading Room, Liverpool

### Alemanha

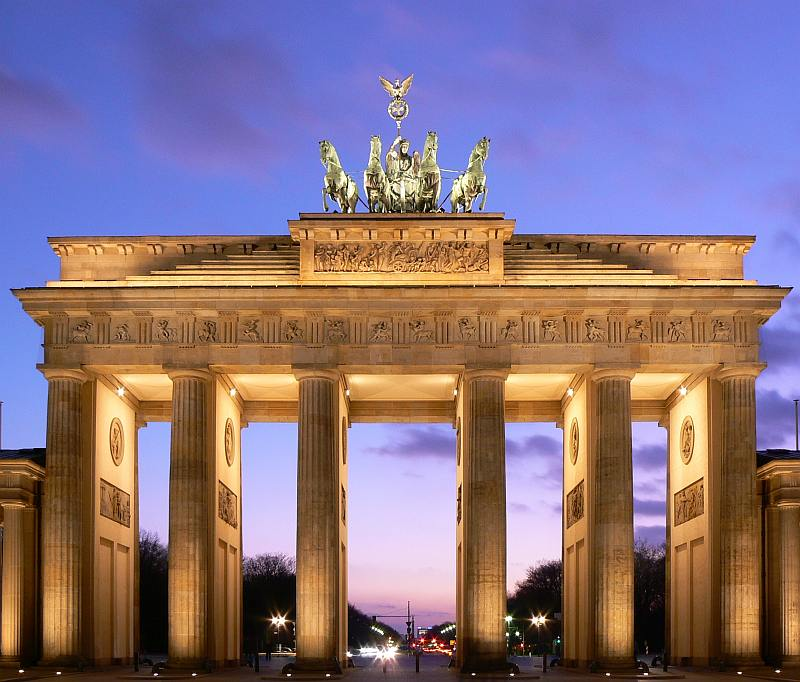
Carl Gotthard Langhans, Porta de Brandeburgo, Berlim

A construção da Porta de Brandemburgo assume-se como a introdução do neoclassicismo na arquitetura da Alemanha; criado em Berlim por Carl Gotthard Langhans entre 1789 e 1793: o monumento apresenta aspecto sóbrio e severo ao estilo dórico, o primeiro deste género edificado com base nas reconstruções do Propylaea de Atenas, e inaugurado em meados do século XVIII. Embora referindo-se ao modelo ateniense, Langhans assumiu uma versão simplificada do dórico romano: ao contrário do verdadeiro dórico, as colunas possuem bases e são espaçadas de forma desigual em relação aos pavilhões laterais, para além disso, figuram meias métopas nos limites do friso (os gregos pelo contrário, utilizavam na terminação do friso um tríglifo).
A Porta de Brandemburgo exerceu considerável influência sobre os seus contemporâneos, como por exemplo, a entrada do Downing College de Cambrige por William Wilkins ou o propileu de Chester Castle de Tomas Harrison, no Reino Unido.
Outras obras importantes a levar em consideração são os estudos de Friedrich Gilly. O jovem arquiteto realizou poucos trabalhos durante a sua curta vida, porém após 1790 teria já preparado alguns projetos definitivamente relevantes: o projeto para o Teatro Nacional de Berlim e o monumento de Frederico, o Grande. Em particular no teatro é sentida a estreita relação com a arquitetura contemporânea francesa de Ledoux: Gilly rejeita grande parte da decoração e reforça os volumes, estes últimos definidos pela organização com base na própria função que deveriam cumprir. Tal como Ledoux na França e John Soane na Inglaterra, Gilly parecia anunciar uma arquitetura totalmente nova, mas que no entanto não encontrara espaço na sociedade do século XIX, dominada pelas comissões de proprietários de indústrias e minério: homens dotados de grande riqueza, mas de um modo geral, de escassa cultura.

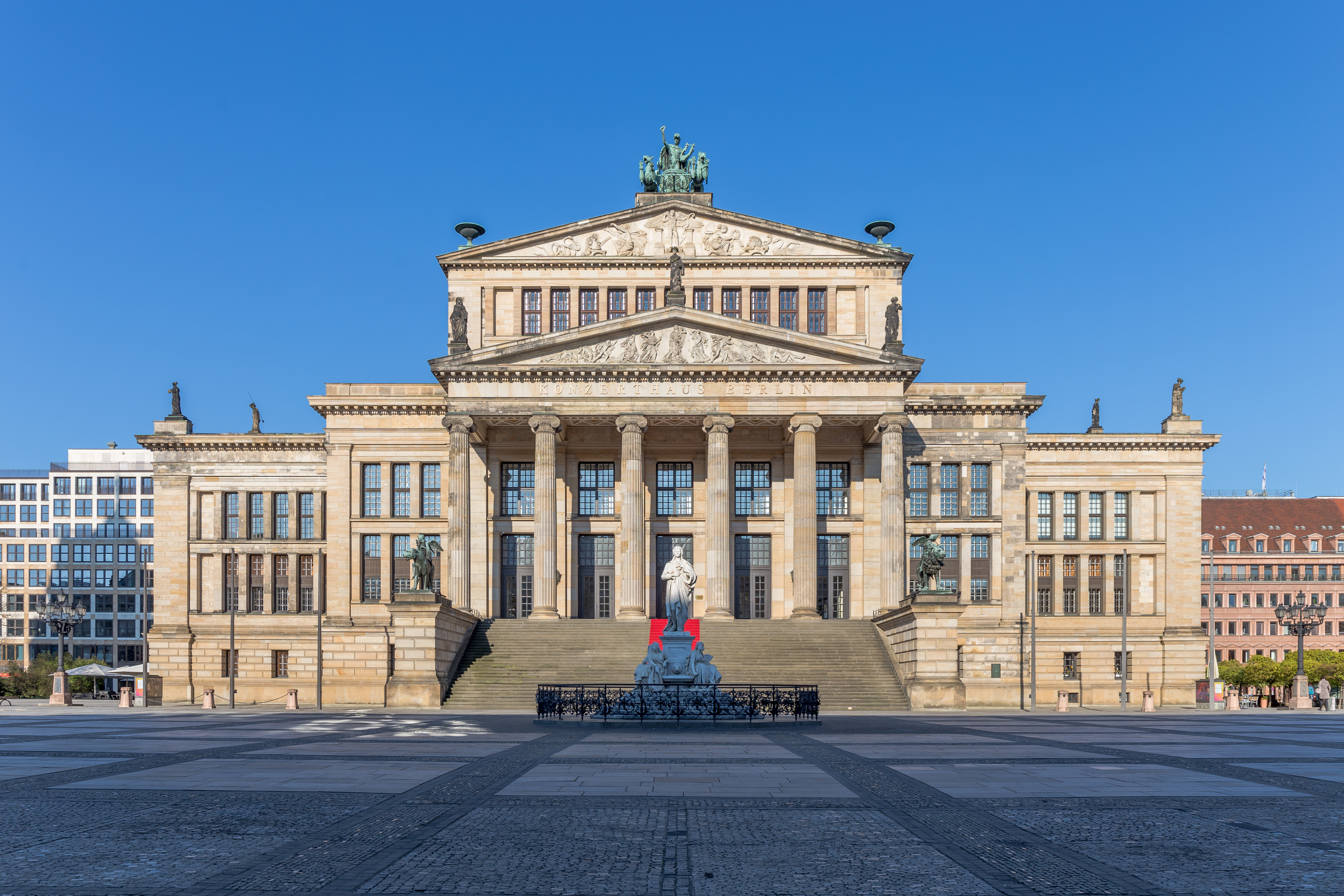
Karl Friedrich Schinkel, Berliner Schauspielhaus

Gilly foi aluno de Karl Friedrich Schinkel, que após um começo com base no neogótico, aproximou-se do neoclassicismo de matriz grega, estilo que teve grande repercussão na Alemanha. De um modo geral, o trabalho de Schinkel, com os seus elementos góticos, clássicos e pitorescos, assimila-se mais ao de Inglaterra do que de França ou Itália, mas a sua interpretação funcional do classicismo, que voltará novamente a estar em voga entre 1919 e 1940, veio a ser identificada como um estilo profundamente nacional. No início do século XIX projetou o Neue Wache e outros edifícios em Berlim, a partir de formas simples e elegantes que influenciarão até mesmo a arquitetura de países tão longínquos como a Finlândia. Outras obras de Schinkel são Konzerthaus Berlin e Altes Museum de Berlim. No teatro berlinês o arquiteto exaltou a funcionalidade de várias formas, conferindo ao edifício e à sua distinta volumetria, uma extraordinária tridimensionalidade: o elemento mais próximo à tradição é a colunata frontal com seis colunas que configura um hexastilo encimada por um frontão ricamente decorado.

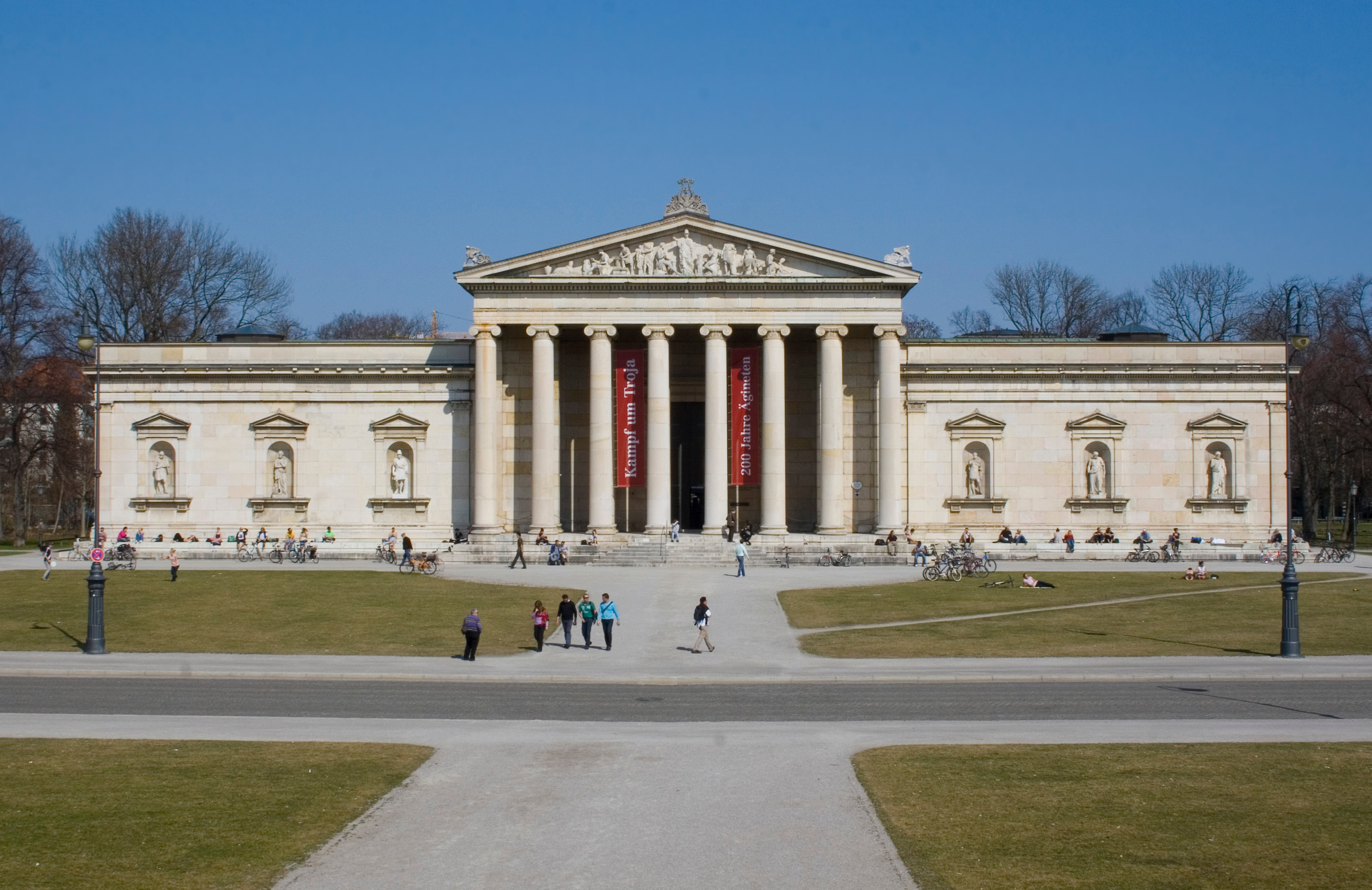
Leo von Klenze, Gliptoteca de Munique

O funcionalismo de Berliner Schauspielhaus contrasta com o modelo classicizante do Altes Museum, que combina o tema do longo pórtico da stoa característica da antiga Grécia, com a rotunda do Panteão colocada no interior; resultando numa vista frontal bastante ampliada, que confia a sua própria condição comunicativa ao sistema de dezoito colunas jónicas.
Rival de Schinkel foi Leo von Klenze, cuja fama está sobretudo relacionada com o projeto de Valhala, perto de Ratisbona e da Gliptoteca de Munique; trata-se de dois complexos neogregos, construídos nas primeiras décadas do século XIX. Dos dois, o que se destaca pela imponência é, certamente, o templo de Valhala, no qual, segundo a mitologia nórdica, se reuniam as almas dos heróis mortos em batalha; um templo perípteral dórico, situado sobre um enorme embasamento que é acessado através de amplas escadarias. A construção lembra de uma forma extraordinária o monumento concebido por Gilly para Frederico, o Grande, porém von Klenze confere à sua obra uma marca distinta romântica: o Valhala de facto reitera no interior vários bustos de importantes personalidades alemãs, assim como um baixo-relevo que ilustra a história da Alemanha.

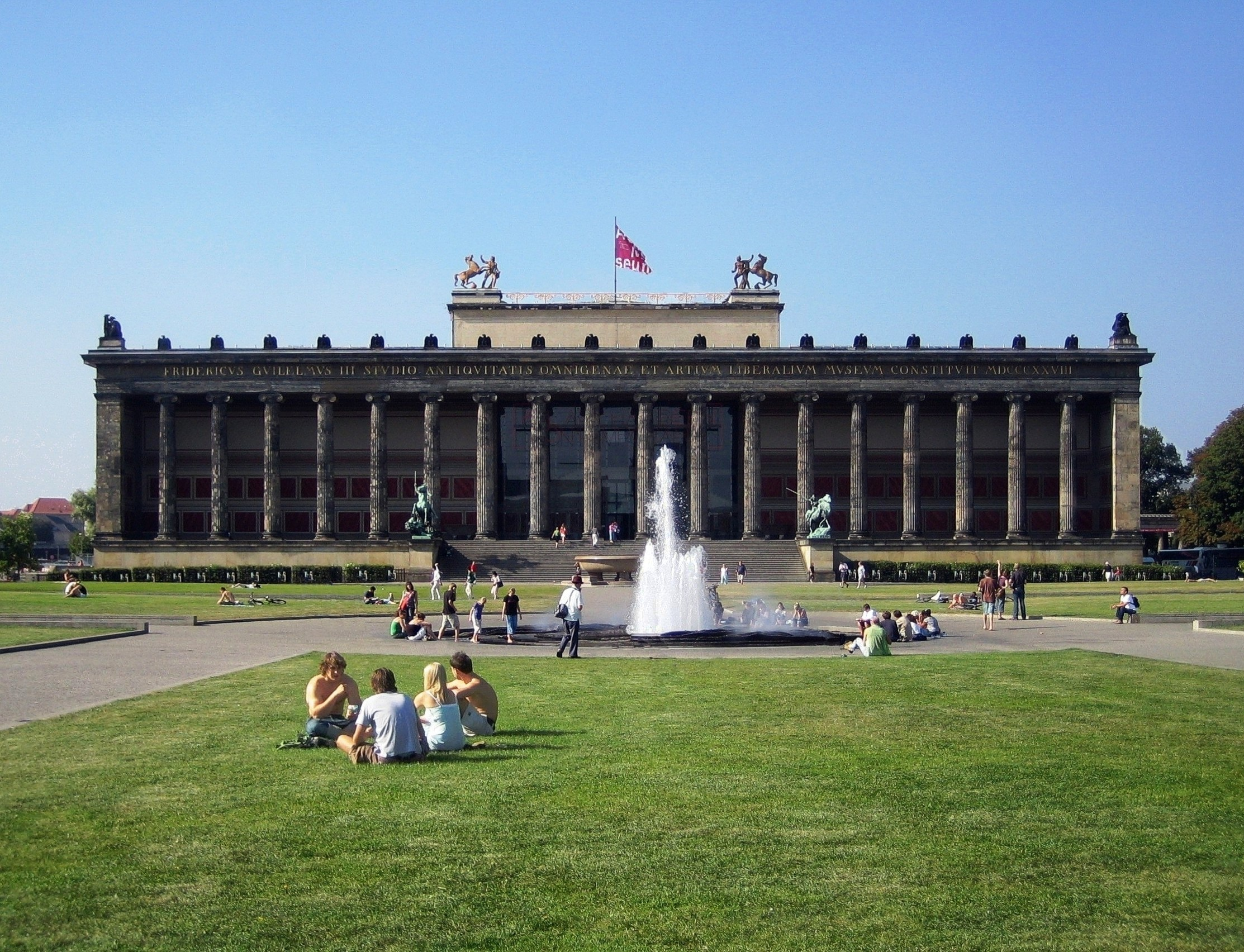
Karl Friedrich Schinkel, Museu Altes de Berlim
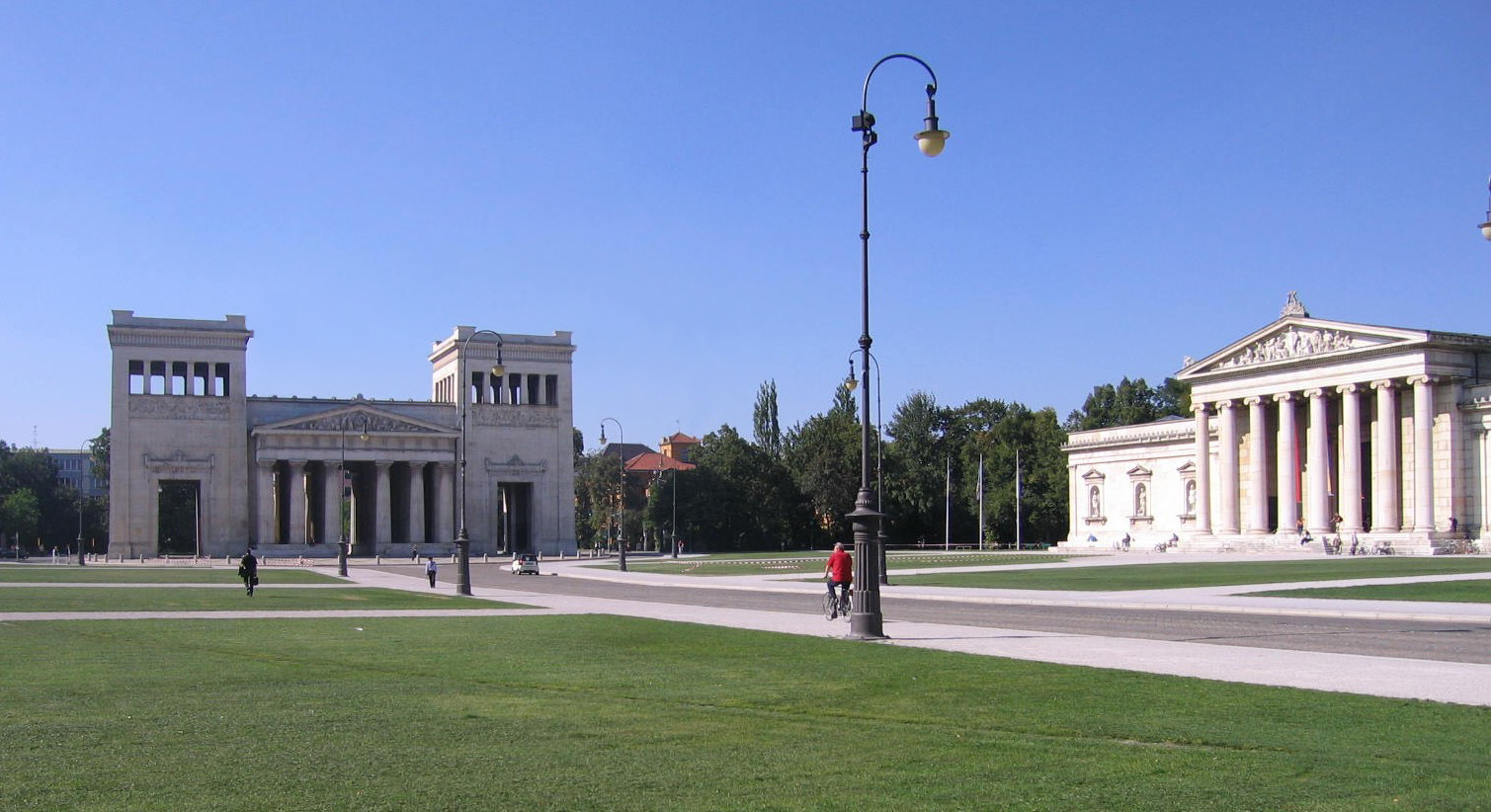
Leo von Klenze, Propileu em Munique (1854–1862)
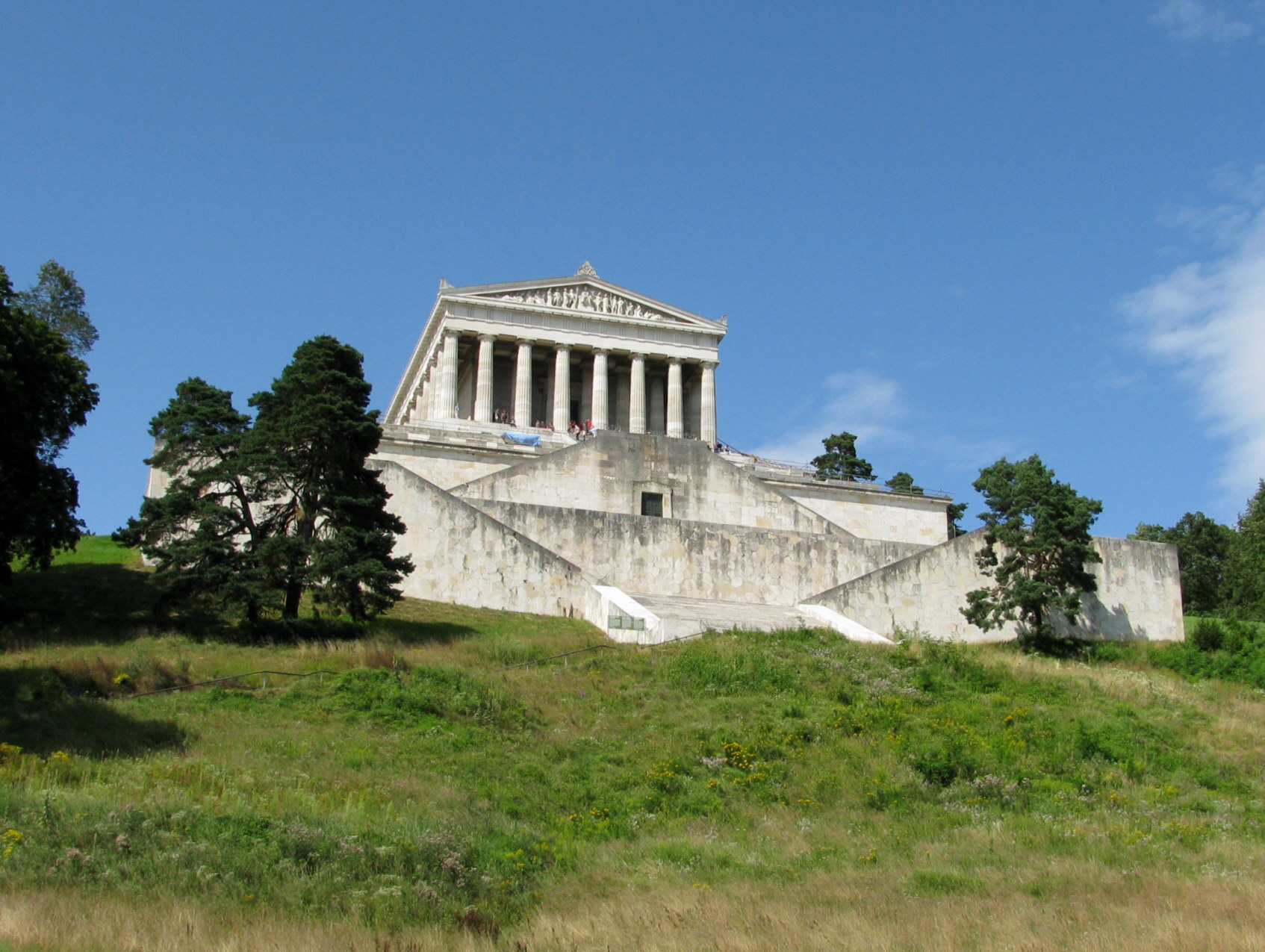
Leo von Klenze, Valhala

### Itália

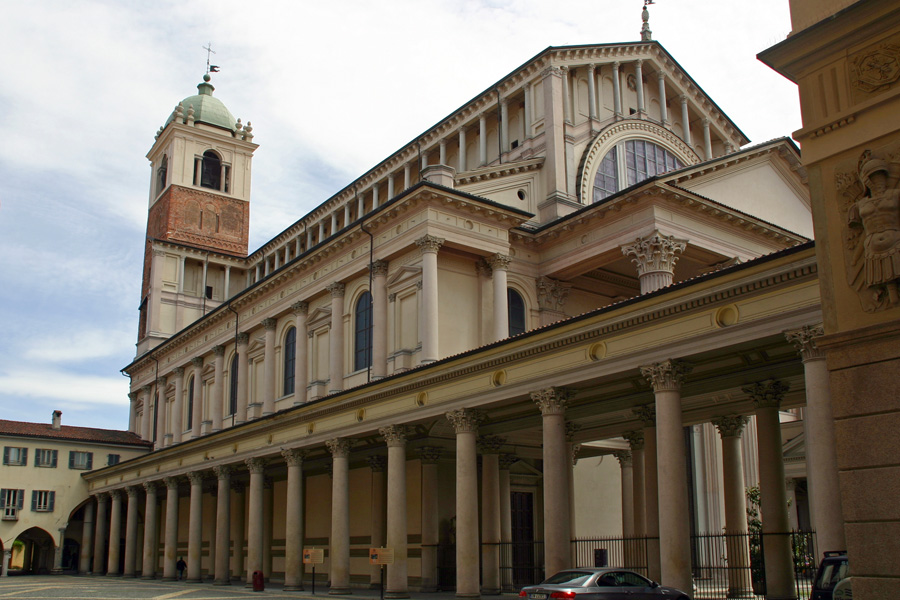
Catedral de Novara, Alessandro Antonelli.

A partir da segunda metade do século XVIII, regista-se em Itália a construção de alguns edifícios classicizantes. O neoclassicismo, contudo, não se declarou consolidado em todo o país, que nesse período ainda estava dividido em vários estados menores, na grande maioria sob o controlo direto de governos estrangeiros, que precedia a instituição do reino unificado sob Vítor Emanuel II; a ausência de uma cultura unitária e a significativa pobreza que sufocava a península italiana durante o século XVIII, não permitia efectivamente as condições propícias para uma florescente produção arquitetónica.
O início do século, coincidiu ainda com a última estância do barroco tardio; em Roma, foram realizados notáveis monumentos cenográficos (como a Praça de Espanha e a Fonte de Trevos) enquanto que em Piemonte realça a obra de Filippo Juvarra e Bernardo Antonio Vittone; a atividade ter-se-ia em seguida voltado para o Reino de Nápoles onde Ferdinando Fuga e Luigi Vanvitelli construiram, respectivamente, o Albergo Reale dei Poveri e o Palácio Real de Caserta, grandiosos períodos de vigorosa produção barroca; em particular, o Palácio Real, apesar de no exterior acenarem para uma certa contenção do neoclassicismo, foi considerada a última grande realização e encarnação da melhor tradição do Barroco italiano. A afirmação do neoclassicismo foi, portanto, lenta e extenuante, e ressentiu-se essencialmente das contribuições estrangeiras, particularmente francesas. Véneto, por outro lado, estava ainda sob influência da arquitetura palladiana.
Importantes edifícios religiosos foram também construídos ou restruturados sob o estilo neoclássico, nomeadamente a Catedral de Santa Cruz em Forlì, em Emília-Romanha, ou a Catedral de Novara, em Piemonte. Em Milão, a Villa Comunale (Villa del Belgioioso), uma importante edificação neoclássica italiana, construída entre fins do século XVIII e inícios do século XIX pelo arquiteto Leopoldo Pollack (1751–1806). Tal edificação é vista como uma das que se voltaram mais às formas simples, em oposição ao Barroco. Essa tendência é, naturalmente, a mesma que levou às formas mais simples na França, característica da época de Luís XVI (1754–1793). Este exemplo configura a monumentalidade das edificações neoclássicas europeias. A produção de moradias e residências no século XIX, permaneceria fortemente vinculada ao palladianismo e à recuperação das tradições neorrenascentistas e não aos clássicos, de um modo geral. De tipologia residencial, nada de novo foi construído no século XIX.

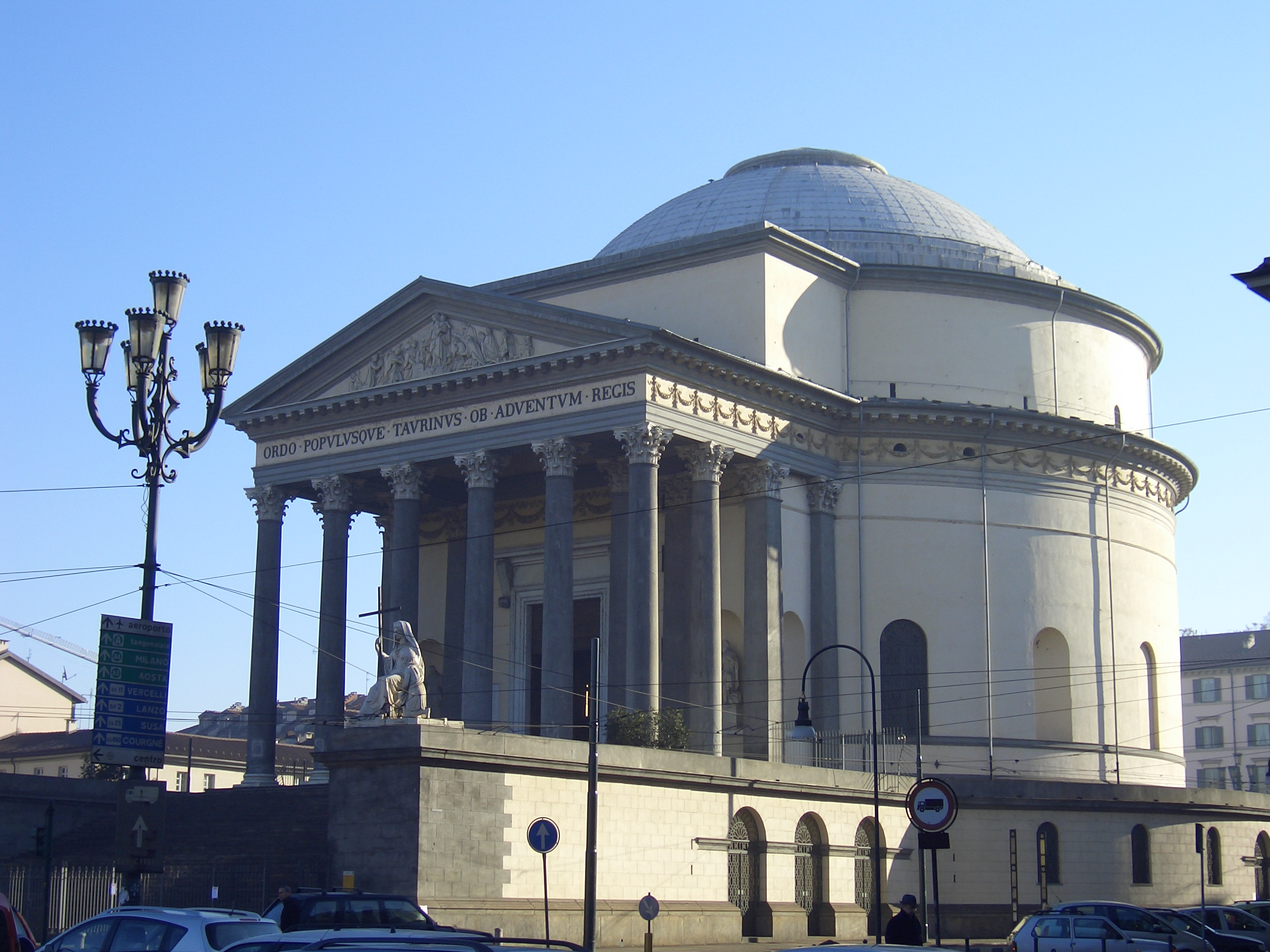
Igreja Gran Madre di Dio, Turim, Italia.
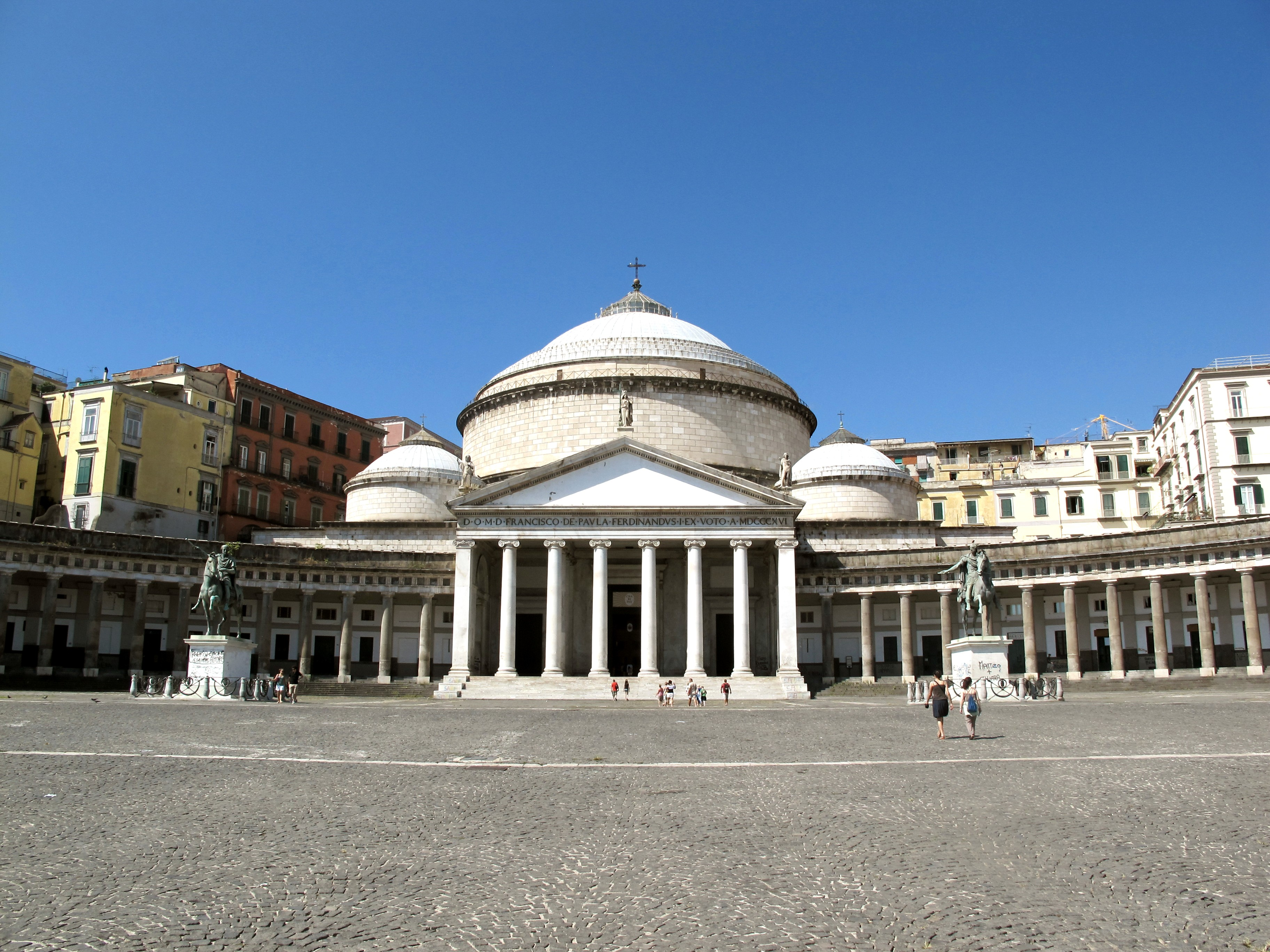
Basílica de São Francisco de Paula, Nápoles, Itália.
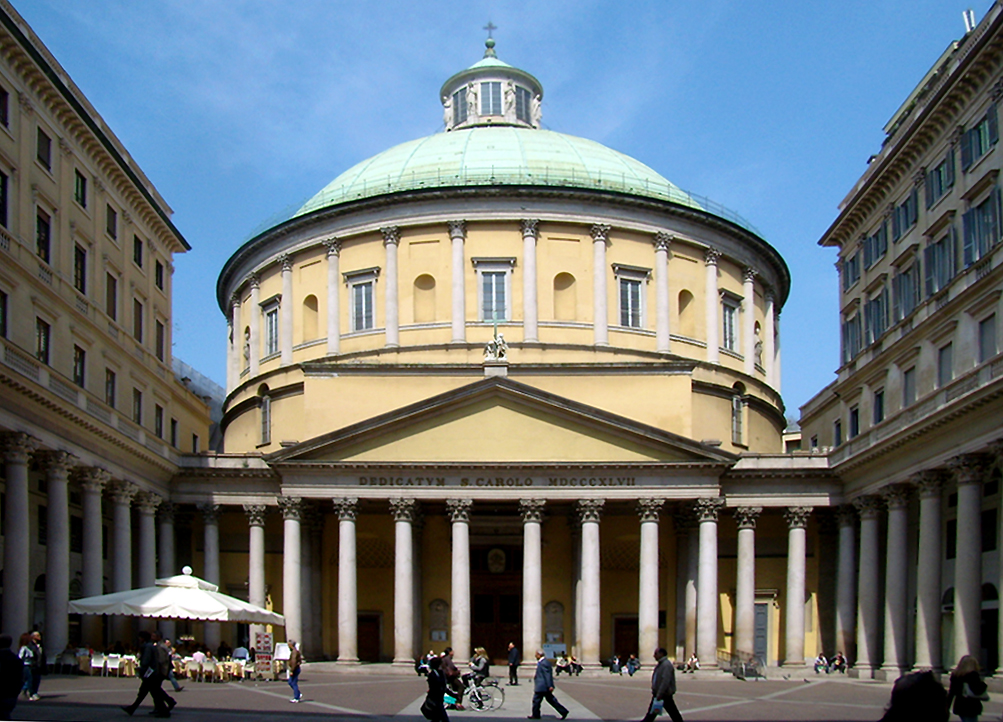
Carlo Amati, igreja de San Carlo al Corso, Milão

### Rússia

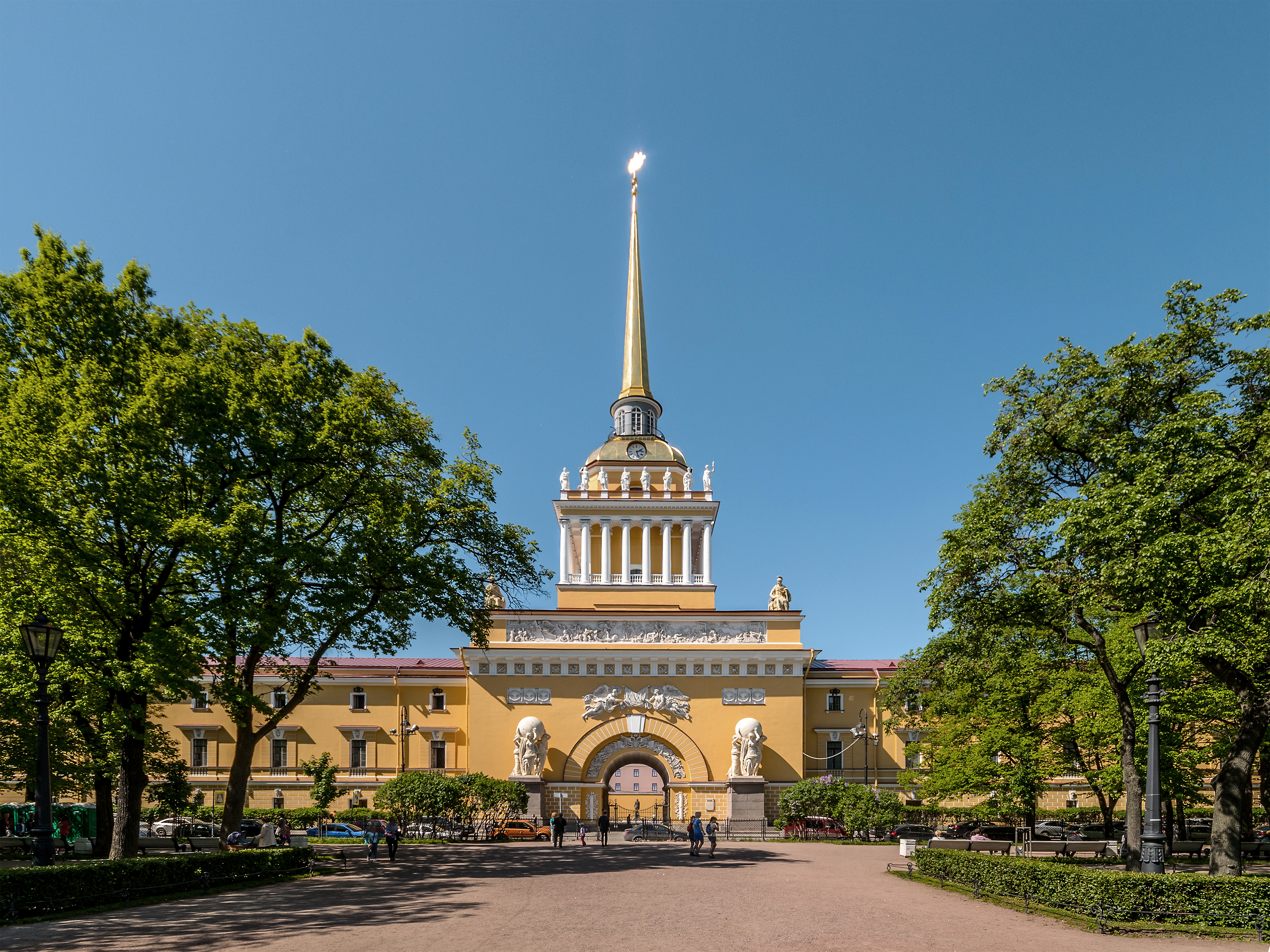
Andrejan Zacharov, Almirantado de São Petersburgo

Na Rússia, a propagação do mundo ocidental teve grande preeminência, principalmente em São Petersburgo. Aqui, até cerca de 1760, encontrava-se ainda presente as tendências e gostos do rococó do italiano Bartolomeo Rastrelli (vide Palácio de Inverno); foi Catarina, a Grande a introduzir o neoclássico na capital, encomendando ao arquiteto francês Jean-Baptiste Michel Vallin de La Mothe alguns edifícios tais como a Academia de Artes da Rússia. Em 1779, Giacomo Quarenghi (1744–1812), aceitou o convite de ida para São Petersburgo, onde permaneceu pelo resto da sua vida, tornando-se o arquiteto oficial de Catarina II; entre 1780 e 1785, transformou São Petersburgo numa cidade clássica. Projectou numerosos palácios e trouxe em voga um original estilo monumental, de inspiração palladiana, verificável, por exemplo, no sóbrio e austero palácio inglês do parque de Peterhof (destruído entre 1781 e 1789) naquele que é o mais rico Teatro de Hermitage (1782–1785).
Nesse período, saliente-se o trabalho do escocês Charles Cameron (1743–1812), autor da Galleria Cameron no Palácio de Catarina, em Tsarskoye Selo, onde retomou o estilo do inglês Adam, e o Palácio do Grão-Duque Paul em Pavlovsk, construído entre 1781 e 1796. No parque do palácio de Pavlovsk, Cameron tinha construído o primeiro templo dórico de toda a Rússia.
Os primeiros edifícios do século XIX surgem na estreita relação com a arquitetura de Étienne-Louis Boullée e Claude-Nicolas Ledoux, como é o caso da Antiga Bolsa de São Petersburgo, concebido por um francês e que remonta ao ano de 1804. À Bolsa, segue-se a construção da Catedral de Nossa Senhora de Cazã, seguida então do imenso Almirantado (de Andrejan Zacharov, 1806-1815, onde ecoam as proporções de larga escala de Boullée), a Catedral de Santo Isaac (cujo projeto, realizado pelo francês Auguste de Montferrand, se baseia no Panteão de Paris) e a arquitetura italiana de Carlo Rossi (designadamente o Palácio do Senado e o Palácio Mikhailovsky) que tornaram São Petersburgo, com as suas fachadas em estuque cromatizado e pormenores despontantes em branco, uma das cidades mais ajustadas ao neoclassicismo da Europa.
Ainda que Moscovo tivesse sido cenário da importantes obras neoclássicas, e evidenciado outros factos interessantes, não assistiu, contudo, a resultados tão notáveis quanto São Petersburgo. O arquiteto que mais destaque teve com relação à arquitetura classicizante de Moscovo foi Matvi Kazakov (1738–1812), a quem se deve a concepção do Palácio do Senado em Kremlin. Além disso, no final do século XVIII, foram retribuídas uma série de edificações clássicas de Moscovo ao supracitado Giacomo Quarenghi, o qual, na sequência de Kazakov, foi seguido por arquitetos como Domenico Gilardi (associado ao estilo imperial) e Osip Beauvais (atuante durante a construção da cidade, após o desastroso incêndio de 1812).

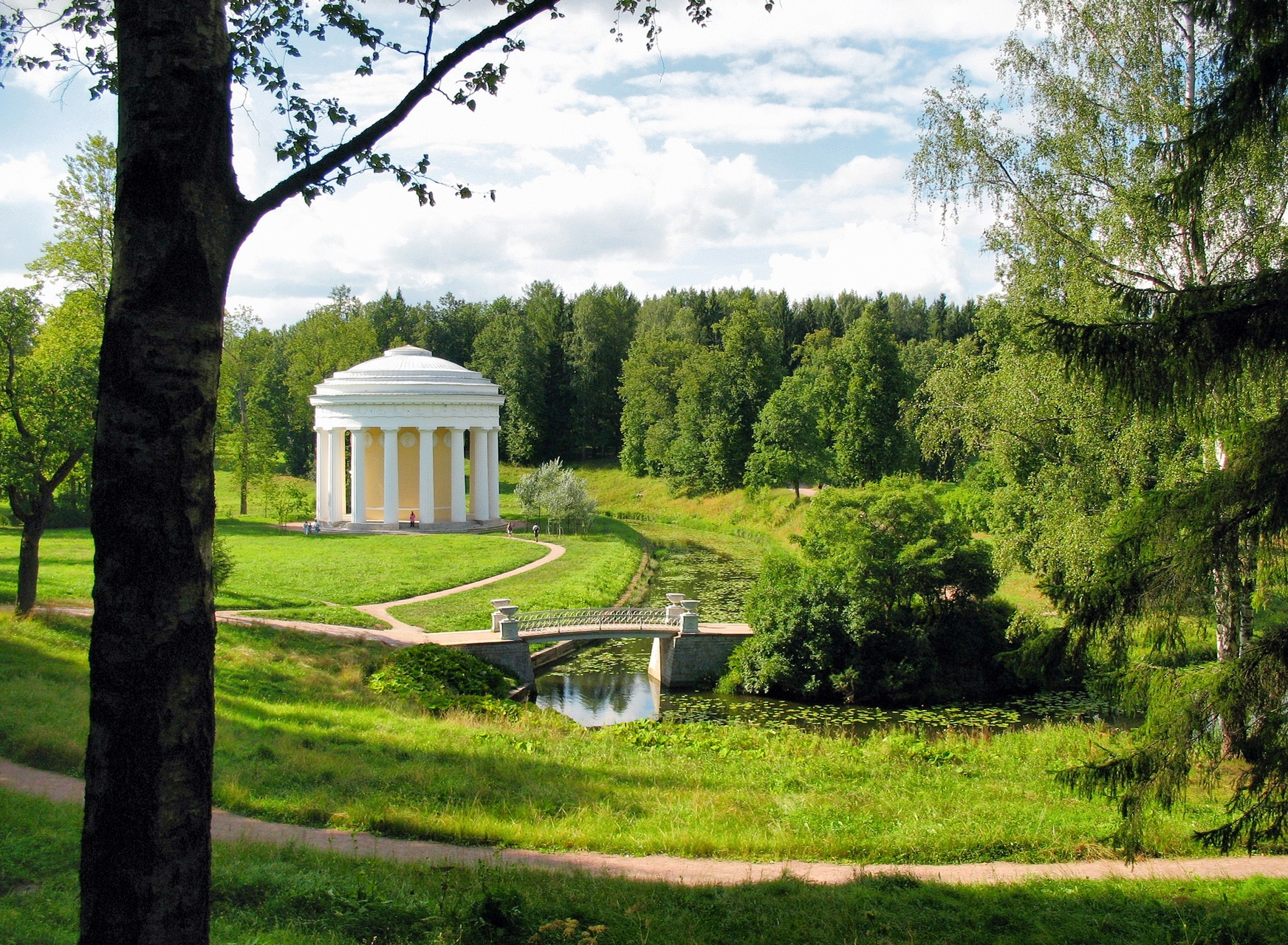
Charles Cameron, templo rotondo a Pavlovsk
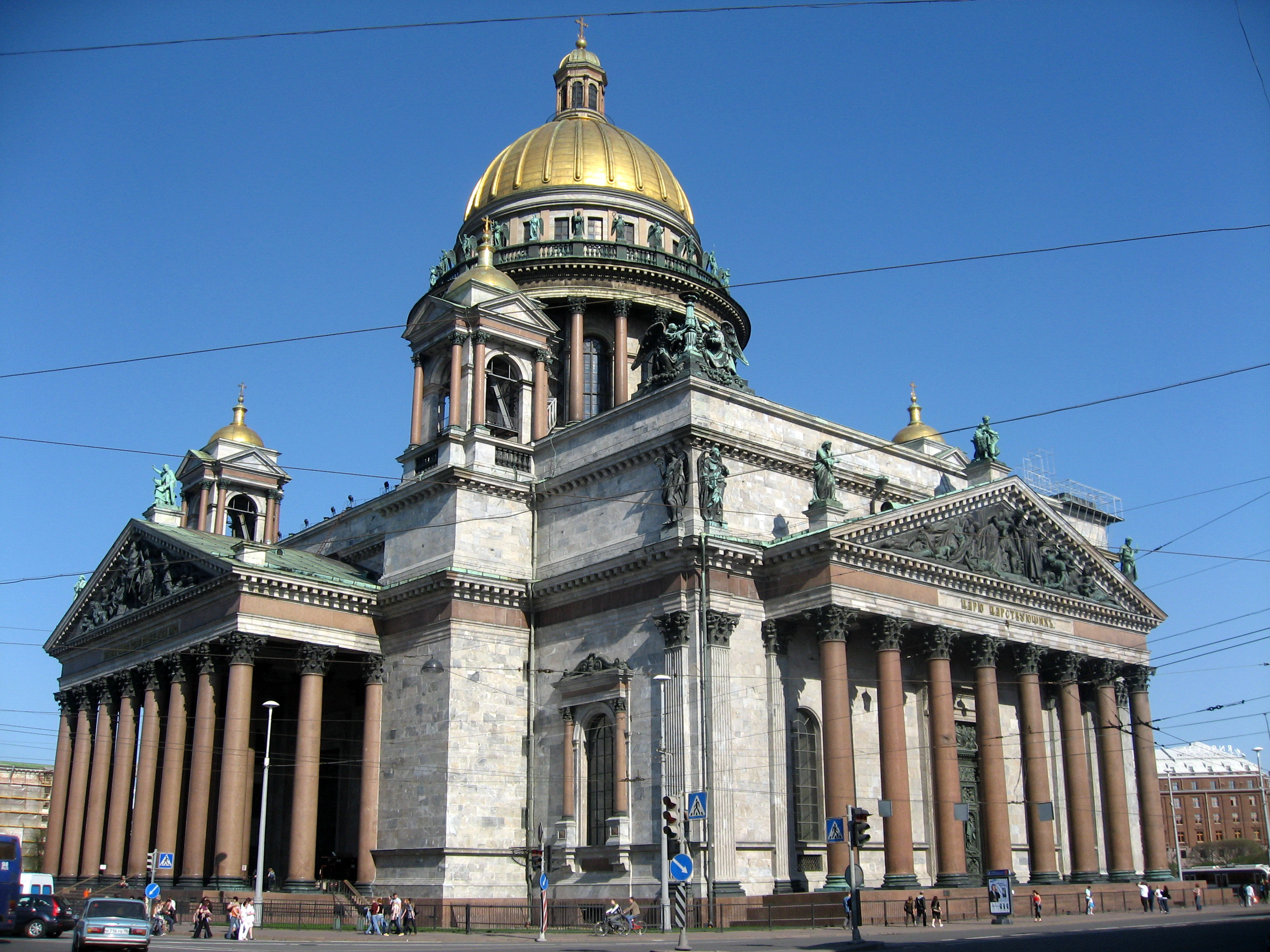
Auguste de Montferrand, Catedral de Santo Isaac
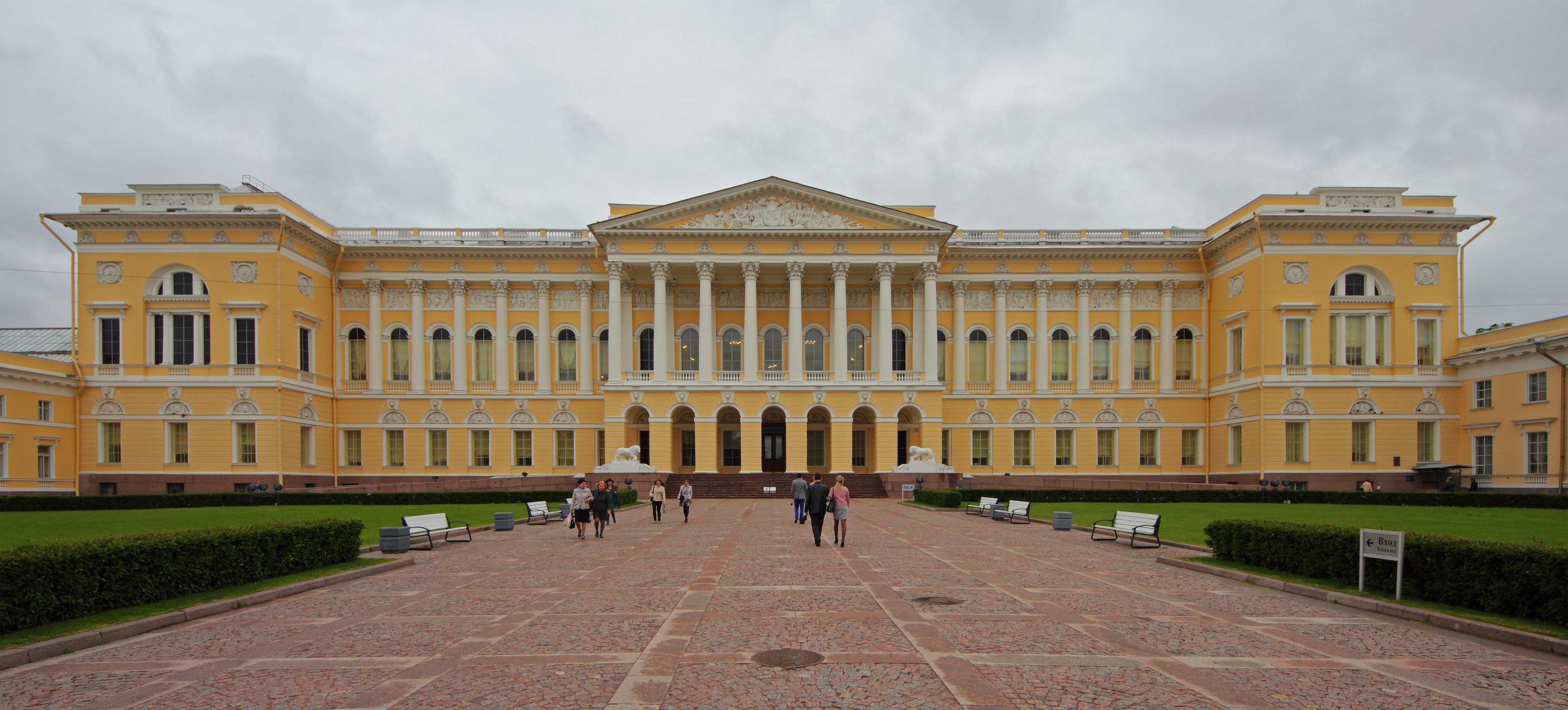
Karl Rossi, Palácio Mikhailovsky

### Escandinávia

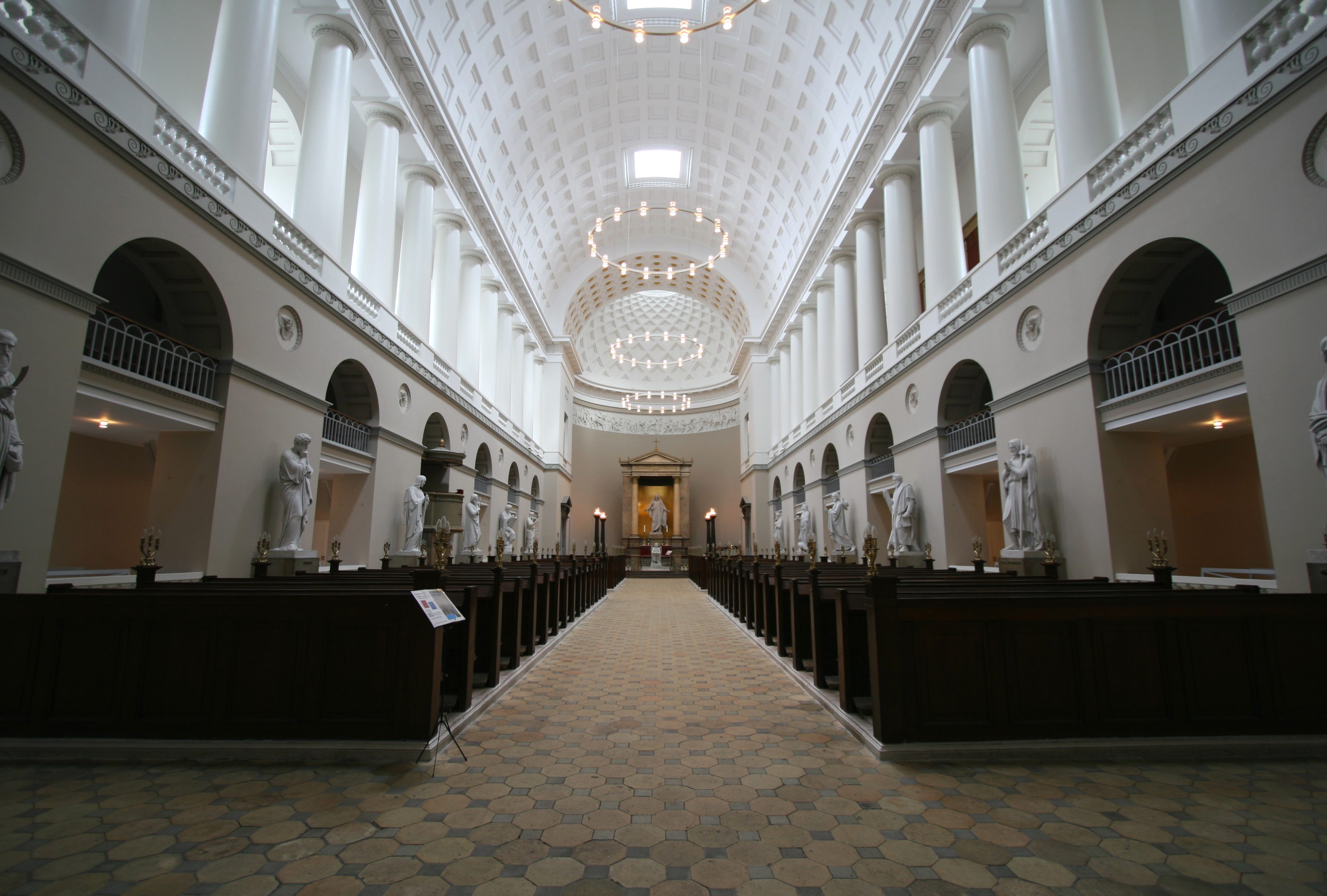
Catedral de Copenhaga

A Europa Setentrional oferece um rico repertório de obras neoclássicas, geralmente de matriz alemã ou francesa. Na Dinamarca, o neoclassicismo surgiu no início dos anos sessenta do século XVIII. Na verdade, o salão de jantar projetado por Nicolas-Henri Jardin no Palácio de Amalienborg (1755–1757) é relembrado como o "mais antigo salão existente decorado ao estilo neoclássico por um arquiteto francês". Aluno de Jardin foi Caspar Frederik Harsdorff, que, a exemplo, trabalhou na Catedral de Roskilde, onde projetou a capela funerária de Frederico IV. Mais tarde, com o aparecimento do estilo neogrego, o artista de maior importância foi Christian Frederik Hansen (1756–1845), que realizou o projeto da Catedral de Copenhaga, com a enorme abóbada de berço apoiada por colunas dóricas que lembra o projeto de Boullé do interior de uma biblioteca.
No início do século XIX, regista-se também a planificação de Helsínquia, grão-ducado russo de 1809. Os principais edifícios públicos da cidade devem-se a Carl Ludwig Engel, que se envolveu na praça do Senado, dominada pela catedral clássica do Palácio do Senado (1818–1822) e da universidade. O projeto inicial da catedral remonta a 1818, mas a sua construção, que teve início em 1830, só foi concluída em 1851. Trata-se de uma planta centralizada, constituída por uma cruz grega blindada por quatro pórticos no exterior: ao centro da composição destaca-se a altíssima cúpula ladeada por quatro cúpulas menores que cobrem os campanários, os quais lhe foram acrescentados mais tarde. Não obstante, na Universidade foi construída uma biblioteca com salões de leitura colunados, cujo acesso se dá através de imponentes escadarias de estilo dórico, que encontram afinidade com as existentes no Palácio do Senado: no primeiro caso, duas fileiras de colunas sustentam os planos de acesso das escadarias, enquanto que no segundo, as colunas dóricas apoiam as abóbadas em cruzaria da cobertura.

### Portugal
Em Portugal, o Neoclássico surgiu no último quartel do século XVIII e corresponde ao período pombalino e estende-se até as primeiras décadas do século XIX. A primeira obra construída dentro do novo estilo em Portugal foi inteiramente importada de Itália. Trata-se da capela de São João Batista na igreja de São Roque de Lisboa, encomendada em 1742, pelo rei D. João V aos arquitetos Nicola Salvi e Luigi Vanvitelli. José da Costa e Silva (1714–1819), formado em Bolonha, representaria o apogeu nacional deste estilo. Projetou, entre muitos outros edifícios, o Teatro Nacional de S. Carlos (1792) e o Palácio Nacional da Ajuda (este em conjunto com o italiano Francisco Xavier Fabri), que não chegou a concluir-se.
Em Coimbra salientam-se alguns trabalhos do engenheiro militar Guilherme Elsden, como o edifício do Museu da Universidade, construído entre 1773 e 1774.
No Porto, são lançadas várias ampliações da cidade com regulamentações de ocupação e a introdução do estilo neoclássico foi aplicada em projectos importantes realizados por ingleses residentes nesta cidade, o que explica a enorme influência da tendência palladiana, presente nomeadamente no Hospital de Santo António, projetado pelo inglês John Carr (1769), na definição espacial da Praça da Ribeira, junto ao rio Douro (1765), no edifício da Feitoria Inglesa (1785), estes dois últimos pelo cônsul John Whitehead, ou no Palácio da Bolsa de Joaquim da Costa Lima. Um dos expoentes máximos do neoclassicismo nortenho foi o engenheiro Carlos Amarante (1748–1815), autor de vários edifícios tardo-barrocos e neoclássicos, como a Igreja da Trindade no Porto.

### Noutros países da Europa

Academia de Atenas, na Grécia.

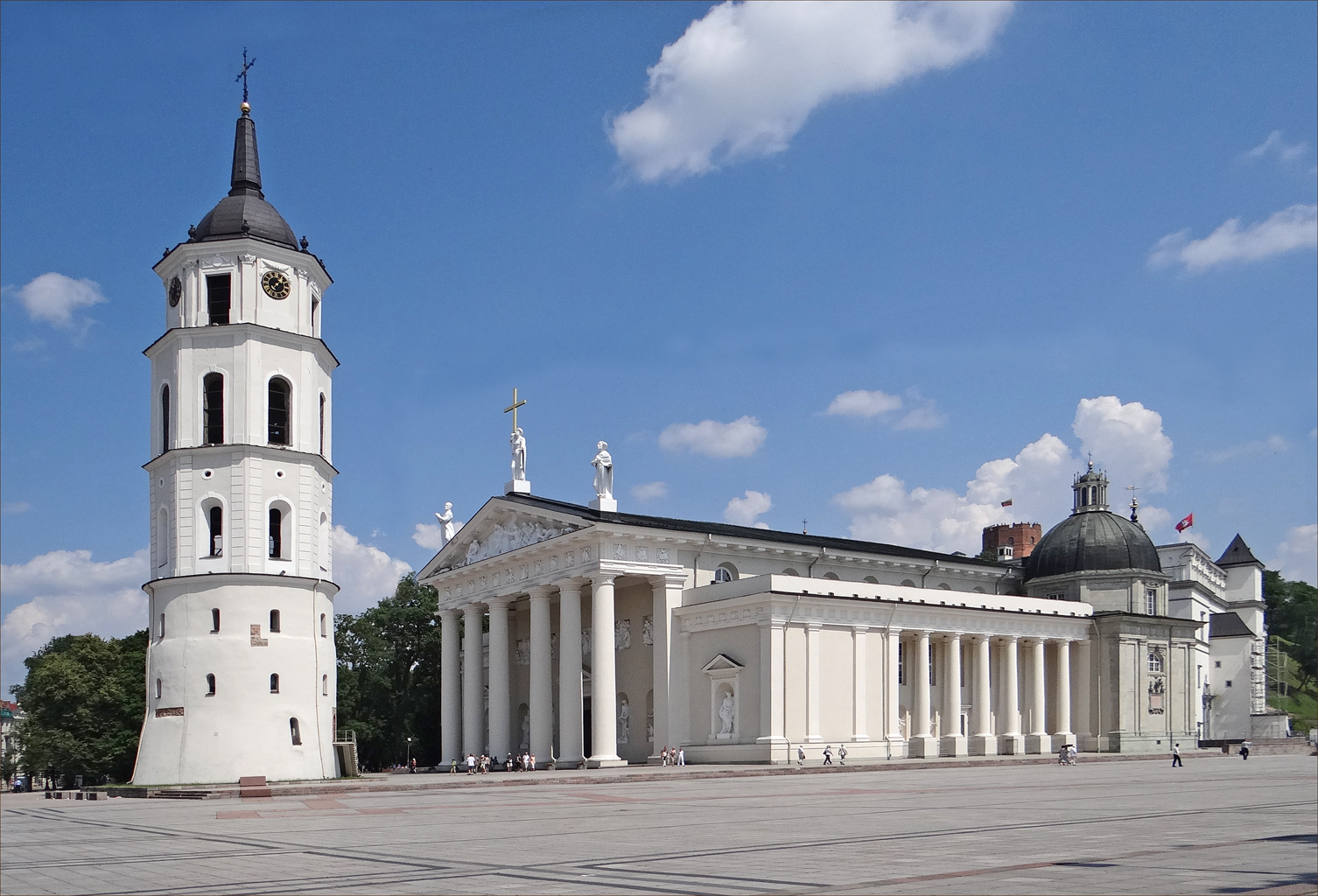
Catedral de Vilnius, Lituânia

A difusão do revivalismo clássico foi regular por toda a Europa, apesar de com algumas ressalvas: Espanha por exemplo, não trouxe qualquer contributo significativo para o neoclassicismo.
Viena, a partir das primeiras décadas do século XVIII, registou, no entretanto, alguma dimensão no neoclassicismo, na Igreja de São Carlos Borromeu de Johann Bernhard Fischer von Erlach, uma obra-prima do rococó austríaco: o edifício foi, na verdade, concebido com uma pronau hexastilo, sendo ladeado por duas colunas cóclidas com molduras helicoidais finas, que envolvem o fuste, inspirada na coluna de Trajano, em Roma. No século XIX viveu-se um classicismo mais rigoroso, com Theseustempel e Burgtor, dois complexos neogregos do já mencionado Pietro Nobile.
Na Polónia, em finais do século XVIII, difundiu-se uma arquitetura derivada dos modelos revolucionários de Ledoux; um primeiro monumento do início do neoclassicismo regista-se na Catedral de Vilnius (hoje na Lituânia, que à época estava unida à Polónia, na Comunidade das Duas Nações). No século seguinte Antonio Corazzi foi responsável pela construção de vários edifícios na Varsóvia, enquanto que a nobreza polonesa encomendou a Karl Friedich Schinkel algumas residências no país.
Se em Praga o neoclassicismo foi recebido mais tarde do que na restante Europa, na Hungria a ruptura com a linguagem barroca ocorreu nos anos 70 do século XVIII: a Catedral da Assunção em Vác, com o seu pórtico encimado por um maciço ático, que remonta a 1763-1777. No século XIX, este estilo culmina na Catedral de Esztergom (com planta central dotada de cúpula) e no neogrego o Museu Nacional de Budapeste (este último obra de Mihály Pollack).
Entre os séculos XVIII e XIX, Bélgica foi influenciada pelo neoclassicismo da escola francesa (como a sede da Real Academia), mas no final do século XIX o país reencontrou o caminho para um barroco exuberante.
Nos Países Baixos, entre as primeiras obras recorde-se: a Igreja de Santa Rosália em Roterdão (1777–79), que segue o esquema da capela real de Versalhes; o palácio Félix Meritis em Amesterdão (1778); o salão de festas do Palácio de Kneuterdijk em Haia (Jan de Greef, 1820 - 1830), realizado conforme o modelo da sala vitruviana egípcia. Mais tarde, o pavilhão de Scheveningen (1826) e os tribunais de Leeuwarden (1846), que precederam os anos da afirmação do neogótico.
Paralelamente o estilo neoclássico desenvolve-se na Grécia apenas em meados do século XIX, quando foi introduzido nos planos de renovação de Atenas. Intervieram, portanto, projetistas de diferentes regiões da Europa, em particular alemães, dinamarqueses e franceses. Entre as obras mais originais ocorre informar o tribunal de Zappeion, inaugurado apenas em 1874 conforme os planos de Theophil Hansen.

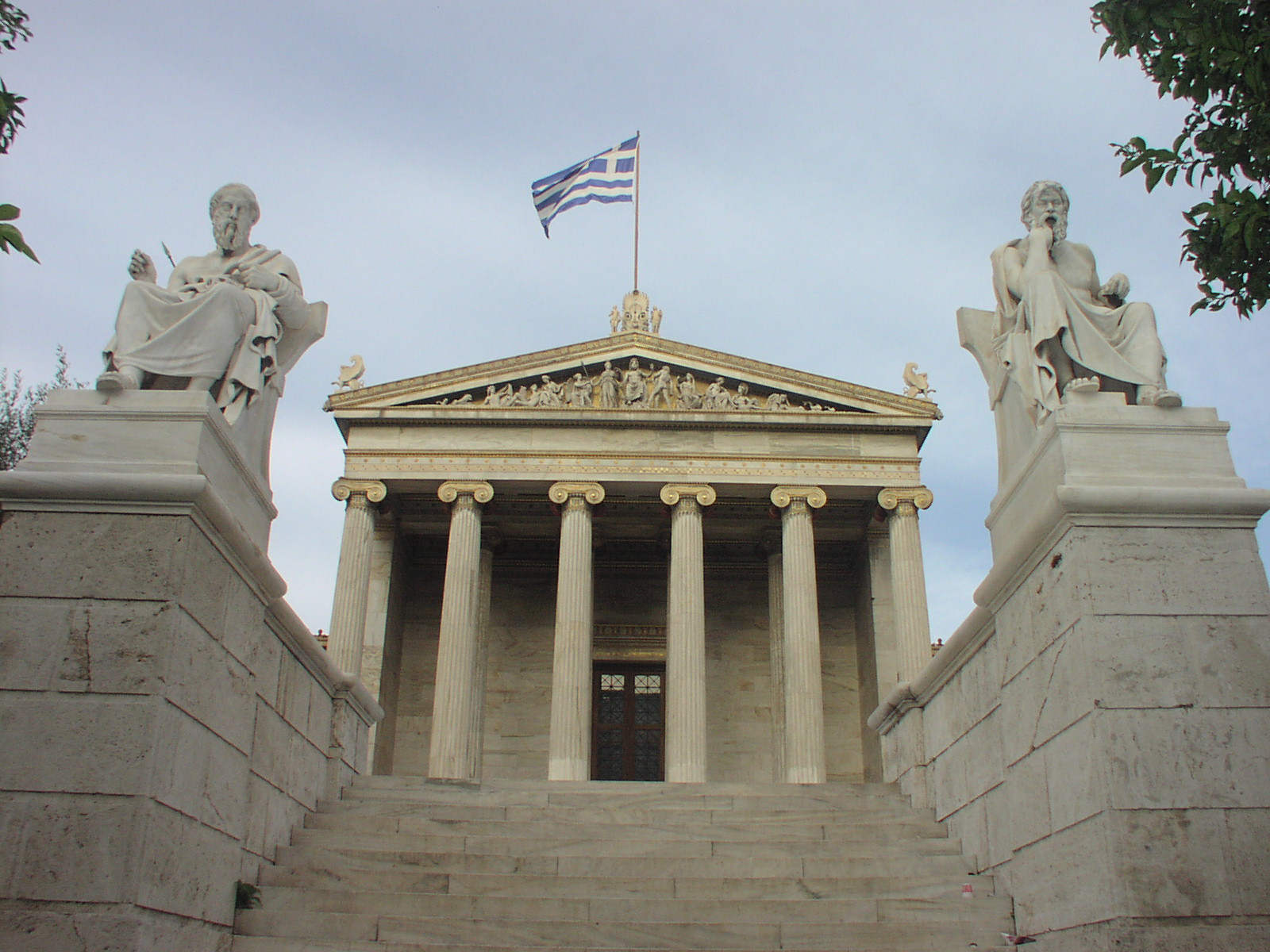
Academia de Atenas
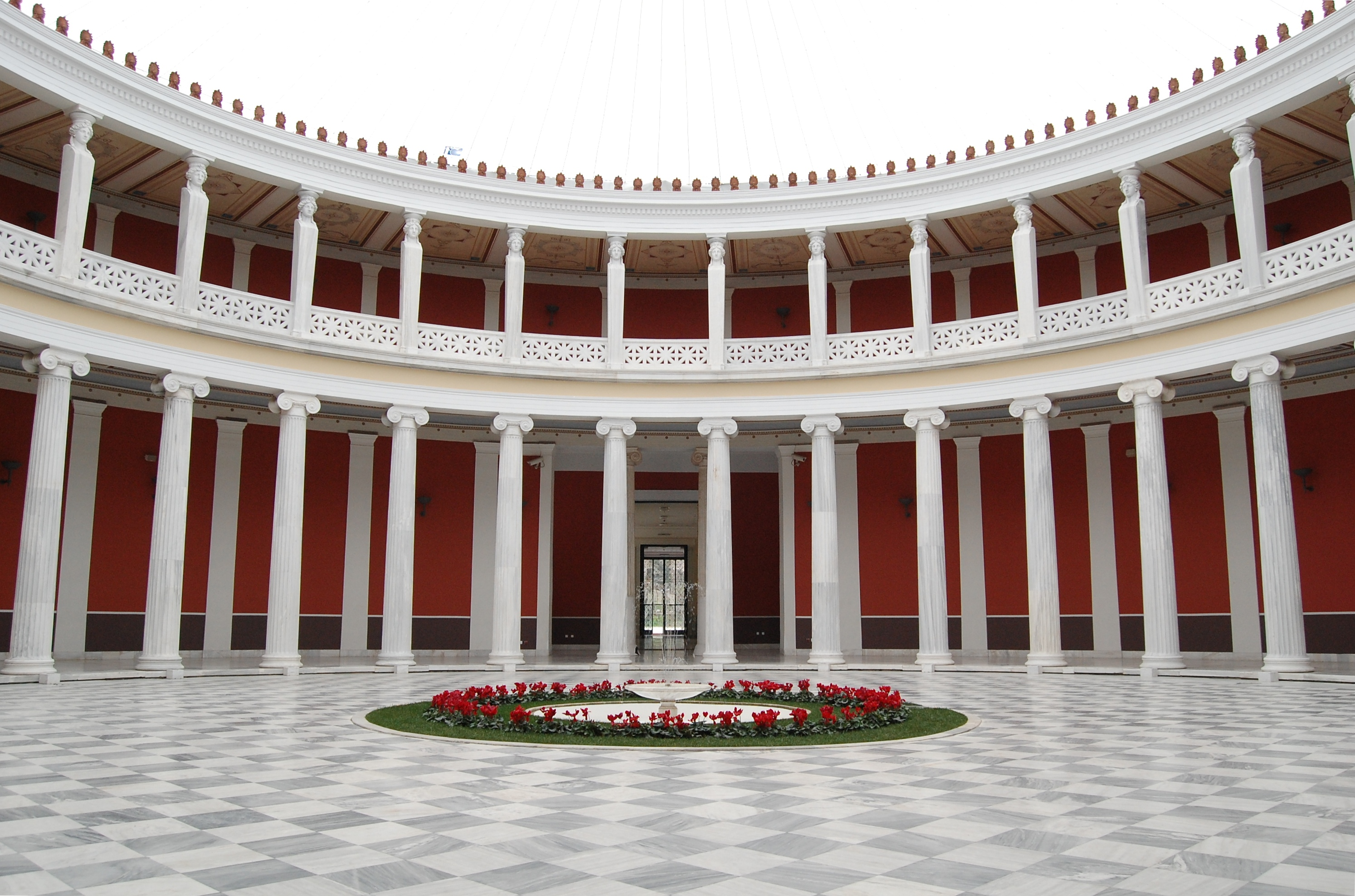
Zappeion, Atenas
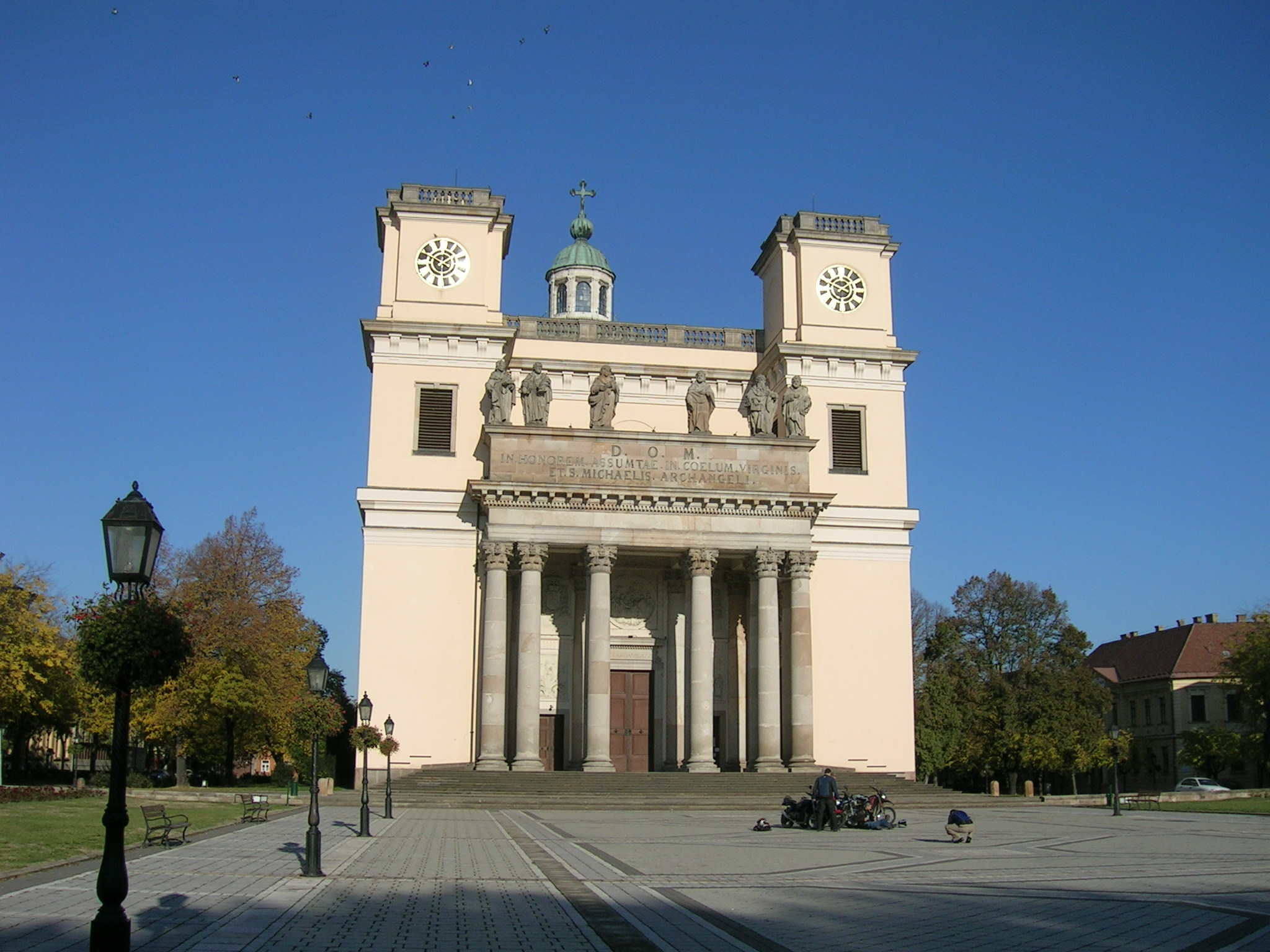
Catedral da Assunção, Vác
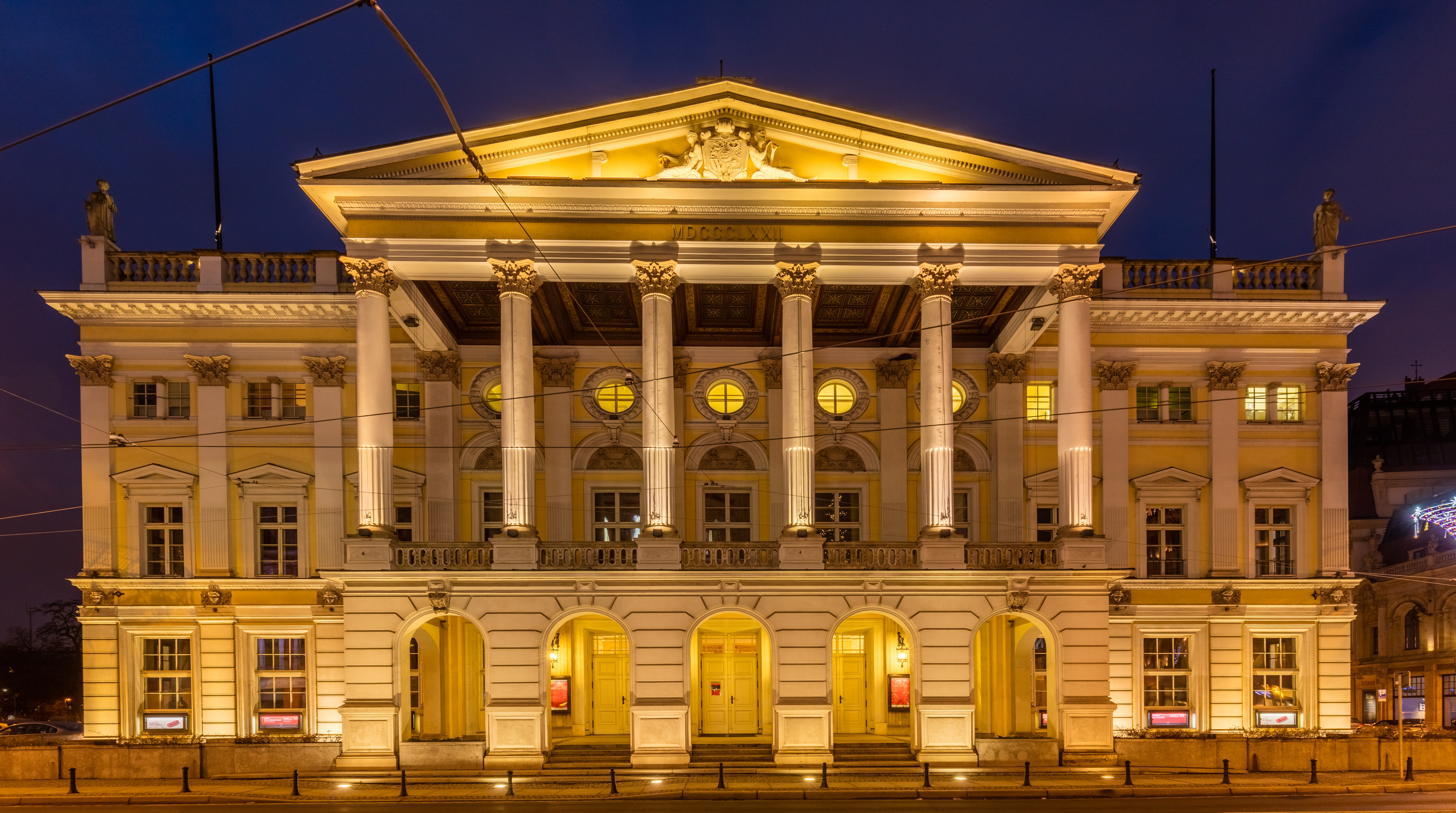
Ópera em Wroclaw

## Neoclassicismo na América

### Estados Unidos

#### Séculos XVIII e XIX

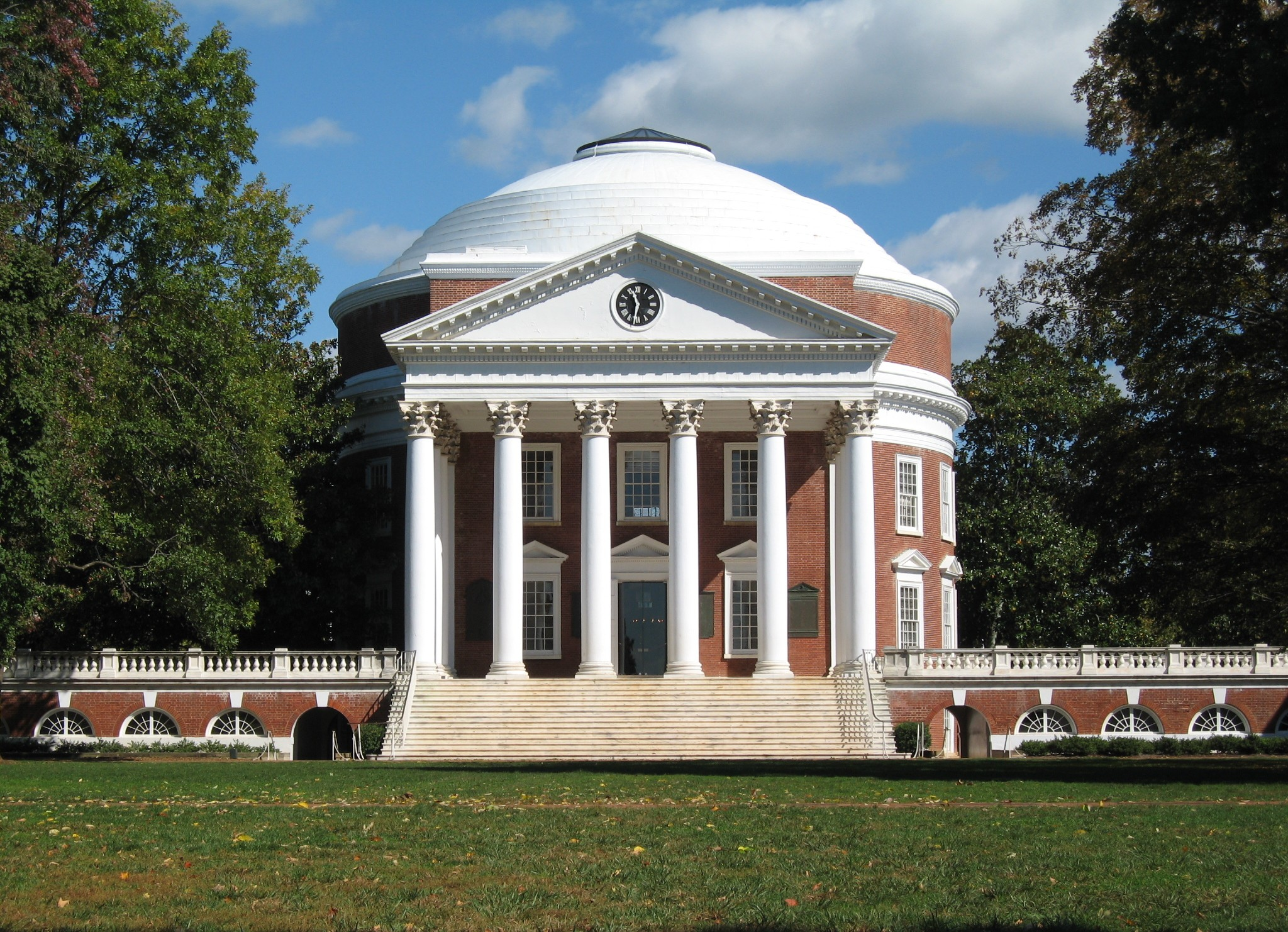
Rotunda da Universidade de Virginia

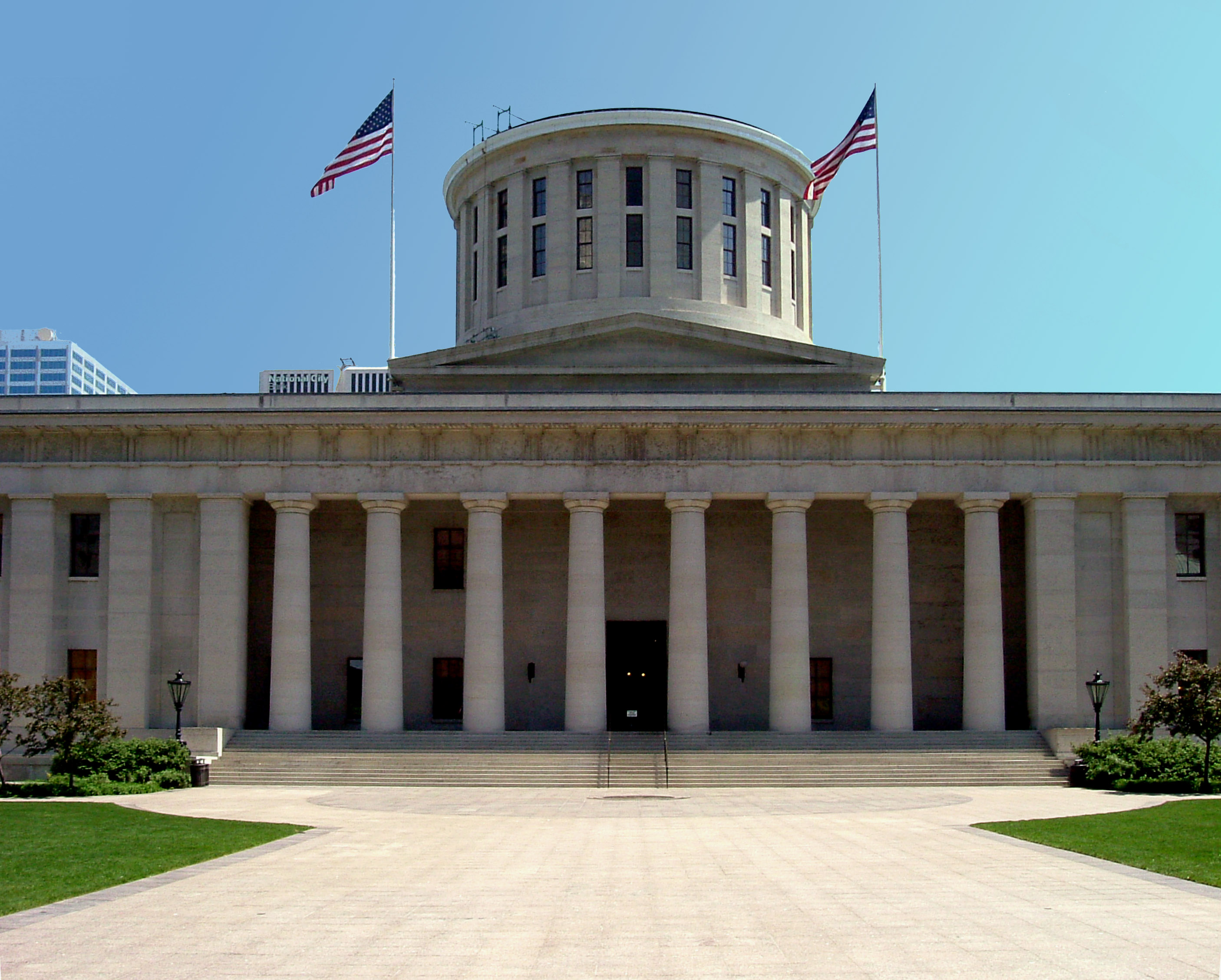
Capitólio de Ohio

A origem do neoclassicismo nos Estados Unidos, conhecido por Estilo Georgiano, inspira-se de forma direta no neo-palladianismo inglês. ; a partir do final do século XVIII houve também grande expressão do revivalismo grego. Dos exemplos mais interessantes desta época refiram-se Thomas Jefferson e Benjamin Latrobe. O primeiro, a partir de 1771, concebeu da casa de Monticello, em Virgínia, obra esta que não foi particularmente inovadora, quando comparado com as construções inglesas da contemporaneidade. Influenciado pela Maison Carrée de Nimes, entre 1785 e 1789, realiza o pouco original projeto para o Capitólio do estado da Virgínia, cujo projeto final remonta a 1817: o elemento predominante deste novo complexo é certamente a rotunda, destinada a abrigar a biblioteca e que, no pórtico vagamente palladiano, combina um corpo circular, inspirado no Panteão. Outra característica do edifício, reconstruído após o incêndio de grandes proporções de 1895, são as salas que se abrem para o interior, de forma elíptica.
Foi o próprio Benjamin Latrobe que sugeriu a Jefferson a solução da rotunda. Os primeiros grandes trabalhos de Latrobe foram a penitenciária de Richmond e a Banca da Pensilvânia atualmente irrecuperável. No início do século XIX, Latrobe fica encarregue pela conclusão do Capitólio, em Washington, o enorme palácio no qual trabalharam vários arquitetos. Posteriormente, sob a ala reconstruída do Senado, foi introduzido a Supreme Court Chamber, onde o interesse pela geometria e pormenores de destaque sugerem uma estreita relação com os modelos do francês Ledoux e do inglês Soane. Entre 1809 e 1818 construiu a Basílica de Batimore, sujeita mais tarde a modificações e ampliações, mas que dela restou a sua principal estrutura de origem.
O estilo neoclássico foi então consolidado com as obras de Robert Mills e William Strickland, alunos do próprio Latrobe. De Mills recorde-se algumas igrejas de planta centralizada de Filadélfia e Richmond, a enorme coluna de Washington em Baltimore e vários edifícios na capital federal da nação, caracterizada pelos seus imponentes pórticos. Quanto a William, após o reconhecimento obtido com o projeto da Second Bank of the United States, seguiram-se projetos à original Bolsa de Filadélfia e do Capitólio, em Nashville (1845–1849), com lanternas inspiradas no monumento de Lisícrates.
A primeira metade do século XII culminou com a construção de alguns edifícios decisivamente clássicos: como o Capitólio de New Haven, obra de Ithiel Town, imitação fidedigna da Bolsa de Valores da Filadélfia; o Girard College da Filadélfia, de Thomas Walter, com um complexo engenhoso de três abóbadas cobertas; o Ohio Statehouse em Columbus (1838), este de Walter, que lembra o Barrière de la Villette de Ledoux. O neoclassicismo afirma-se no cenário americano principalmente até finais da segunda metade do século XIX. As últimas obras mais notáveis foram projetos de excelência académica dos associados William Rutherford Mead, Stanford White e Charles Follen McKim, como é exemplo a Biblioteca da Universidade Columbia, em Nova Iorque, 1893, uma imponente construção que reflete o esplendor da arquitetura civil romana segundo o modelo do neoclassicismo francês.

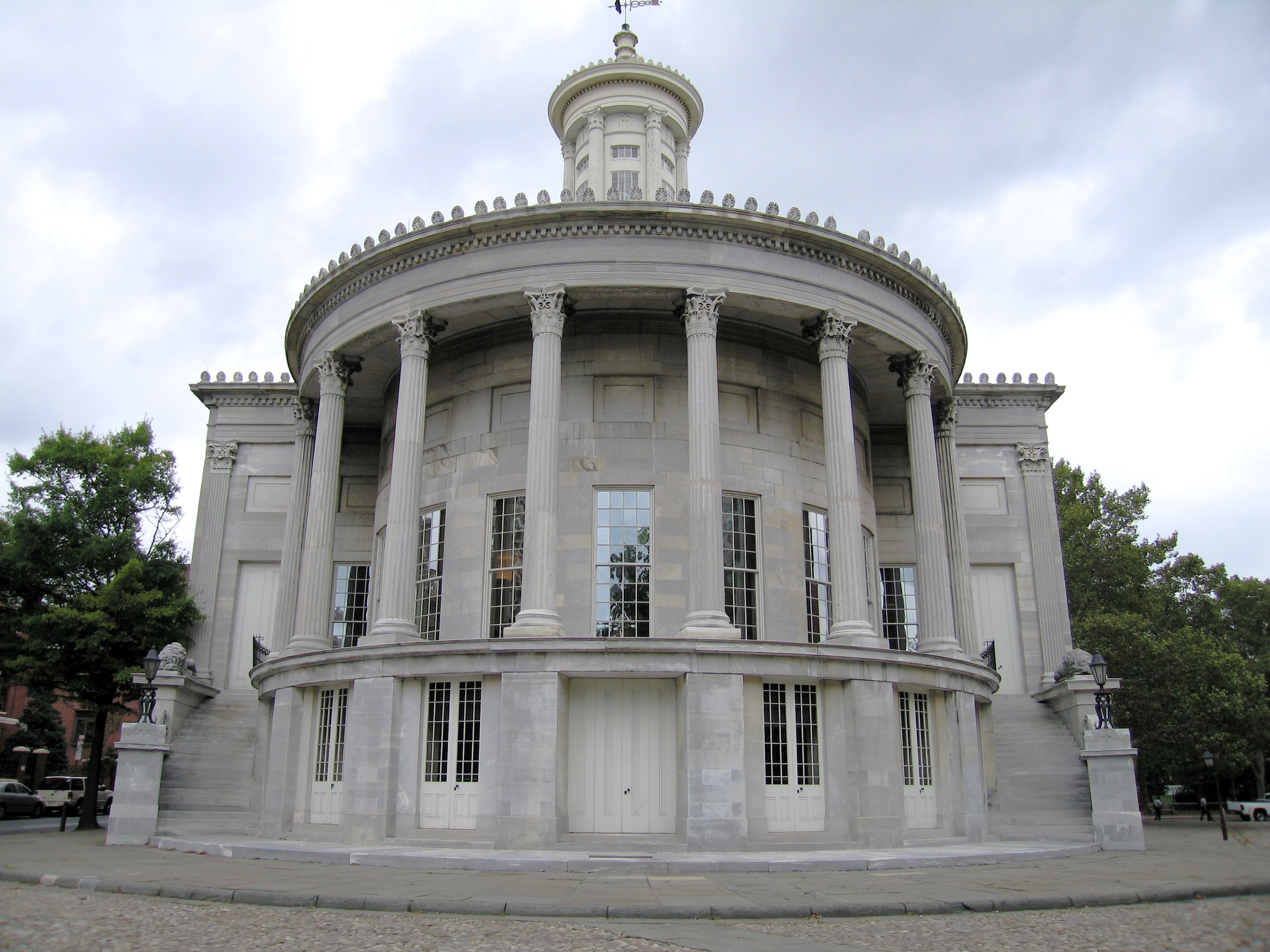
Bolsa de Filadélfia
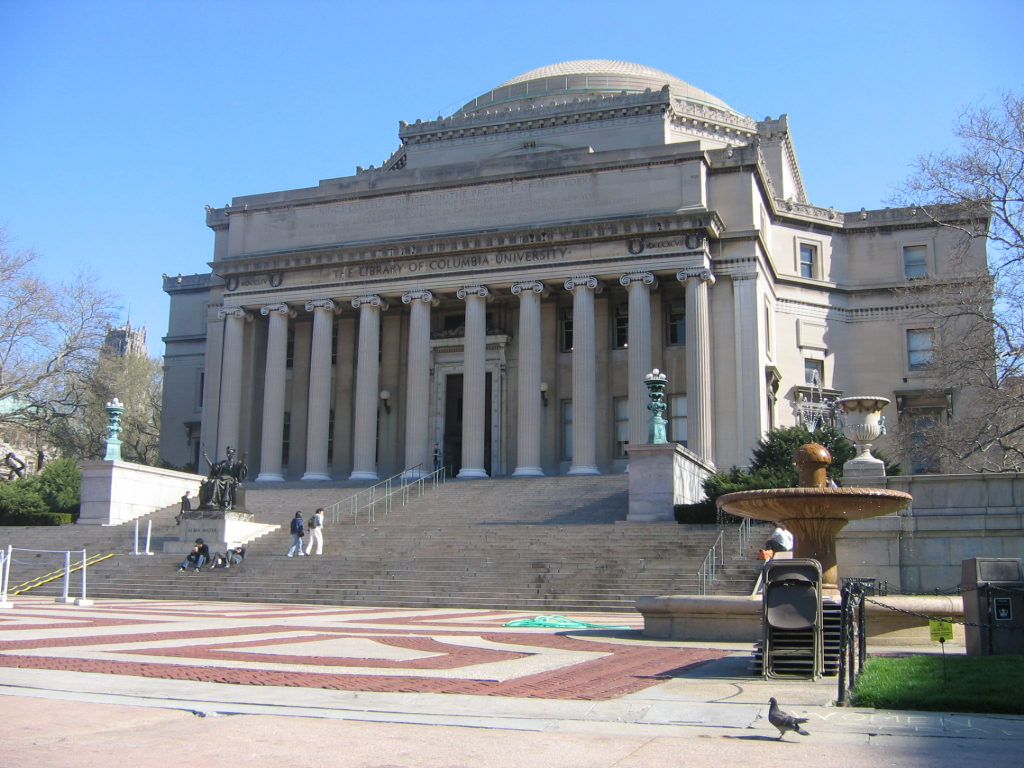
Biblioteca da Universidade de Colômbia
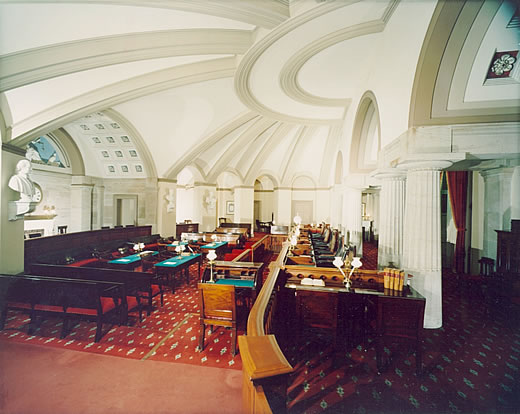
Supreme Court Chamber, Washington

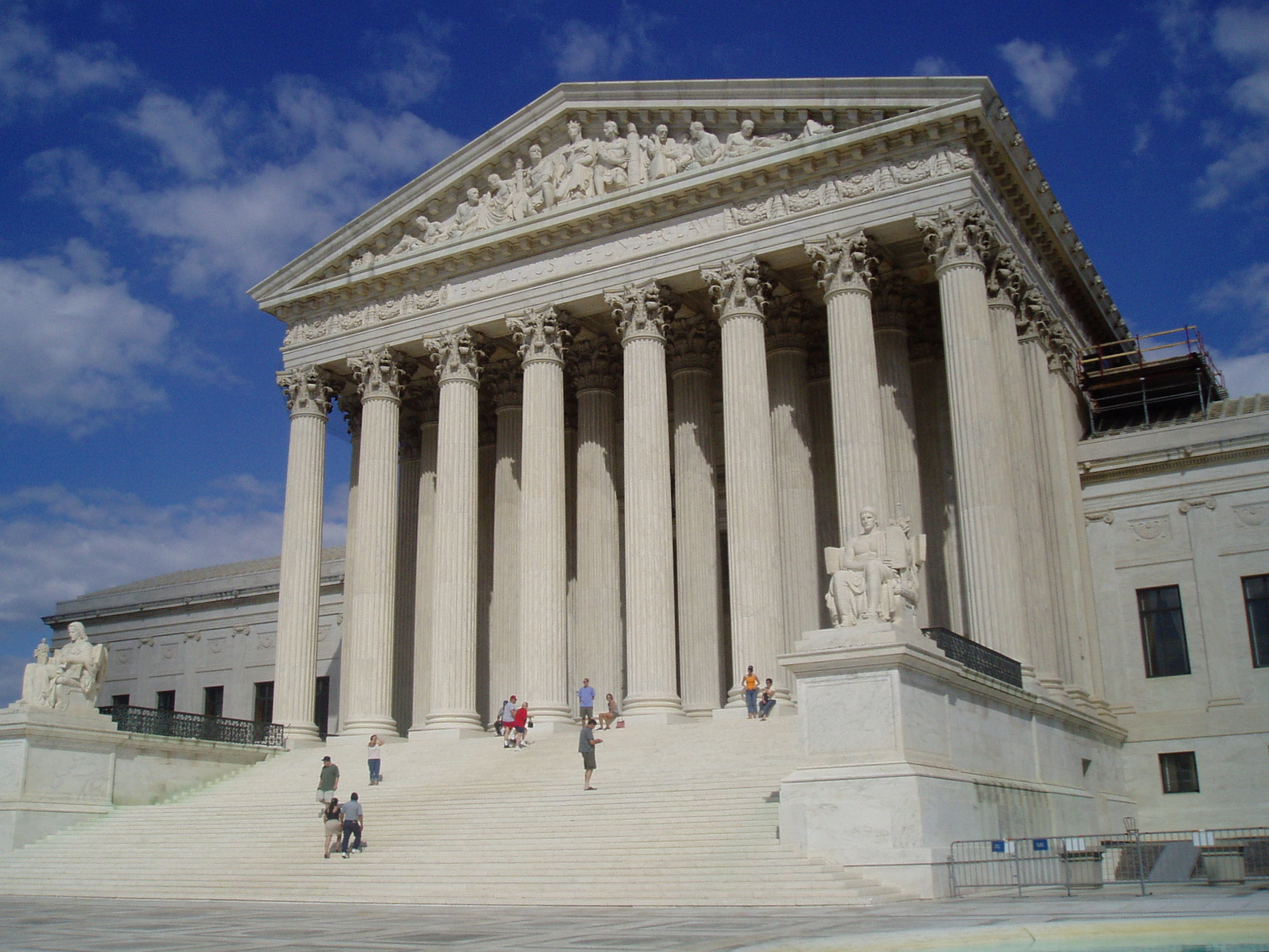
Palácio da Suprema Corte

#### Século XX
Em finais do século XIX, o absoluto classicismo torna-se o fulcro teórico e cultural à construção de cidades inteiras como Washington: nela, concebida como um "tabuleiro de xadrez", acharam lugar para edifícios friamente classicizantes. Em Nova Iorque, pelo contrário, foram concebidas parcelas inteiras de nova urbanização, que compreendeu áreas dispostas ao longo da Wall Street. Nesta ideologia urbanística, foram acrescentados vários edifícios urbanísticos importantes ao estilo clássico. De facto, o neoclassicismo do século XX tornou-se o estilo predilecto da arquitetura do governo: trata-se de edifícios concebidos em oposição do modernismo, que refletem o gigantismo com vista a enfatizar o papel e o prestígio internacional do país.

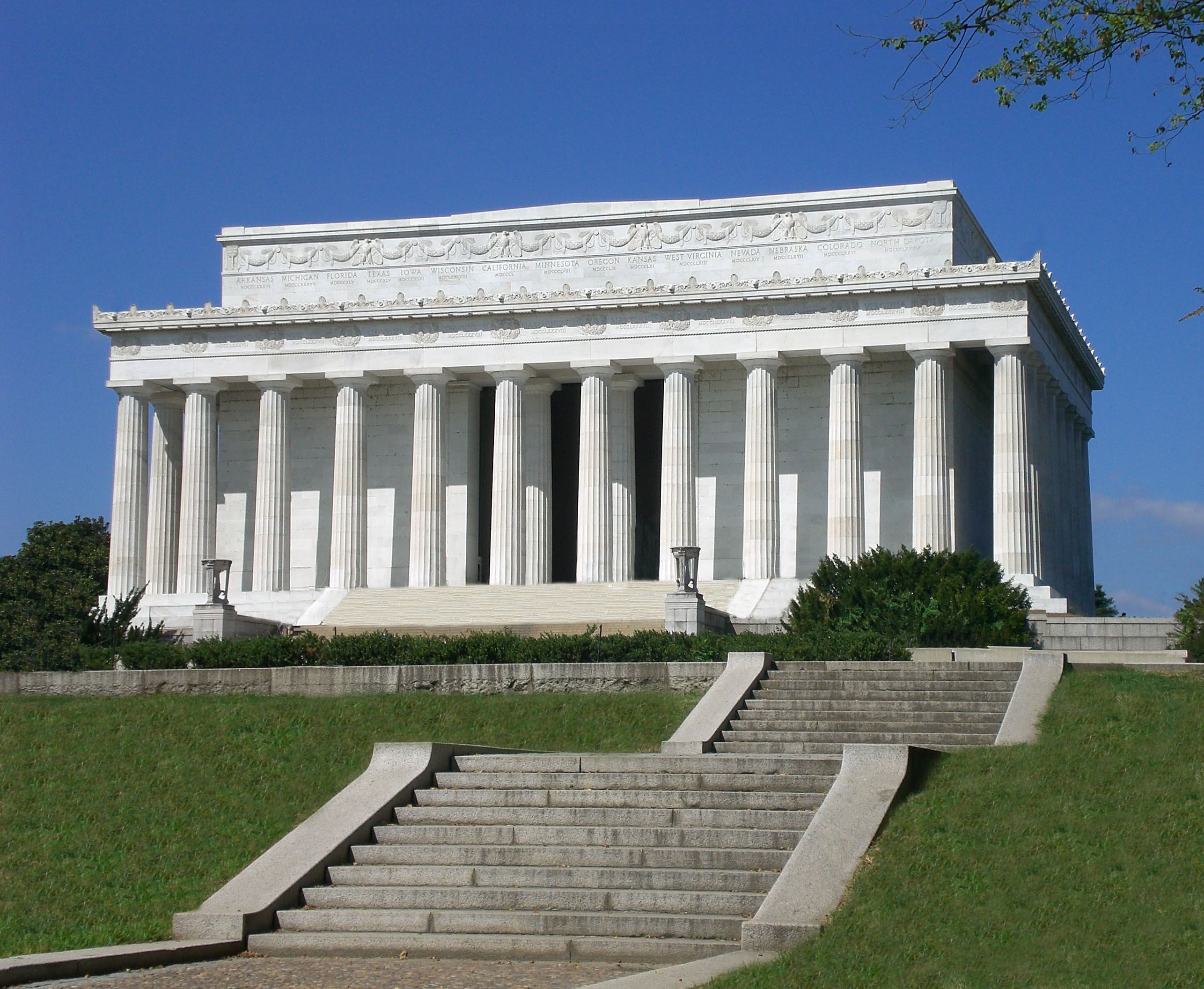
Lincoln Memorial

Numerosos são os exemplos, os mais célebres concentrados fundamentalmente na zona de Washington. Em exemplo o Lincoln Memorial (finalizado em 1922) é um dos edifícios que tenta imprimir à cidade uma marca que visa recalcar aquela característica da Roma imperial. Projetado como um monumento em memória do presidente dos Estados Unidos Abraham Lincoln, conhecido pelas suas batalhas contra a escravatura, o memorial seria concebido idealmente em 1867, mas o início da construção deu-se nas primeiras décadas do século XX. No interior do edifício, desenhado por Henry Bacon, foram acrescentadas esculturas e estátuas projetadas sobre o modelo da célebre "cópia romana" (estátuas realizadas no período romano que correspondem ao bronze perdido da Grécia antiga), como no caso da grande estátua de Lincoln, colocada no centro do memorial.

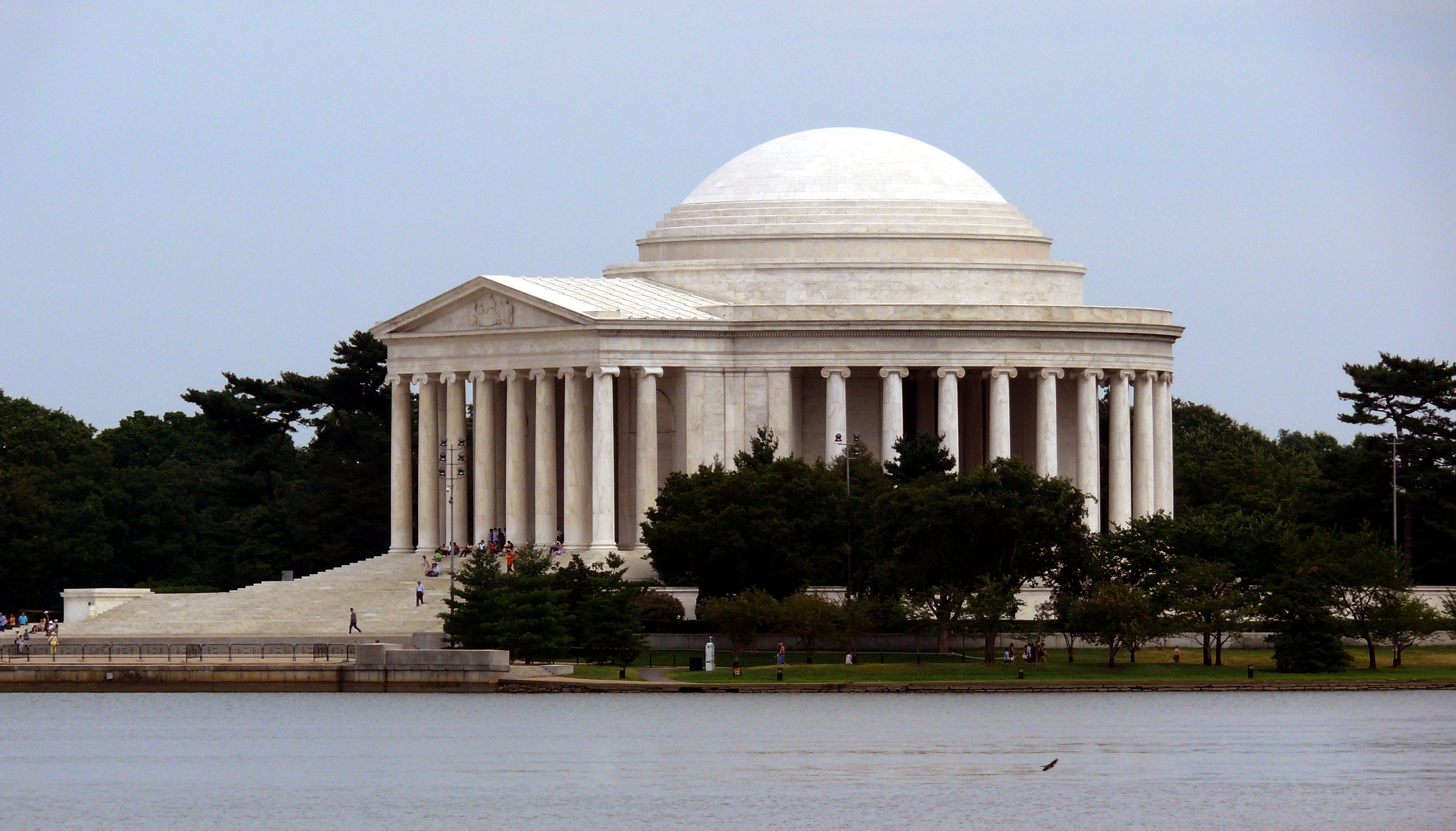
Jefferson Memorial

Também na capital dos Estados Unidos, nos anos 30 deste século, enquanto Frank Lloyd Wright concebe a famosa Casa da Cascata, é edificado o majestoso Palácio da Suprema Corte, concluído em 1935. O edifício, que na fachada anterior exibe uma pronau no estilo coríntio, foi projetado por Cass Gilbert, que era pois já conhecido por toda a crítica da arte internacional pela sua construção do Woolworth Building, em Nova Iorque, na época um dos maiores arranha-céus do mundo.
O último edifício neste contexto é o Jefferson Memorial, inaugurado em Washington apenas em 1943. Projetado em 1939 por John Russell Pope na imitação das villas palladianas e templos romanos e gregos, o edifício desdobra-se ao longo de uma rotunda de colunas jónicas que culminam numa grande pronau, com vista sobre o rio Potomac. O monumento assume o modelo da rotunda que o arquiteto e o Presidente Thomas Jefferson, a quem o memorial foi dedicado, criaram à Universidade de Virgínia. Trata-se, no entanto, de um revivalismo muito longe das novas tendências da arquitetura do século XX, que há muito havia seguido novas linhas, em completa rotura com o passado e sua imposição estilística (vide, por exemplo, a Casa da Cascata), que Frank Lloyd Wright completou em 1939.

### América Latina

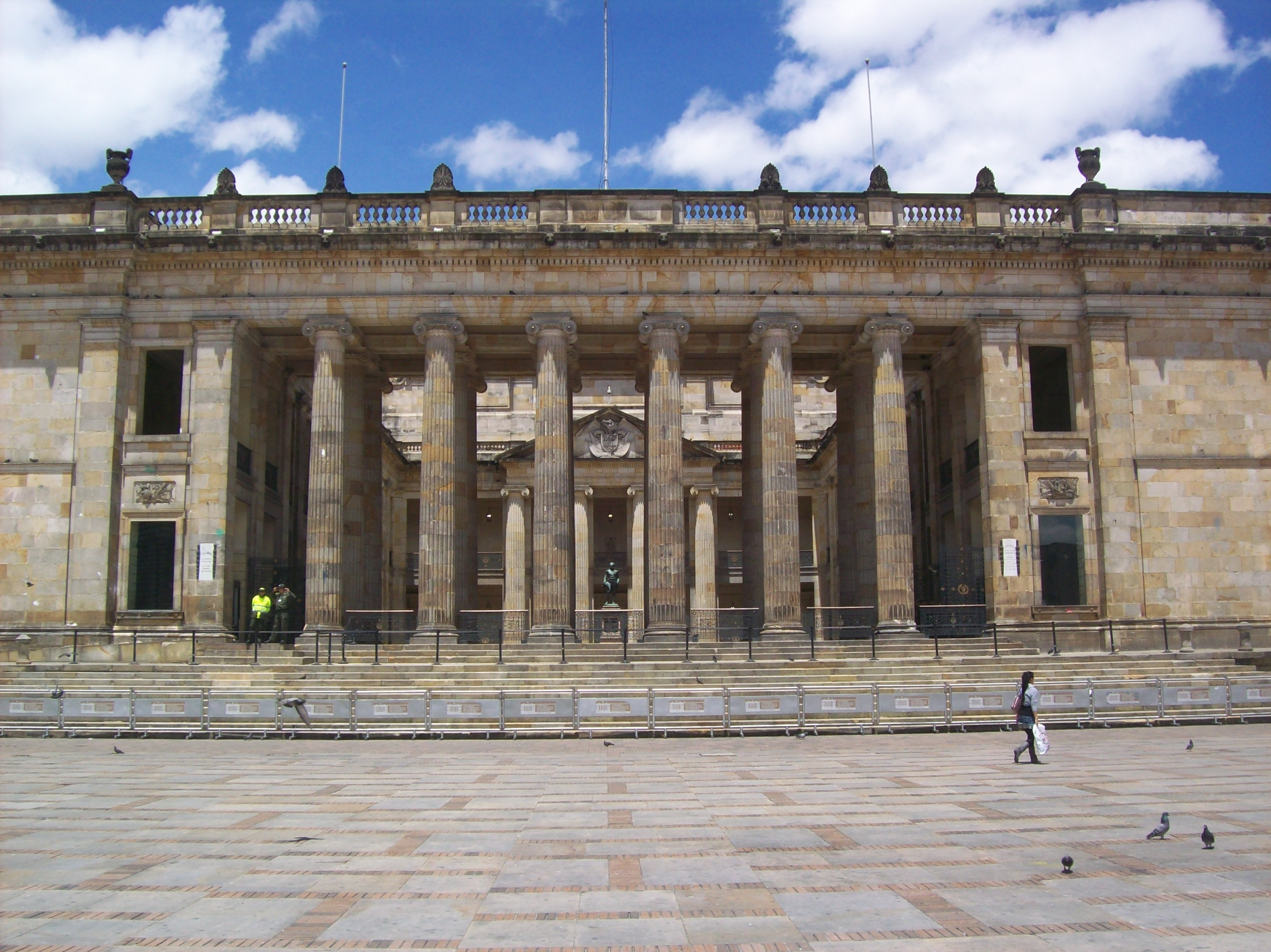
Capitólio Nacional da Colômbia, Bogotá

Embora já existissem construções dalguns palácios municipais na América Latina, tal como o Palácio Municipal de Tlaxcala (c. 1539), no México, o desenvolvimento da arquitetura institucional não eclesiástica começou a florescer no final do século XVIII e início do XIX. Por iniciativa de engenheiros militares e arquitetos encomendados por oficiais coloniais em nome dos seus monarcas, deu-se a introdução da arquitetura neoclássica à construção de alfândegas, hospitais, prisões, tesourarias e correios.
Um dos exemplos mais refinados deste novo tipo de construção, com o seu plano simétrico organizado em torno dos pátios, é o Palácio de La Moneda (c. 1780–1770) em Santiago, no Chile, por Joaquín Toesca y Ricci. A formação dos novos vice-reinados coincidiu com a construção do cabildo, ou câmara municipal (1783–1785), em Montevideu, no Uruguai, projetado por Tomás Toribio. A arquitetura académica neoclássica do cabildo aplica a linguagem da arquitetura renascentista (ou seja, colunas, arcos, frisos) a edifícios de grandes dimensões ajustados para acomodar novas tipologias e livres de um sistema proporcional, conferindo uma nova forma às instituições de governo.
No Brasil, as primeiras reacções ao Barroco surgiram após 1815 em virtude do aporte de alguns arquitetos franceses, como Grandjean de Montigny. Uma das obras de maior importância, apesar de concebidas em meados do século, é o Teatro de Santa Isabel, no Recife, que foi seguido pelo Theatro Nossa Senhora da Paz, em Belém, onde, contudo, prevaleceu o estilo colonial americano. Após a guerra da Independência da América Espanhola, na primeira metade do século XIX, os países da América Latina estavam cada vez mais voltados à arquitetura de França e Itália à transformação do leiaute e arquitetura das suas cidades e vilas. O neoclassicismo tornou-se o estilo oficial com a importante arquitetura representativa da América Latina, com uma nova identidade: a título de exemplo recorde-se o Capitólio Nacional da Colômbia, em Bogotá.

## Influência neoclássica na arquitetura doséculo XX

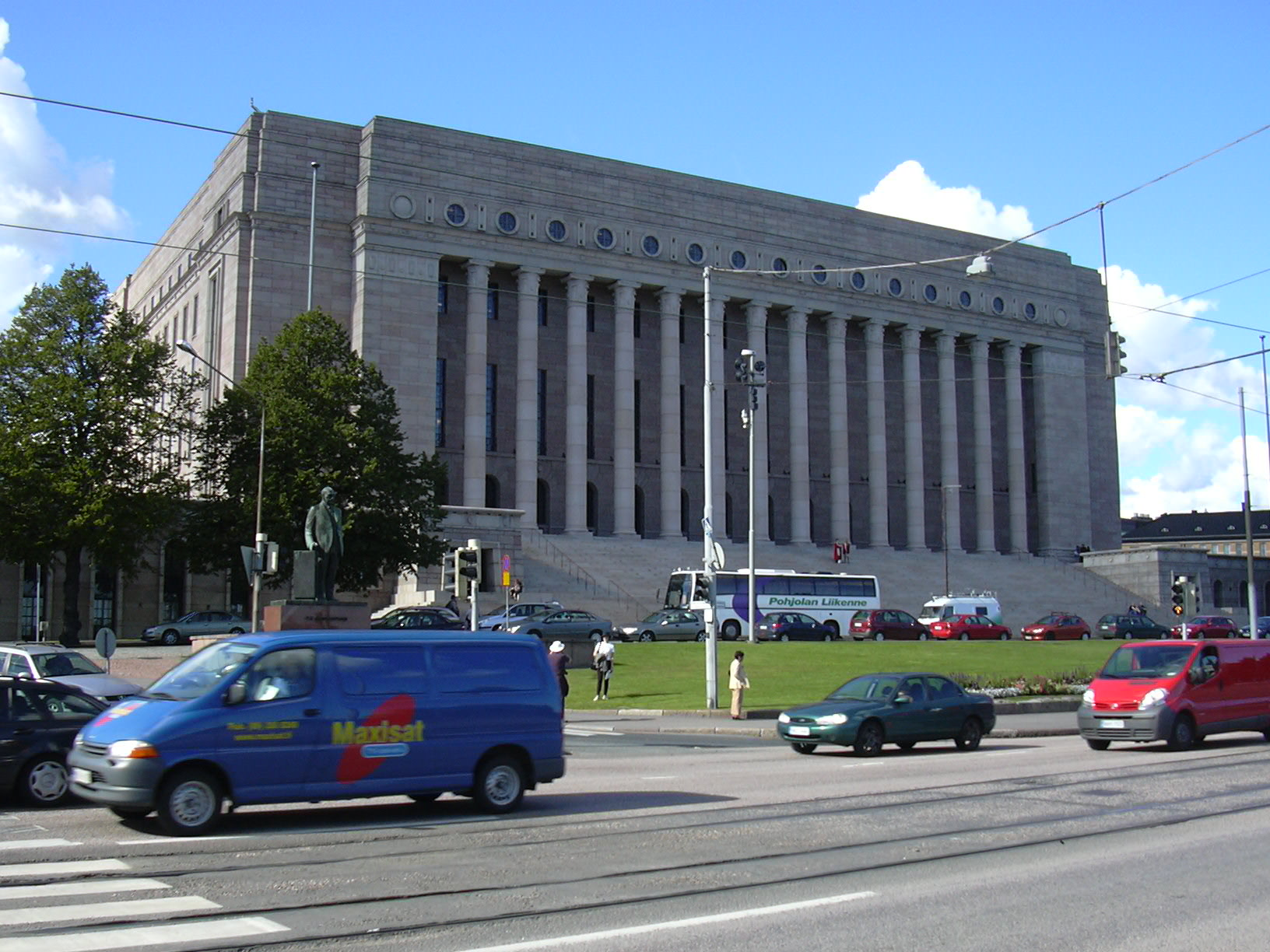
Eduskuntatalo em Helsínquia

Como se pôde observar, o estilo neoclássico inscreve-se num período duradouro, confluindo no ecletismo e impulsionando as primeiras décadas do século XX. No século XX, a par das principais referências históricas, como as encontradas nos principais monumentos de Washington, em diversos países desenvolveu-se uma série de tendências de inspiração clássica e neoclássica.
Na Itália, após o esplendor retórico do já citado Monumento de Vítor Emanuel II, assistimos a uma simplificação do vocabulário arquitectónico que, contudo, durante o Fascismo, permanece substancialmente de cunho classicista; os novos modelos propostos naquela época continuam, com algumas excepções (vide Estação de Florença Santa Maria Novella), ainda associados à simetria e a uma decoração antiga, cingida aos seus elementos essenciais. Isso viria a repercutir-se naquele que é o Neoclassicismo simplificado típico de Marcello Piacentini e que se enquadra na corrente arquitectónica definida mais apropriadamente de monumentalista. Estes exemplos, apesar de em parte revalorizados pela crítica mais recente, eram muitas vezes considerados grotescos e expressão de um provincianismo longe das correntes arquitectónicas e de pensamento mais evoluído e internacional do Movimento Moderno: um exemplo é o Palazzo della Civiltà Italiana, inspirado no modelo do Coliseu, privado de decoração (também chamado de Coliseu quadrado).

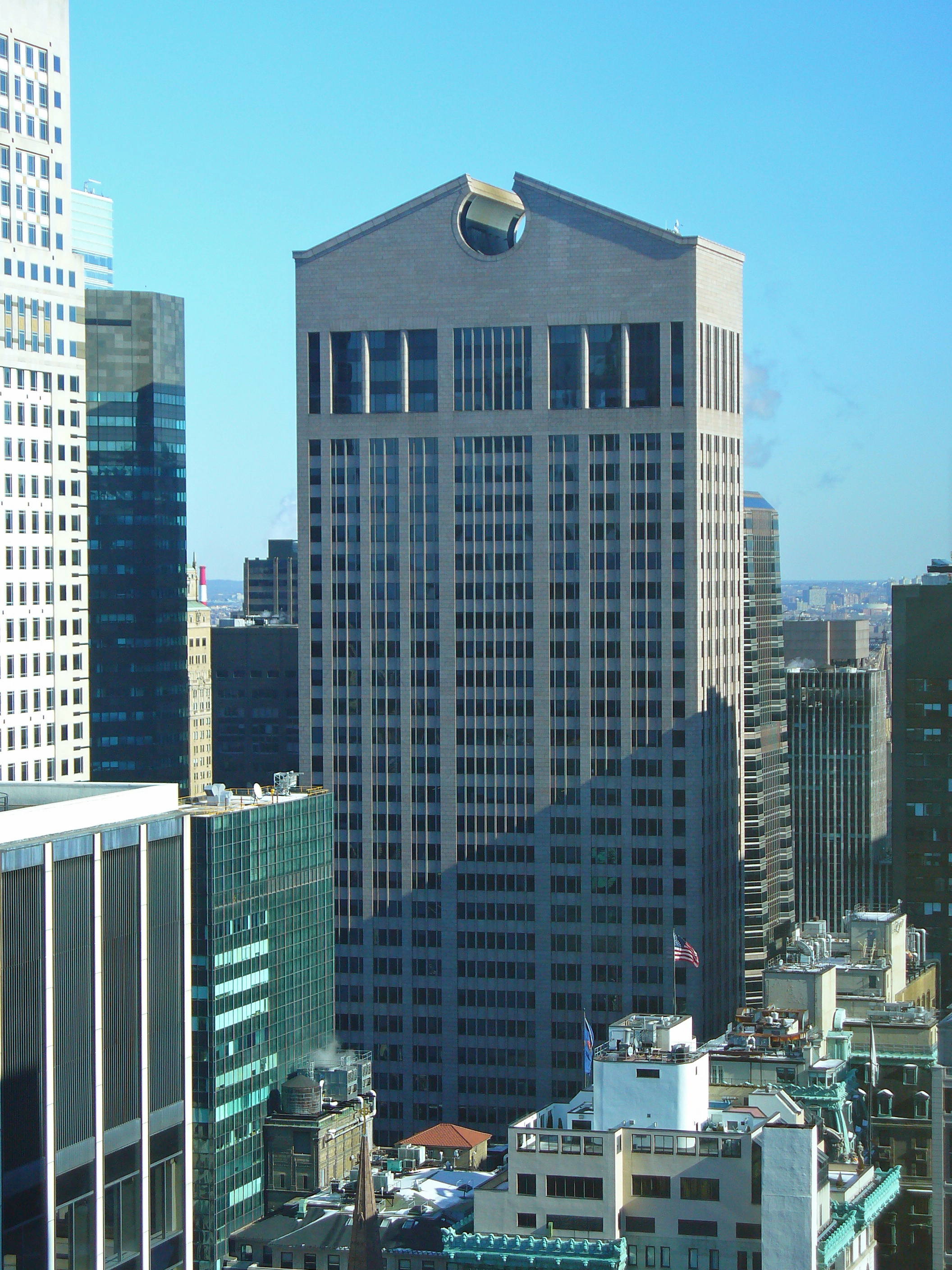
AT&T Building em Nova Iorque

Na Alemanha, os planos de Adolf Hitler tinham em vista alterar a face da capital, transformando-a numa cidade monumental. O autor dos projetos, que jamais seriam concretizados, foi Albert Speer, um amigo pessoal do Führer. A maciça cúpula de caixotões da Große Halle, baseada na modelo do Panteão de Roma, teria representado, com os seus mais de 200 metros de diâmetro, o fulcro da nova Berlim; no exterior, os desenhos mostram uma poderosa colunata clássica aberta para uma enorme praça para comícios, tudo numa escala colossal. Exemplos semelhantes podem também ser encontrados na Rússia e nos países directamente influenciados pela União Soviética, como a Polónia e a China.
O neoclassicismo simplificado pode ser encontrado nos últimos trabalhos de Auguste Perret e inclusive no crematório de Estocolmo, de Gunnar Asplund ("neoclassicismo escandinavo"). Alguns críticos têm ainda definido como neoclássico o Movimento Moderno (incluindo Ludwig Mies van der Rohe) nos termos da monumentalidade e simetria.
O repertório clássico alcançaria um período de intensa fortuna em finais dos anos 70, no âmbito do pós-modernismo (e na considerada nova arquitetura clássica, movimento que expressa uma clara liberdade estilística livre do vínculo modernista. Frontões, colunas e outros elementos tradicionais voltariam mais tarde a estar em voga: um célebre exemplo é o frontão clássico do arranha-céu AT&T Building (atual Sony Building), que Philip Johnson construíra em 1984 na cidade de Nova Iorque.